# St-Vorles (Châtillon-sur-Seine)

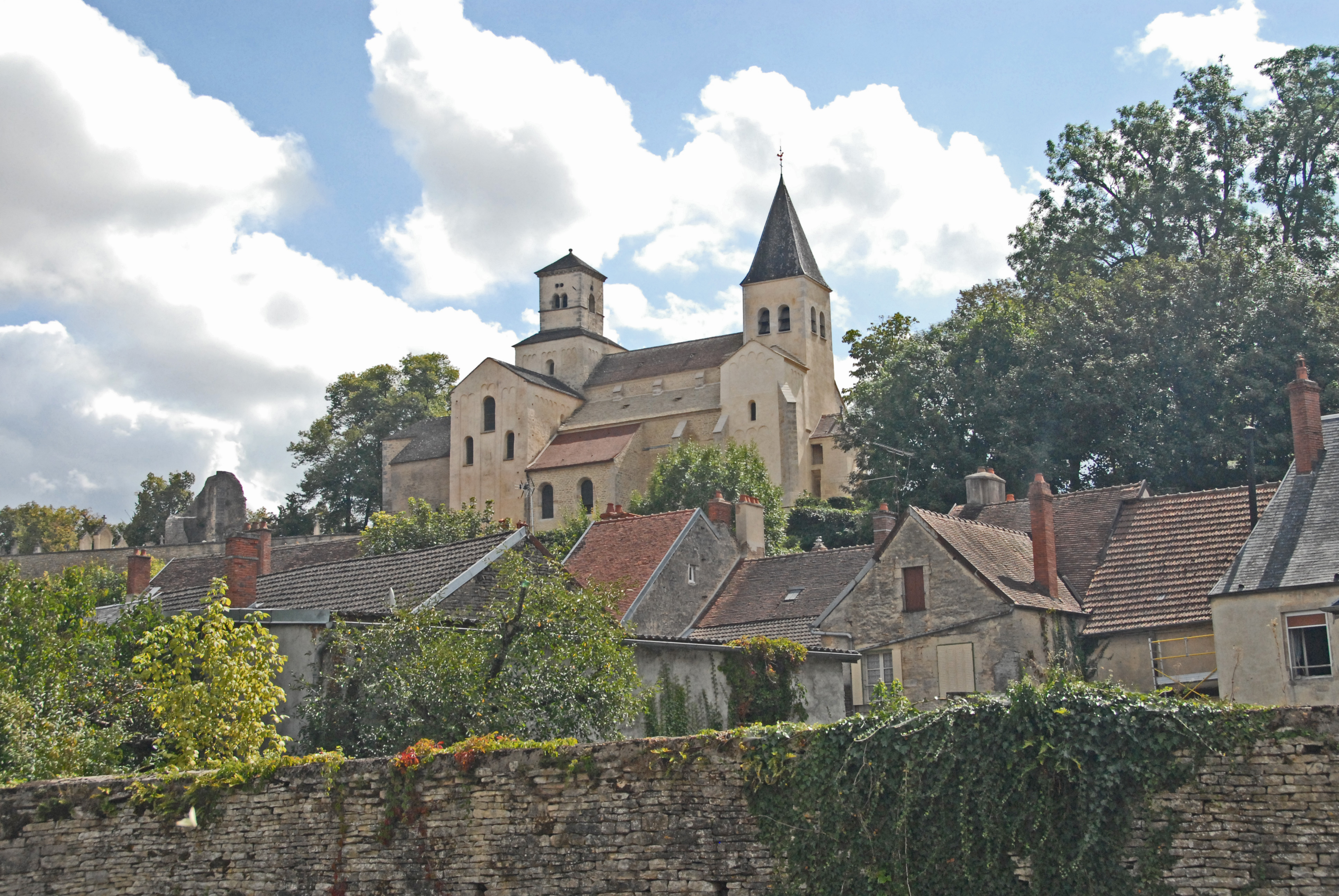
St-Vorles de Châtillon, Ansicht aus Unterstadt von Westen

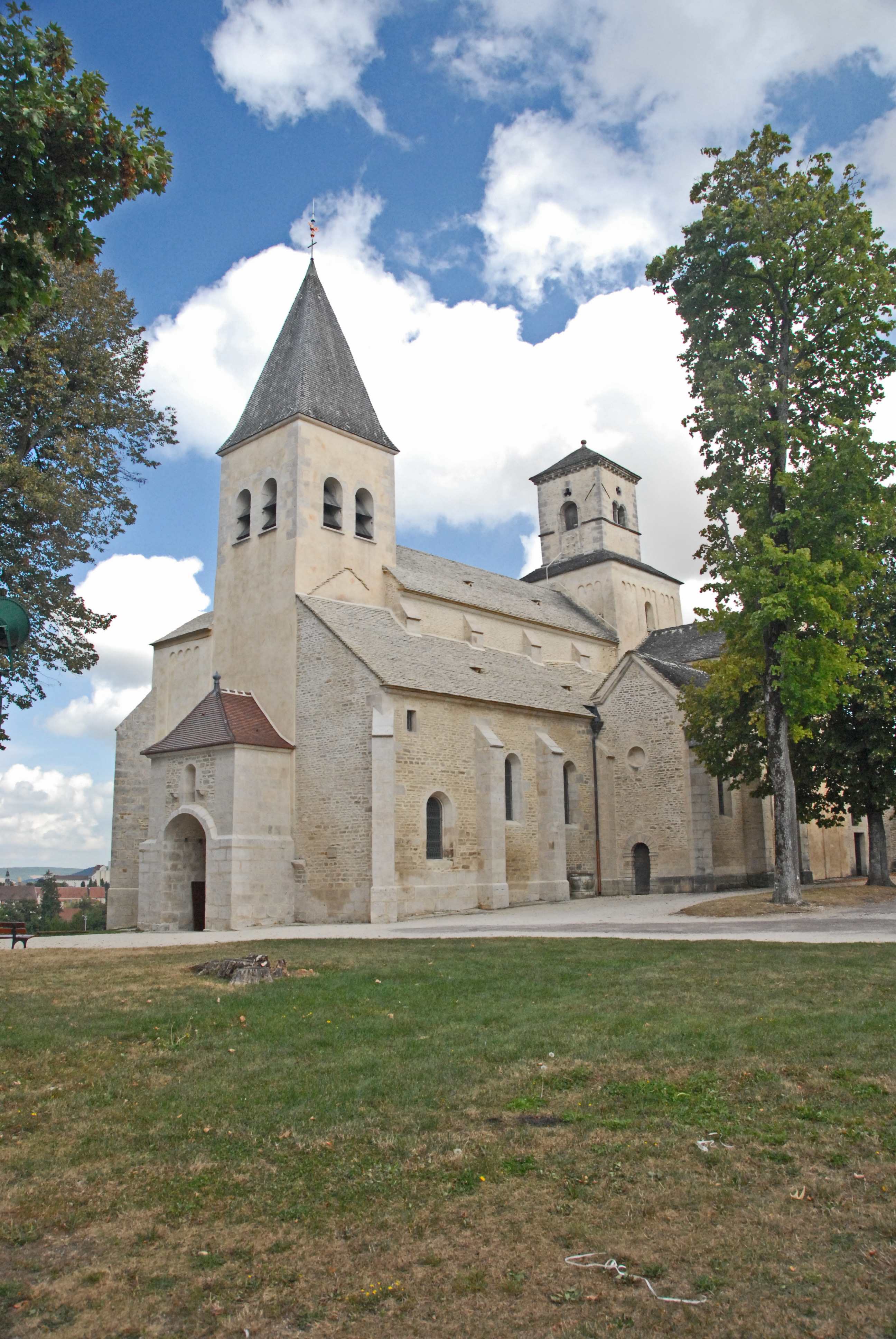
Ansicht von Süden

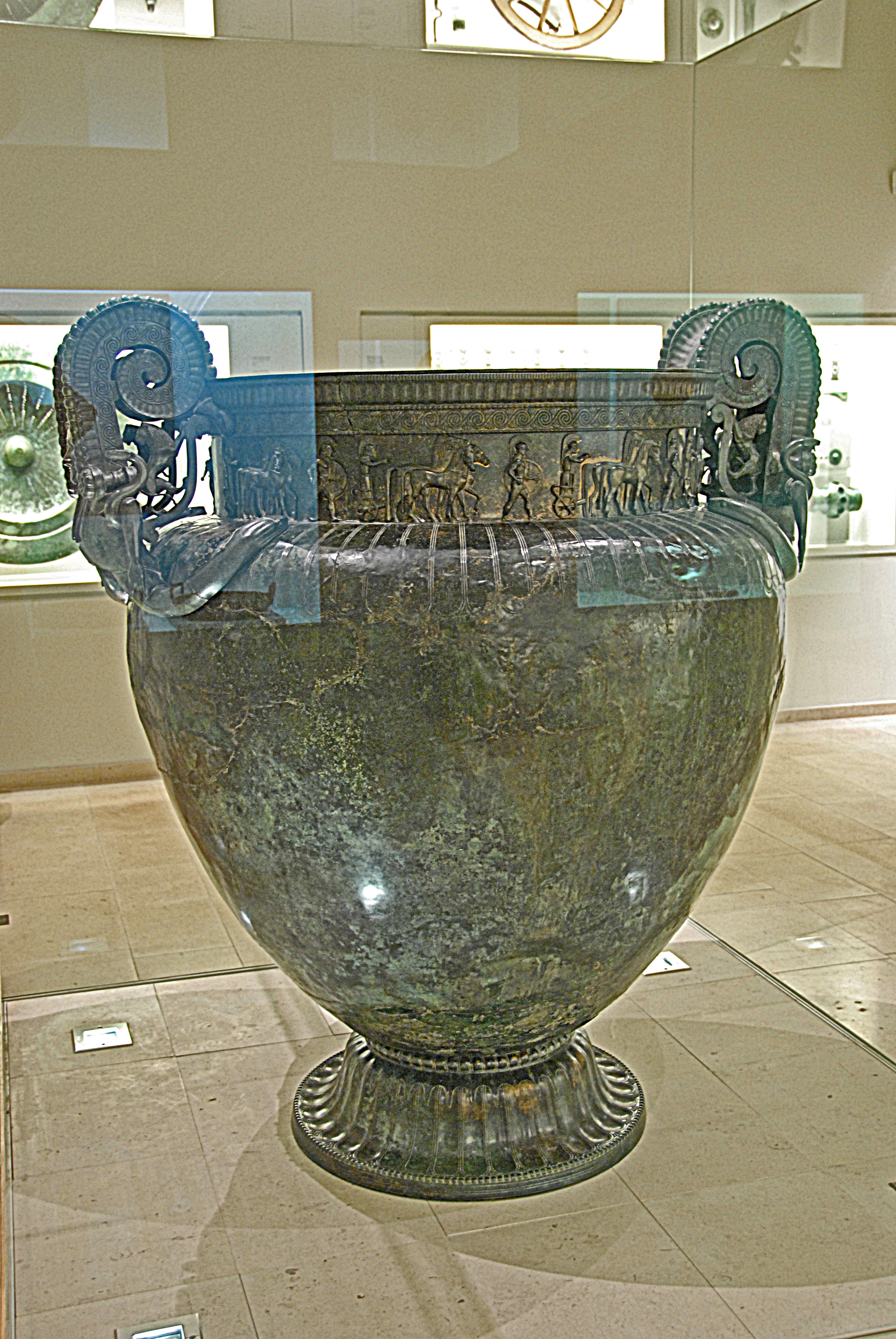
Krater von Vix

Die romanische Kirche St-Vorles steht gemeinsam mit den Ruinen der ehemaligen Burg auf einem Hochplateau oberhalb der Häuser der französischen Stadt Châtillon-sur-Seine im Département Côte-d’Or in der Region Burgund. Châtillon-sur-Seine liegt am Ufer der Seine, in der Landschaft Châtillonais, zirka 75 km nördlich von Dijon. Die Kirche gehört zu den ältesten romanischen Bauten im Burgund und birgt im nördlichen Querhausarm ein Meisterwerk burgundischer Bildhauerkunst, die Beweinung Christi von 1527 aus der Epoche der Renaissance.

## Geschichte
Die Gegend um Châtillon mit dem nahen, 307 m hohen Hügel Mont Lassois an der Seine, der in keltischer Zeit ein bedeutendes Oppidum Latisco trug, entwickelte sich bis zur Hallstattzeit (zirka 750 bis 450 v. Chr.) zu einem der bedeutendsten Handelsplätze in ganz Gallien. Das kleine Dorf Vix (von lat. Vicus), etwa 6 km nördlich von Châtillon-sur Seine, verlieh seit Beginn des 20. Jahrhunderts bedeutenden Grabungen auf einer Fläche von 42 Hektar seinen Namen, bei denen eine große spätbronze-, hallstatt- und spätlatènezeitliche Nekropole freigelegt werden konnte. Man belegte Handelsbeziehungen vom Mittelmeer bis ins Baltikum. 1953 machte ein Landwirt außerhalb des offiziellen Grabungsgeländes eine sensationelle Entdeckung in einem Grabhügel. Es wurde daraufhin die fürstliche Grabstätte einer keltischen Prinzessin aus dem 6. Jahrhundert vor unserer Zeitrechnung freigelegt, das besonders reichhaltig mit Grabbeigaben ausgestattet war. Berühmt ist der Fund des Kraters von Vix, ein gewaltiger Krug aus Bronze mit einer Höhe von 164 cm, einem Durchmesser von 145 cm, einem Gewicht von 208 kg und einem Fassungsraum von 1200 Litern. Es handelt sich um eine kostbar gestaltete Arbeit aus dem spätarchaischen Griechenland, um 530 v. Chr., die über das Tal der Rhone den Weg nach Burgund fand.

Galerie Grabungsfunde in Vix
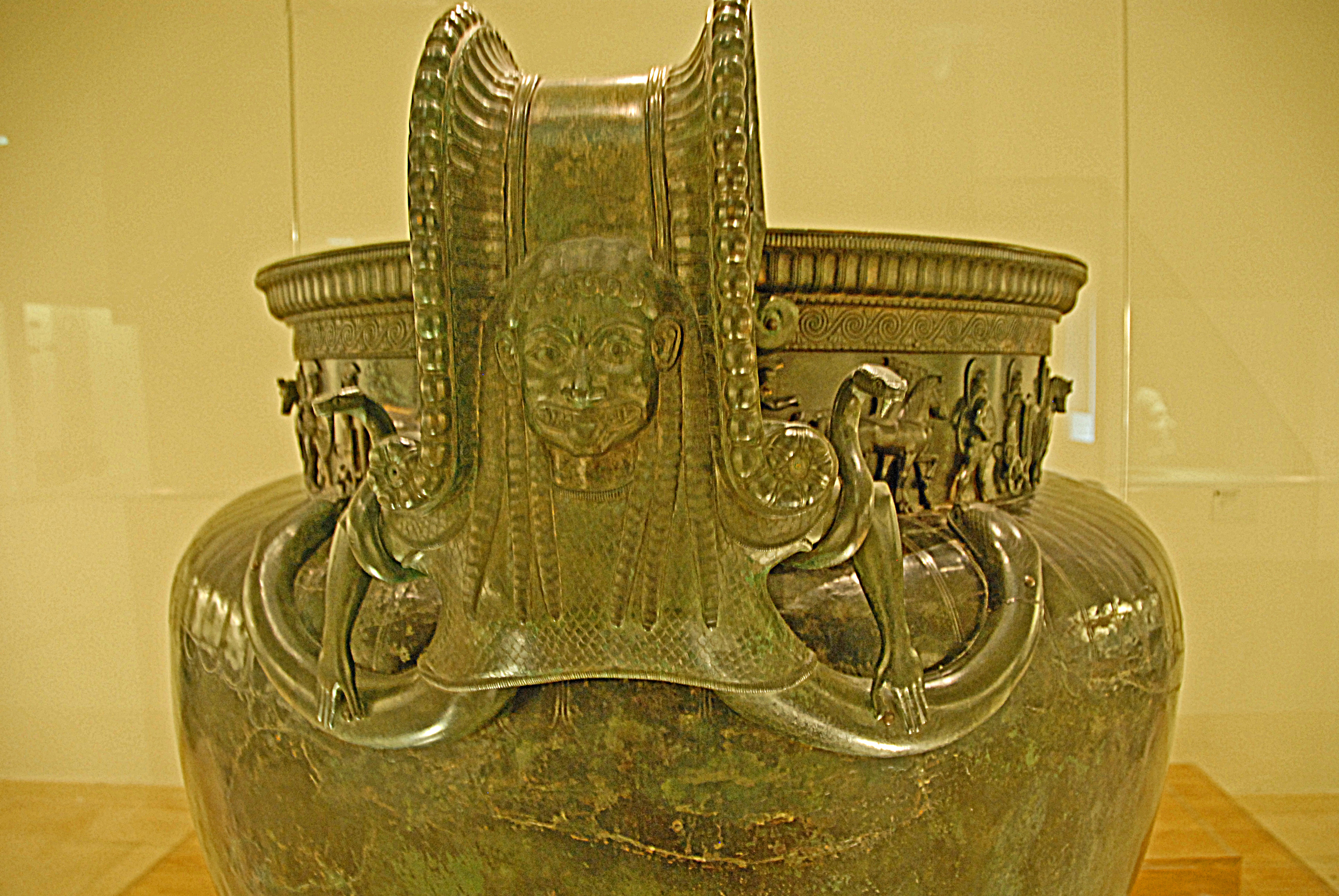
Krater von Vix, Henkel
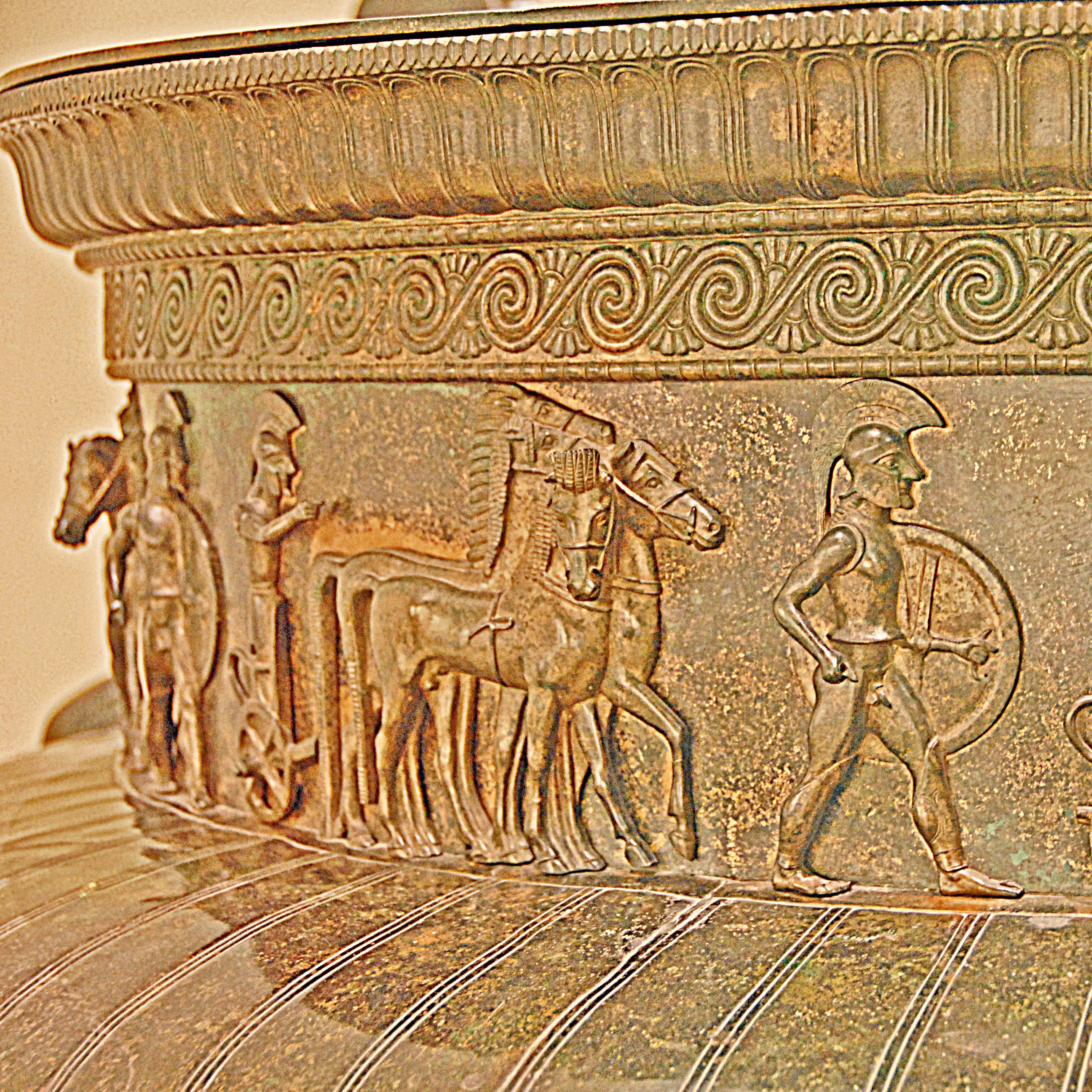
Krater von Vix, Detail
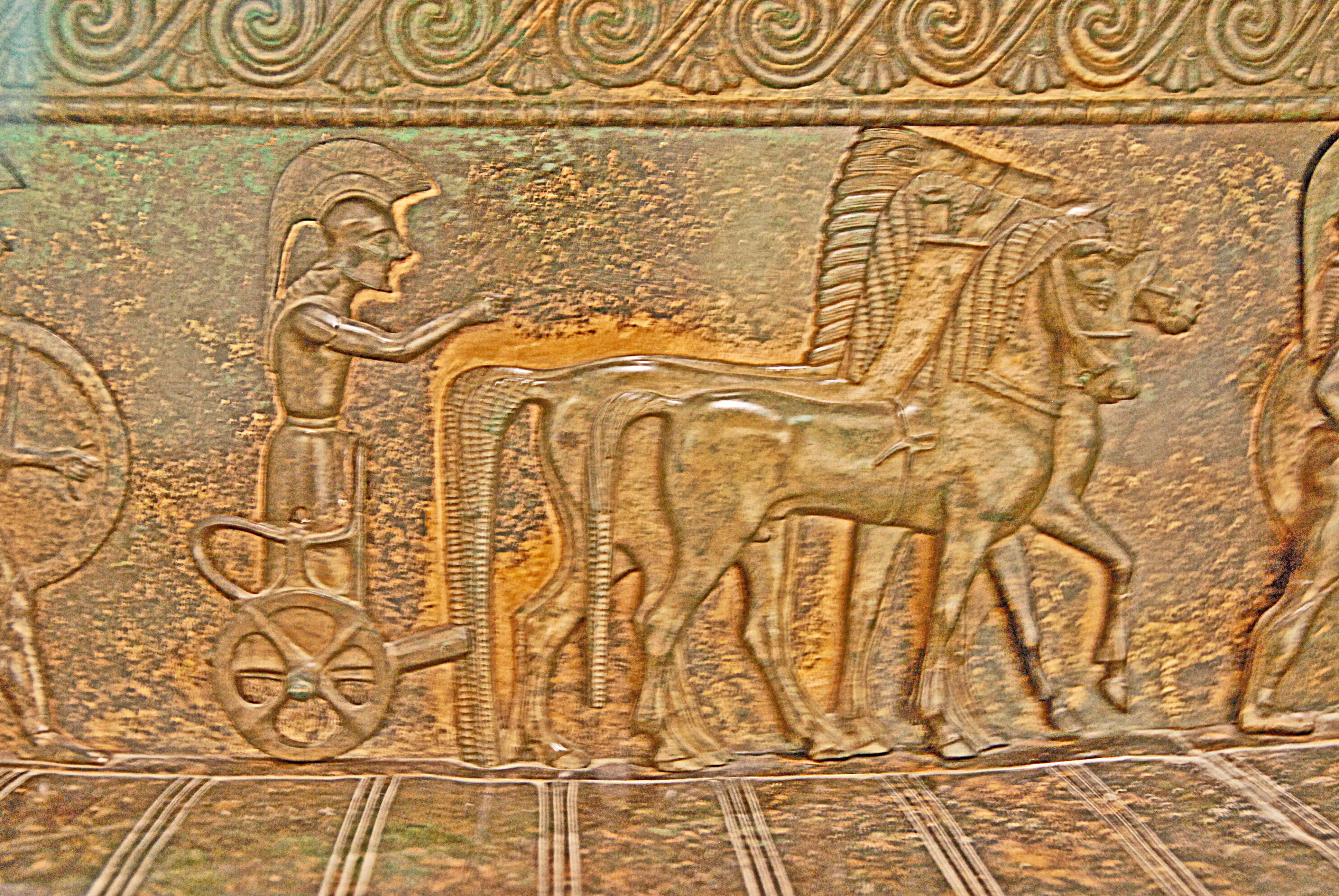
Krater von Vix, Detail
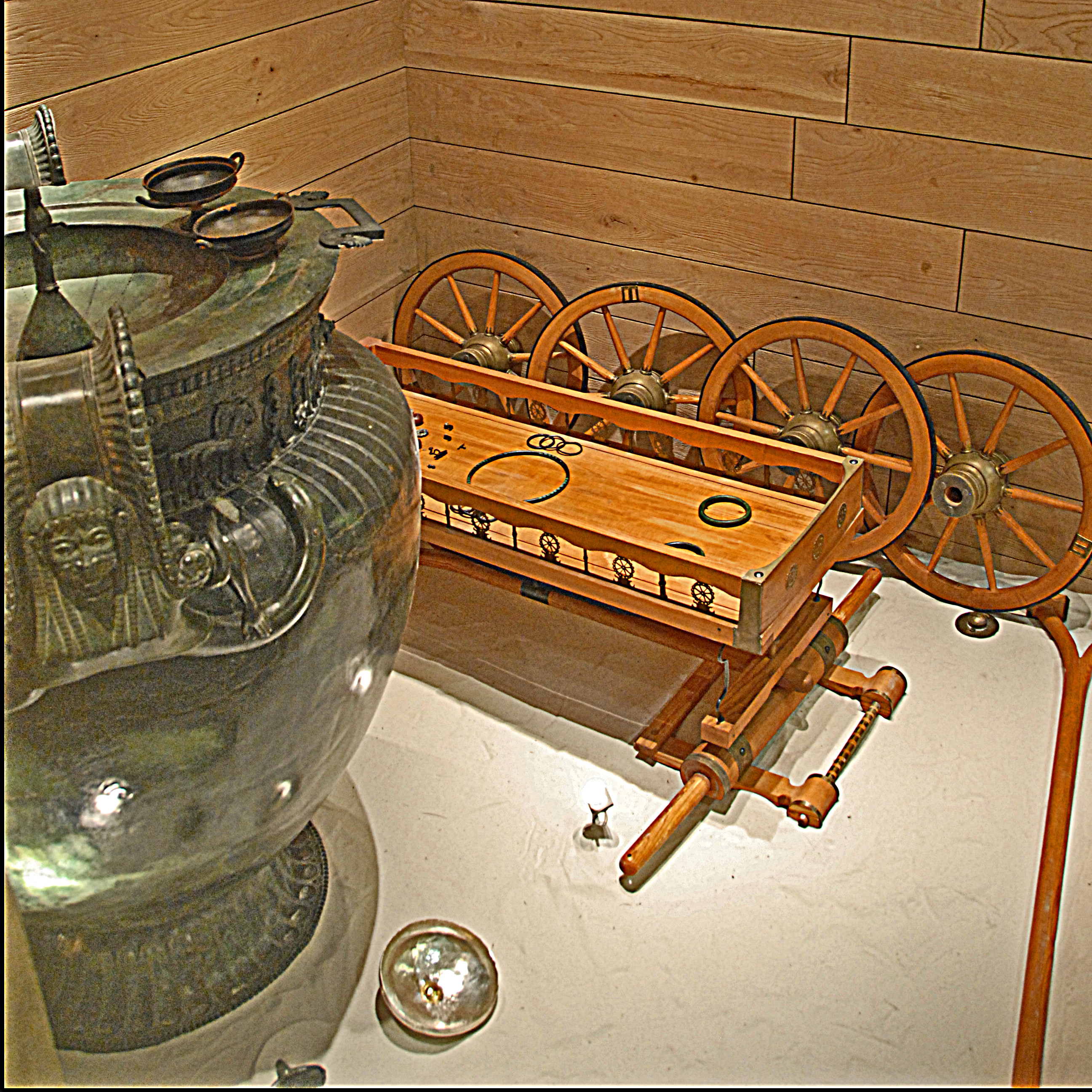
Keltischer Wagen

Erst etwa 1000 Jahre nach der Bestattung in Vix ist auch in Châtillon-sur-Seine eine Besiedlung nachweisbar. Die Geschichte der Kirche St-Vorles lässt sich bis ins 4. Jahrhundert zurückverfolgen. Zum Ende des 5. Jahrhunderts soll an ihrer Stelle der heilige Deodatus (frz. Didier) ein Oratorium erbaut haben, das ursprünglich Notre-Dame-de-Toutes-Grâces („Maria voller Gnaden“) geweiht war.
Im 8. Jahrhundert wurden die Bewohner der damals unbefestigten Unterstadt vertrieben. Sie zogen sich auf den Hügel, auf dem sich heute St-Vorles befindet, zurück und befestigten ihn mit einem geräumigen Kastell, das der Ortschaft später seinen Namen verlieh. Der befestigte Ort erstreckte sich über das ganze Plateau, das heute weitgehend vom Friedhof und der Kirche eingenommen wird.
Die Überführung der Reliquien des heiligen Vorelius (frz. Vorles) (*um 530; † 591) im Jahr 868 dürfte mit einem kleinen Kirchenneubau zusammenhängen. Der heilige Vorelius stand in enger Beziehung zum burgundischen Königshaus. Seine Gebeine wurden zunächst in einem steinernen Sarkophag aufbewahrt. Diese karolingische Kirche ist teilweise ergraben worden und heute in veränderter Form als Krypta unter dem nördlichen Querhausarm erhalten. Betreut wurde sie von den Priestern der Kathedrale des etwa 70 km westlich liegenden Langres.
In den Jahren 980 bis 1016 wurde vor allem auf Anregung des Bruno de Roucy, dem Bischof von Langres (980–1016), eine neue, deutlich größere frühromanische Kirche errichtet, die in wesentlichen Teilen noch erhalten, wenn auch durch zahlreiche Um- und Anbauten entstellt ist. Es entstand auf einem kreuzförmigen Grundriss ein dreischiffiges Langhaus mit westwerkartigem Vorbau, ein Querhaus mit weit ausladenden Armen und ausgeschiedener Vierung und ein Staffelchor nach dem Muster der etwa gleichzeitig errichteten Kirche von Cluny II. Sehr wahrscheinlich wurde der erhaltene Chorraum mit halbrunder Apsis von vier gestaffelten Querhauskapellen mit Apsidiolen flankiert. Die heutigen Querhaus- und Chorjochtonnengewölbe sind noch die ursprünglichen. Das Mittelschiff, das von kleinen Fenstern über den Gewölbeansätzen belichtet wurde, muss ebenfalls tonnenüberwölbt gewesen sein. Ursprünglich sind auch die Kreuzgratgewölbe in den Seitenschiffen und der westliche Narthex mit der Emporenkapelle darüber. Ob dieser ursprünglich auch einen Turm besaß, ist nicht belegt, kann aber angenommen werden. Der Narthex wurde jedenfalls auf beiden Seiten von quer zum Hauptschiff verlaufenden Satteldächern überdeckt, was an ein Querhaus erinnert. Heute sieht man auf der Südostseite des Turms die Konturen der Dachschrägen dieses Daches. Die Reliquien des heiligen Vorelius wurden in den Neubau überführt und dort im Hochaltar untergebracht.
Etwa gleichzeitig mit dem Kirchenneubau richteten die Priester der Kathedrale von Langres in den ebenso neu erstellten Konventsgebäuden ein Kanonikerstift ein, in dem sie auch das Collège Notre-Dame gründeten, eine Schule, die schon bald eine hochrangige Institution wurde. Zu deren Schüler zählte um 1090 auch der heilige Bernhard (* um 1090; † 20. August 1153; frz. Bernard). In dem ursprünglichen Marienoratorium, der heutigen Chapelle St-Bernard in der Krypta, soll er sich häufig aufgehalten haben. Dort soll ihm auch die Muttergottes erschienen sein.
Im 12. Jahrhundert wurde der Vierungsturm um eine allseitig mit je einem Fenster bestückten Laterne mit einer entsprechend erhöhten Vierungskuppel wieder neu aufgebaut. Die heute noch erhaltenen Überreste des Kastells und der einst stattlichen Burg auf dessen Südostseite stammen aus dem 12. und 14. Jahrhundert. Diese Festung war die wichtigste der Herzöge von Burgund und der Bischöfe von Langres, nicht zuletzt wegen ihrer Nähe zur Grafschaft der Champagne und zum Königreich Frankreich. Der Wehrturm Tour de Gissey wurde im 14. Jahrhundert erbaut und bildet die nördliche Ecke der unteren Umfassungsmauer. Sein Name stammt von einer bedeutenden Familie aus der Gegend von Chatillon.
Im 14. und 15. Jahrhundert wurde nach vorherigem Abbruch der beiden nordwestlichen Querhaus-Apsidiolen die Karmel-Kapelle und die Kapelle Ste-Thérèse mit rechteckigen Grundrissen angebaut. Diese Patrozinien erhielten sie vermutlich erst später.
Für die Datierung des Anbaus der Heiligkreuz-Kapelle an die Südostwand im Bereich des dritten und vierten Jochs gibt es keine Belege. Ihre gotischen Kreuzrippengewölbe deuten auf die Entstehung zwischen 1140 und 1500 hin.
Gegen 1527 wurde ein Meisterwerk burgundischer Bildhauerkunst der Renaissance geschaffen, die Grablegungsgruppe, die heute im nördlichen Querhausarm aufgestellt ist. Sie stammt ursprünglich aus der Franziskaner-Kirche von Châtillon, die während der Französischen Revolution (1789 und Folgejahre) zerstört wurde.
Die Burg wurde auf Bitten der Bewohner von Châtillon nach den Religionskriegen (1562–1598) 1598 von König Heinrich IV. geschleift.

Galerie Festungsruinen
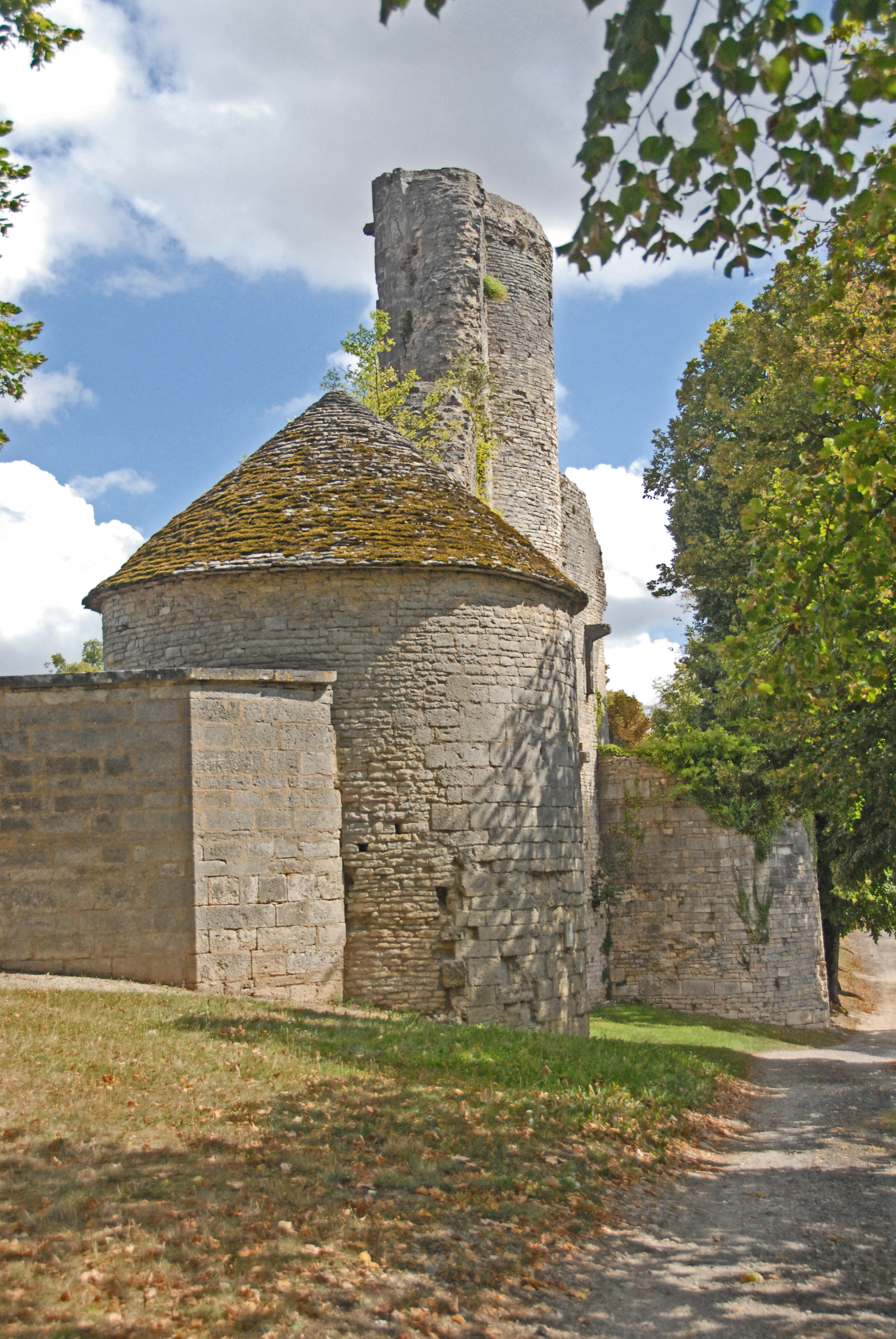
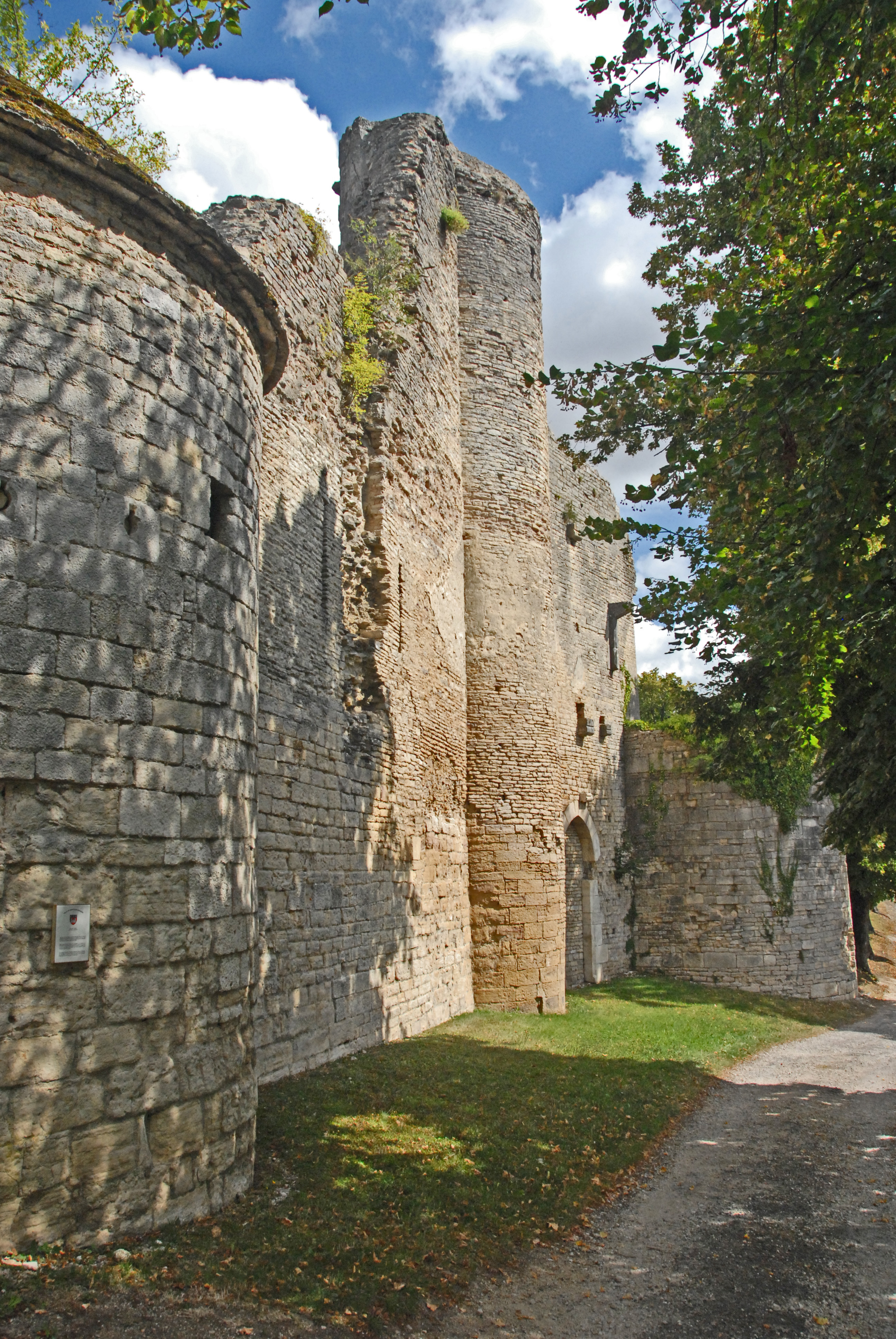
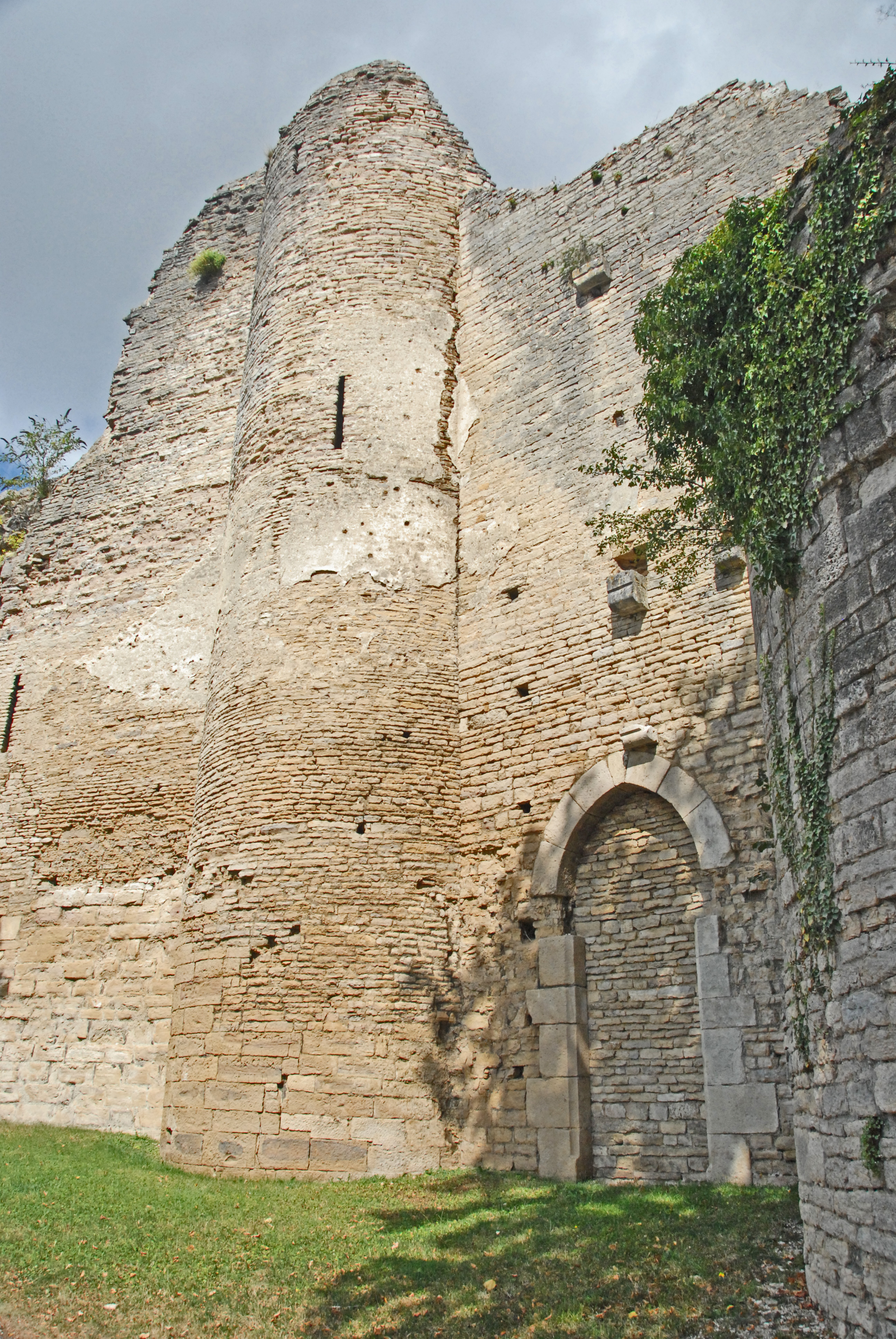
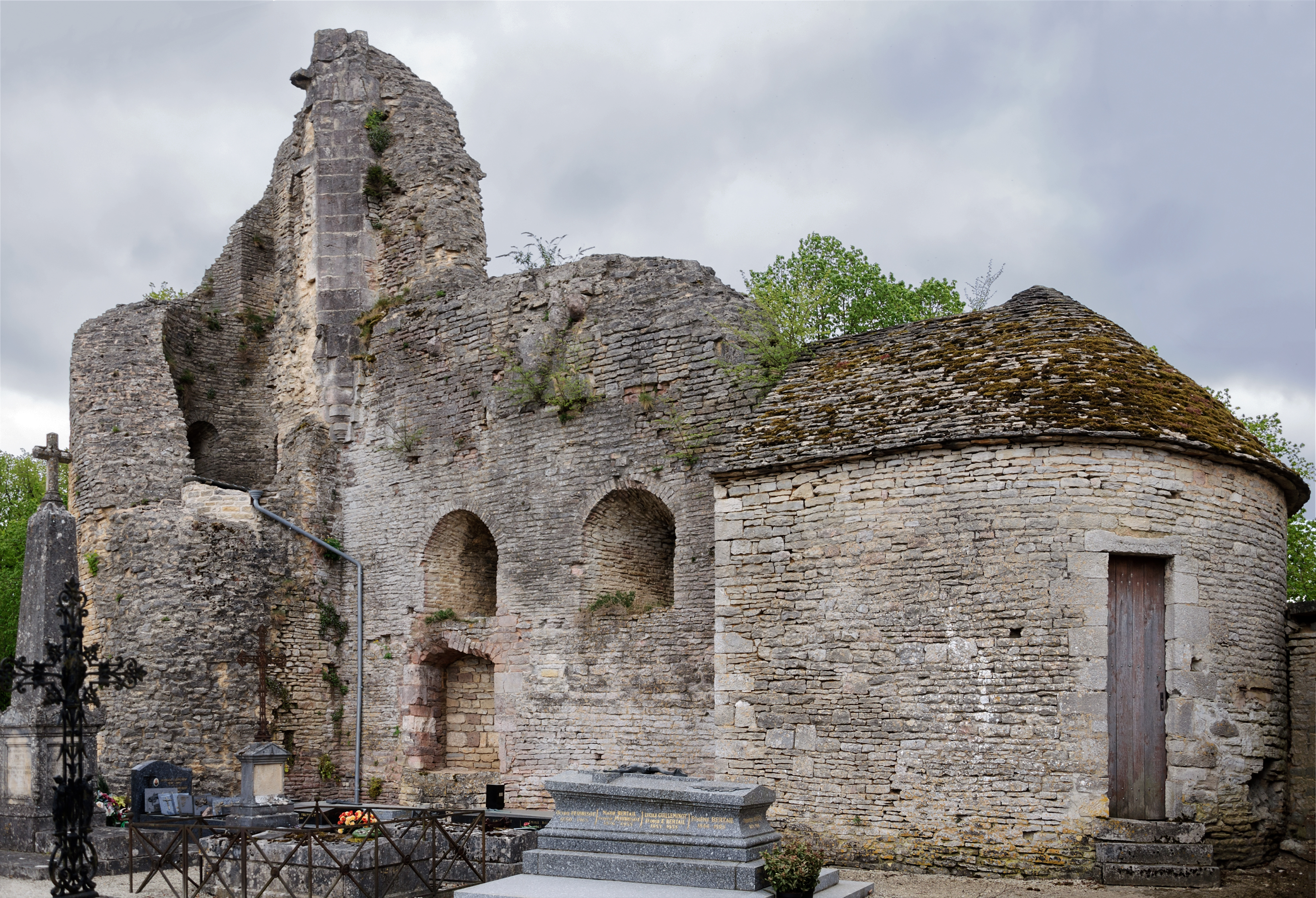
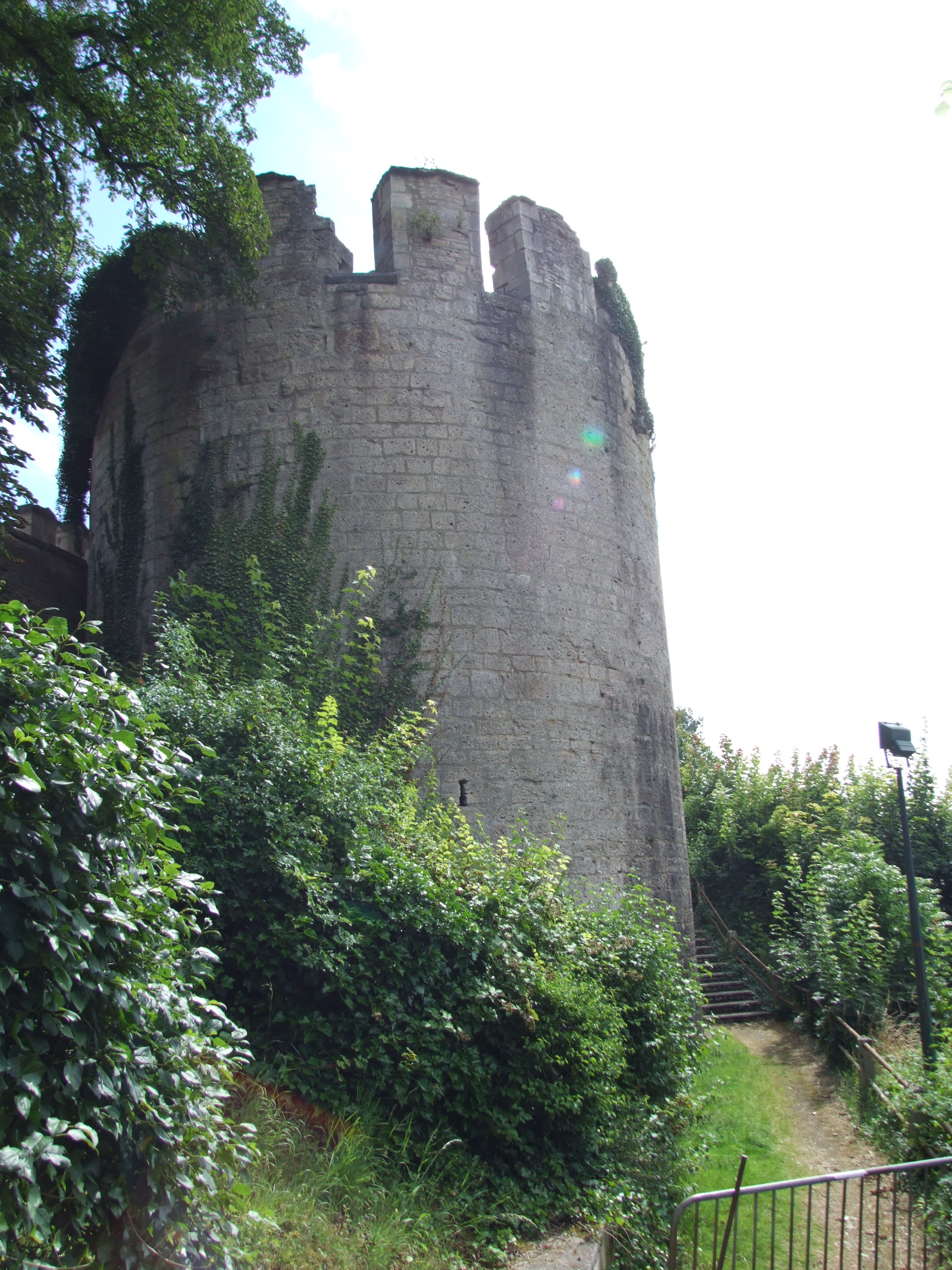
Tour de Gissey

Aus dem 16. Jahrhundert stammen zwei farbig gefasste Holztafeln, die im nördlichen Querhausarm aufgehängt sind. Vermutlich gehörten sie ursprünglich zu einem Flügelaltar.
Im ersten Quartal des 17. Jahrhunderts erfuhr die Kirche erhebliche Umbauten und Erweiterungen. So entstand die Erweiterung der St-Bernard-Kapelle der Krypta auf der Nordwestseite, im Bereich der Langhausjoche drei und vier, die gleichzeitig mit Hilfe einer Treppe den inneren Zugang zur Krypta ermöglichte. Als Ersatz für die vorher abgebrochenen beiden südöstlichen Querhaus-Apsidiolen wurde die in Grundriss rechteckige Rosenkranzkapelle (frz. Chapelle du Rosaire) angebaut. Ebenso erhielt im frühen 17. Jahrhundert das Mittelschiff seine heutigen Kreuzgratgewölbe und verlor dabei die direkte Belichtung durch Obergadenfenster am unteren Gewölberand. Im gleichen Jahrhundert wurde die kleine Vorhalle vor dem Hauptportal als Witterungsschutz errichtet und der zentralen Glocken- und Wehrturm umgebaut.
Über den Verbleib der Konventsgebäude des Stifts und des Kollegs geben die Quellen keine Auskünfte. Sie verschwanden vermutlich gegen Ende des 18. Jahrhunderts in den Jahren nach der Revolution, in denen viele kirchliche Anwesen zum Abbruch verkauft wurden.
Auch über den Anbau der Sakristei an die Nordostseite der Rosenkranzkapelle gibt es keine Belege. Sie dürfte im 19. Jahrhundert errichtet worden sein.
Während des 20. Jahrhunderts wurde St-Vorles noch dreimal renoviert, zwischen 1927 und 1934, zwischen 1959 und 1974 und in den 1990er Jahren. Zu diesen Renovierungen gehörte auch eine nahezu komplette weiße Beschichtung der Wand- und Gewölbeoberflächen, die auf den heutigen Betrachter zwar archaisch wirkt, aber nicht ursprünglich ist. Verdeckt wird dadurch wohl eine ehemals vollständige farbige Ausmalung, die den Raum mystisch und dunkel hatte erscheinen lassen. Die Fresken waren vermutlich so stark zerstört, dass ein Erhalt, bis auf wenige Restflächen, nicht in Betracht kam.

## Bauwerk

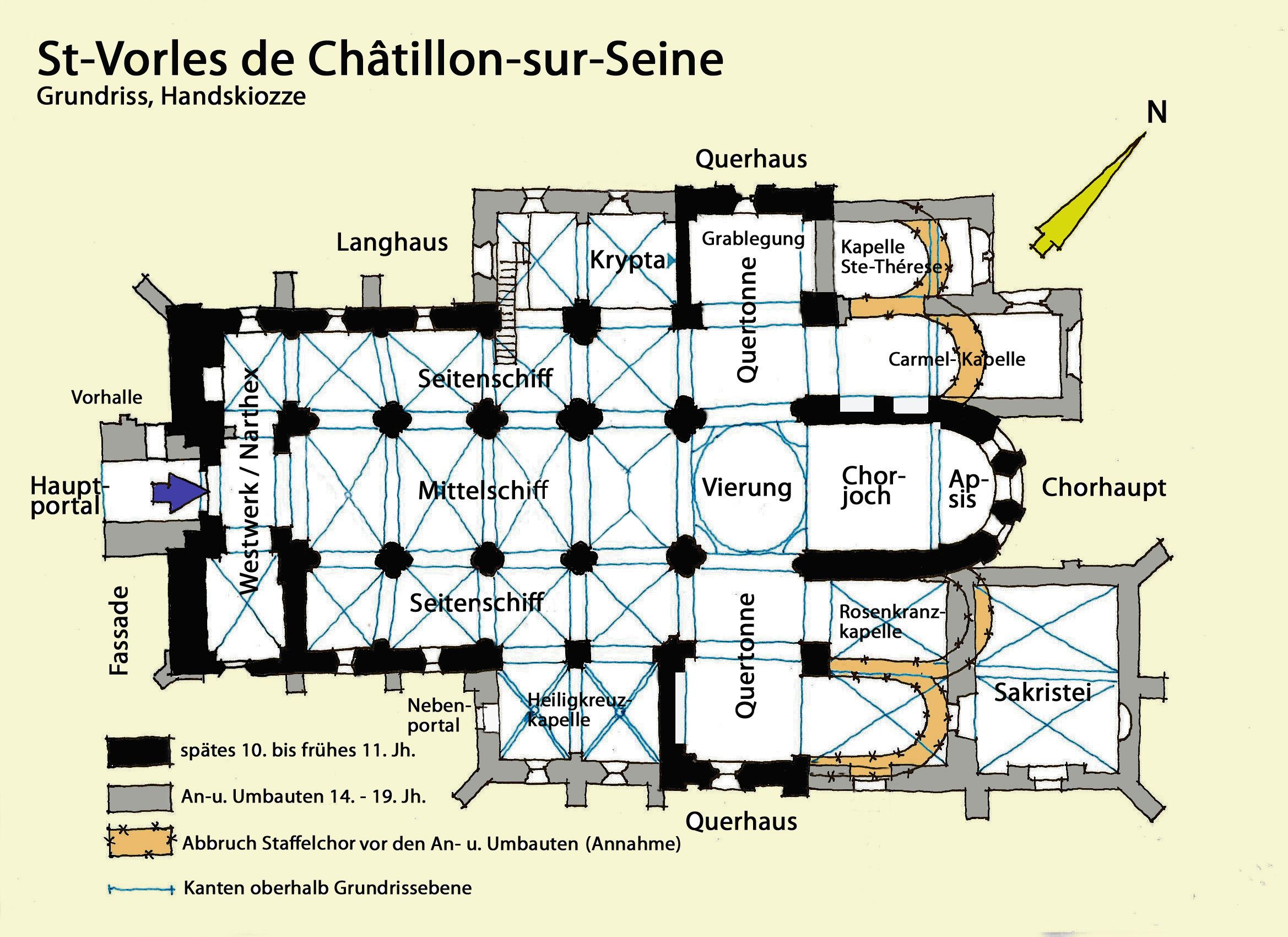

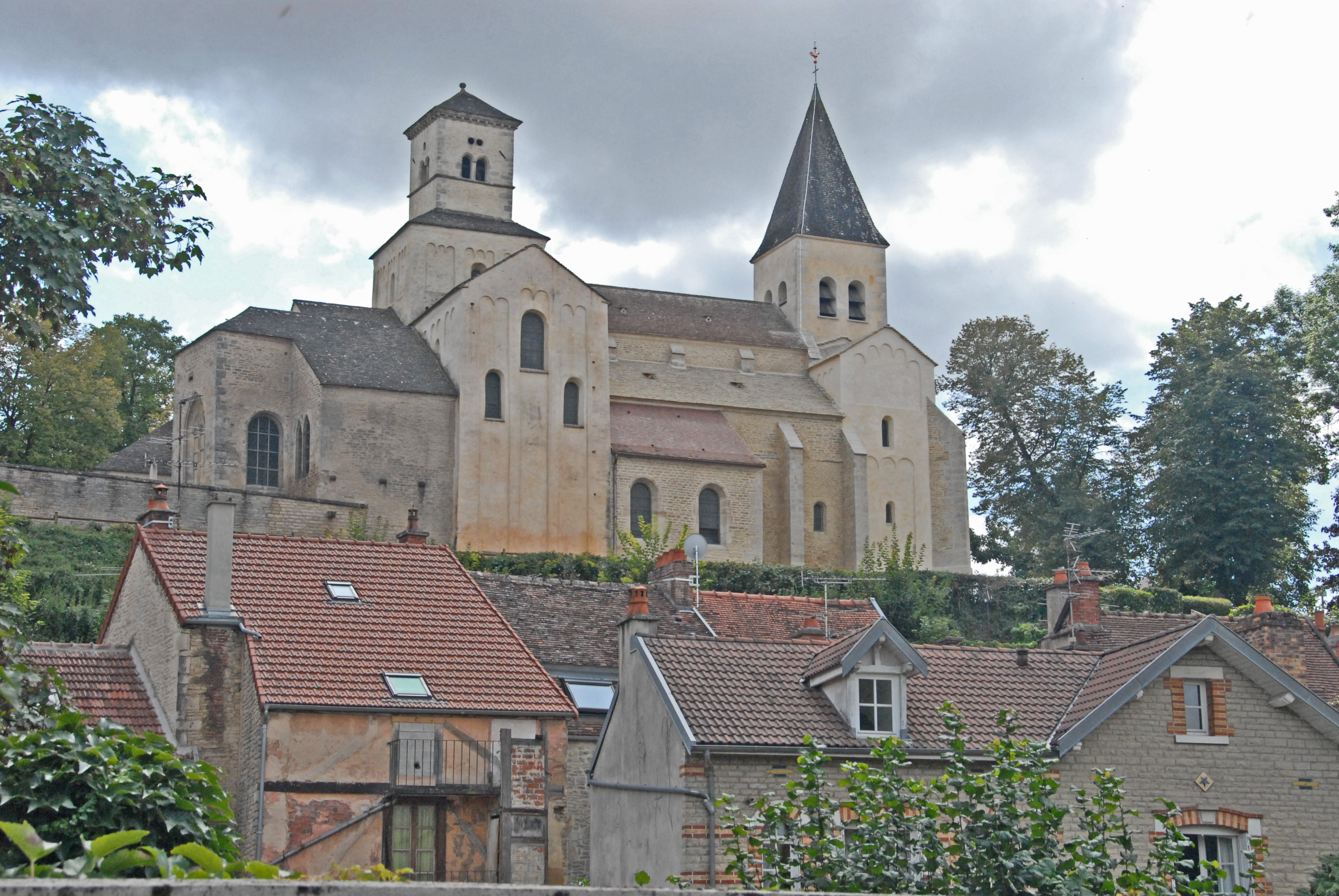
Ansicht von N

Abmessungen zirka, da Maßstab der Zeichnung fehlt aus der Türbreite des Nebeneingangs (etwa ein Meter) geschätzt. Maße ohne Pfeilervorlagen.
- Gesamtlänge frühroman. Kirche (außen): 39,60 m
- Gesamtlänge wie vor mit Vorhalle (außen): 42,40 m
- Langhausbreite (außen): 16,70 m
- Langhausbreite (innen): 14,50 m
- Mittelschiffbreite (innen): 5,60 m
- Querhauslänge (außen): 27,60 m
- Querhauslänge (innen): 25,40 m
- Querhausbreite (außen): 7,40 m
- Querhausbreite (innen): 5,60 m
- Querhausüberstand (außen): 5,40 m
- Vorhalle (außen): 6,00 × 2,80 m

Das Bauwerk ist nicht wie üblich mit seinem Chorhaupt nach Osten ausgerichtet, sondern nach Nordosten. Möglicherweise hat das mit seiner Lage am nordwestlichen Rand des Plateaus und/oder mit der Übernahme der Ausrichtungen der Vorgängerbauten zu tun.

### Außenbau

#### Westbau

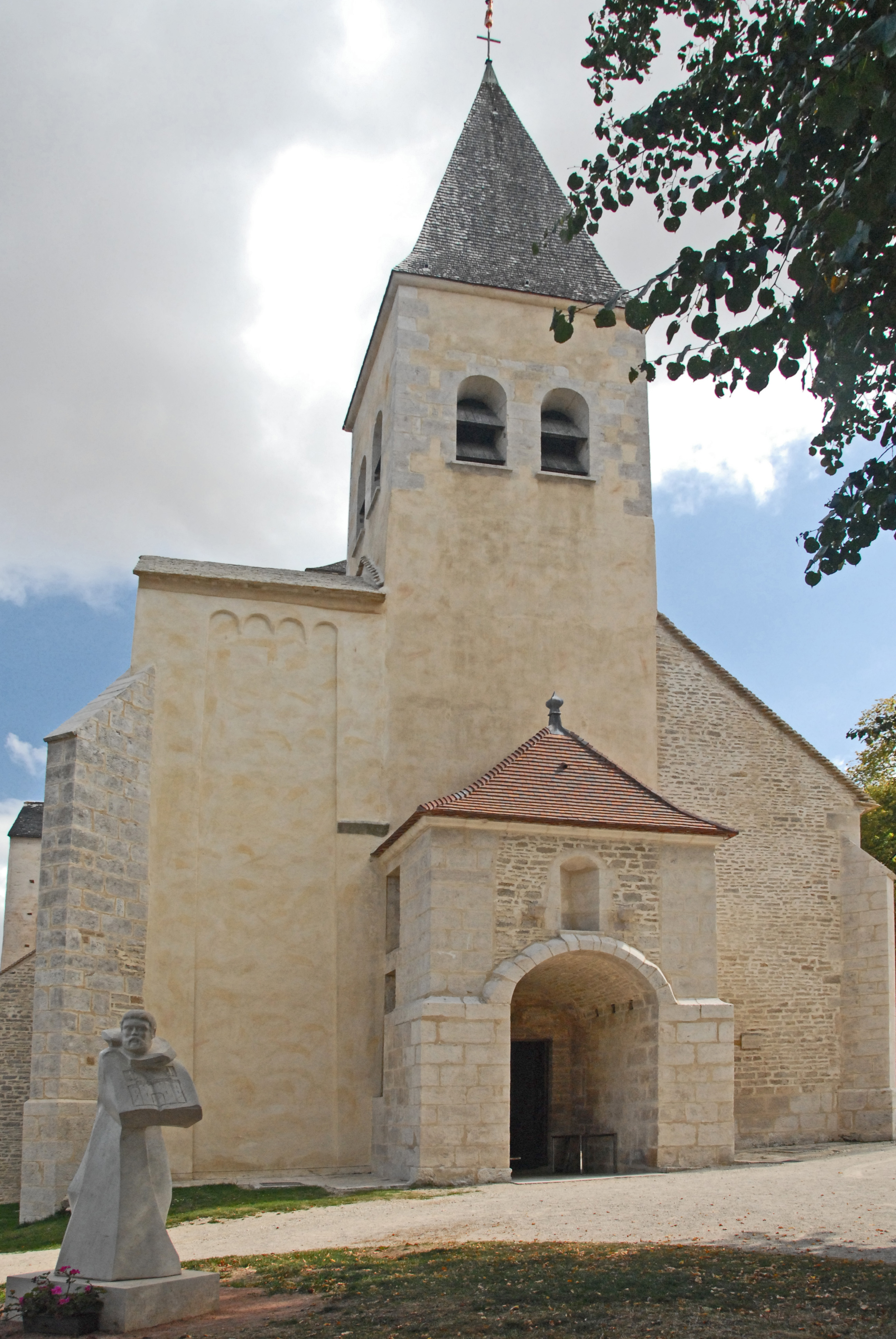
Westbau von SW

Ein zentraler, im Grundriss nahezu quadratischer Glockenturm überragt den First des Mittelschiffs ein beträchtliches Stück. Er soll erst im 17. Jahrhundert sein heutiges Erscheinungsbild als Wehrturm erhalten haben. Die glatt verputzten Wände ohne Strukturen sind im oberen Bereich auf jeder Seite von je zwei rundbogigen Öffnungen durchbrochen, in die je zwei Klanglamellen eingebaut sind. Die Turmwände werden von einem viertelrunden Kraggesims abgeschlossen, auf dem die Traufen des hölzernen Helms in Form einer steilen Pyramide aufliegen. Der untere Rand des Helms ist leicht nach außen aufgeweitet. Seine Eindeckung besteht aus grauen Schieferschindeln. Seine Spitze wird von einem lateinischen Kreuz aus Metall bekrönt, auf dem sich ein vergoldeter Wetterhahn dreht.

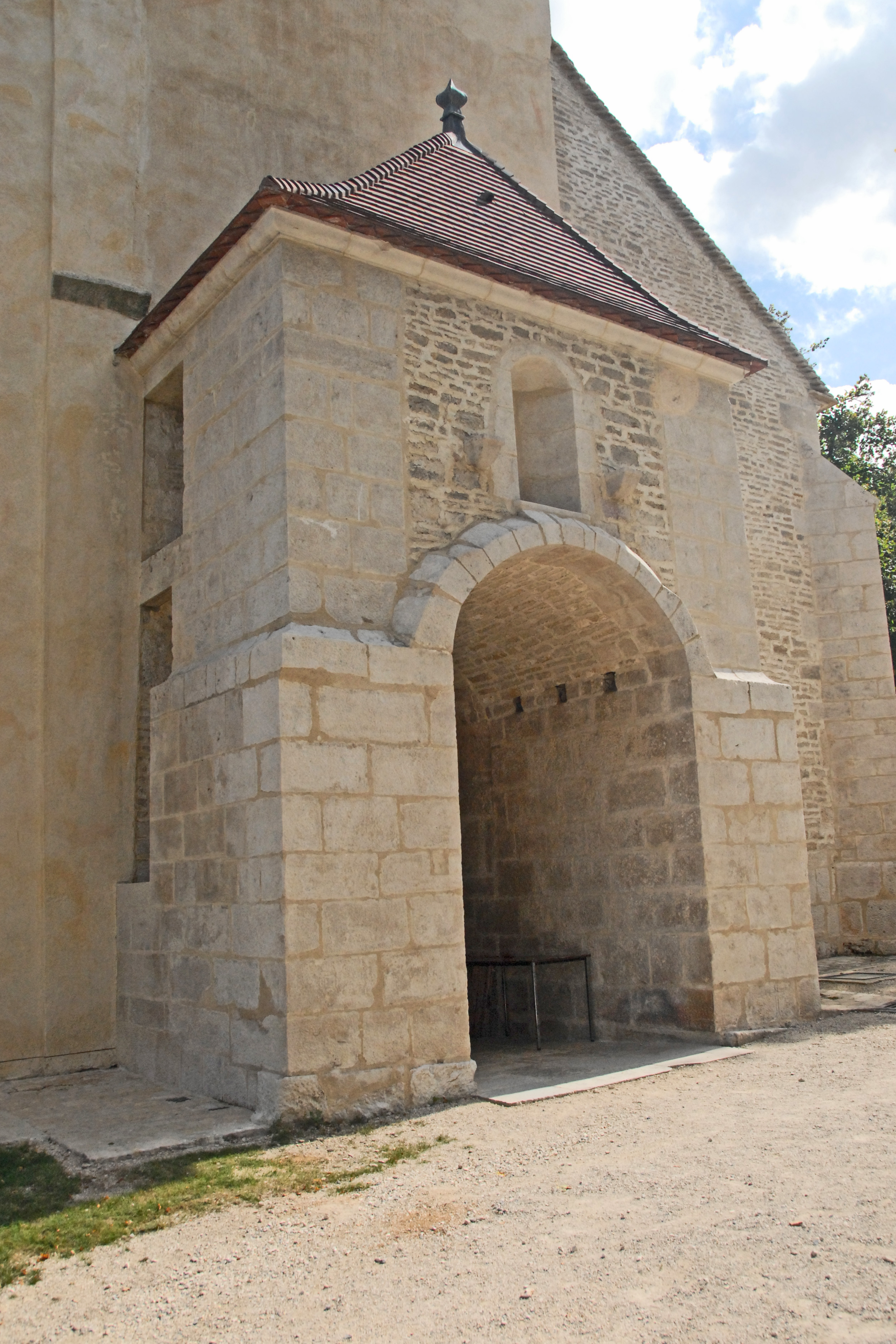
Vorhalle

Der Turm wurde ursprünglich in Art eines Querhauses beidseitig von zweigeschossigen Armen flankiert, deren Satteldächer mit etwa 30 Grad Neigung quer zum Schiff verlaufen. Heute fehlt auf der südöstlichen Seite dieses Satteldach, von dem aber noch die Konturen seines ehemaligen Anschlusses an den Turm erhalten sind. Das Satteldach wurde abgelöst durch eine Weiterführung des Pultdachs des südöstlichen Seitenschiffs bis über die Fassadenwand. Auf der Nordwestseite des Turms ist der Arm des Westbaus fast wie ursprünglich erhalten, dessen Erscheinung Einflüsse früherer ottonischer Westbauten von Kirchen aufweist. Die zwei Etagen des westlichen Querhauses werden von einem Turm gekrönt und erinnern an rheinische Kirchen. Auch hier gibt es eine andere Satteldachkontur, die zeigt, dass das ursprüngliche Dach steiler geneigt war als das heutige. Die drei Wände des nordwestlichen Arms sind an den Rändern mit flachen Lisenen über die ganze Höhe dekoriert, die untereinander oben mit Bogenfriesen verbunden sind, auf der Giebelwand sogar noch einmal in halber Wandhöhe. Diese Art der Dekoration ist für die lombardische Baukunst charakteristisch, die etwa in der Kirche St-Philibert in Tournus zu finden ist, die es aber im Norden Burgunds seltener gibt. In der nordwestlichen Giebelwand ist im Erdgeschoss ein kleines rundbogiges schlankes Fenster ausgespart, ein weiteres, etwas größeres im Obergeschoss. Die Fassadenwände seitlich des Turms sind fensterlos. In der Südostwand des Westbaus ist ein größeres rundbogiges Fenster ausgespart, mit schwach aufgeweiteten Gewänden und knapp unter der Traufe einer kleinen rechteckigen Öffnung. Die vorderen Kanten des Ostbaus sind nachträglich mit weit ausladenden, im Grundriss rechteckigen Strebepfeilern ausgesteift, die mit ihren schrägen Oberseiten ein Stück unter den Traufhöhen enden. Der auf der Bauteilkante stehende Pfeiler ist um 45 Grad gedreht.
Mittig in der Westfassade ist eine kleine, offene, im Grundriss rechteckige zweigeschossige Vorhalle angebaut. In knapp drei Metern Höhe treten die Außenwände mit einem abgeschrägten Versatz etwas zurück und enden oben in gut sechs Metern Höhe mit einem leicht profilierten Kraggesims. Darüber erhebt sich ein halbes Walmdach mit etwa 30 Grad Neigung, das mit roten Ziegeln eingedeckt ist. Der First wird bekrönt von einem leicht konisch zulaufenden kurzen Pfosten der einen zwiebelförmigen Knauf trägt. Auf der Vorderseite öffnet sich das Innere der Vorhalle in etwa drei Metern Breite und wird von einem korbbogenförmigen Tonnengewölbe überdeckt, an dessen Vorderkante es mit einem Keilsteinbogen bis auf die Oberfläche des unteren Wandabschnitts vortritt. Unmittelbar auf diesem Bogen steht eine tiefe Wandnische, die von einem flachen Segmentbogen überdeckt wird. Beidseitig im unteren Bereich der Nische sind zwei Kragkonsolen mit unterseitiger Abrundung eingelassen. Vermutlich trug sie einen hölzernen Balken, der zu einem ehemaligen kleinen Vordach gehörte. Auf der Nordwestseite sind zwei übereinander angeordnete rechteckige Öffnungen ausgespart. Die obere erschließt vermutlich das zweite Geschoss der Vorhalle. Die in die Kirche führende Portalöffnung ist rechteckig.

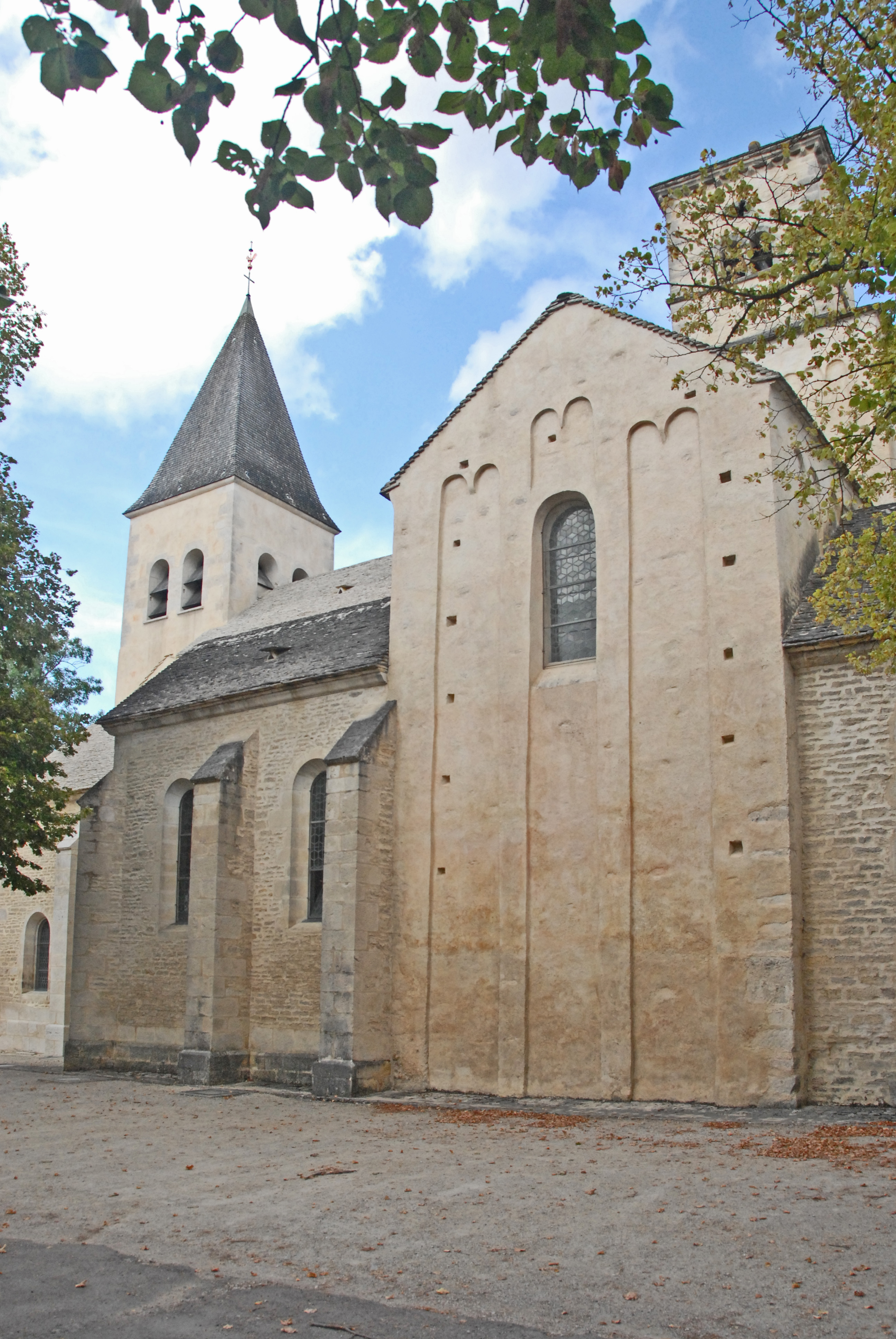
Heiligkreuzkapelle und Querhaus von O

#### Langhaus mit Anbauten

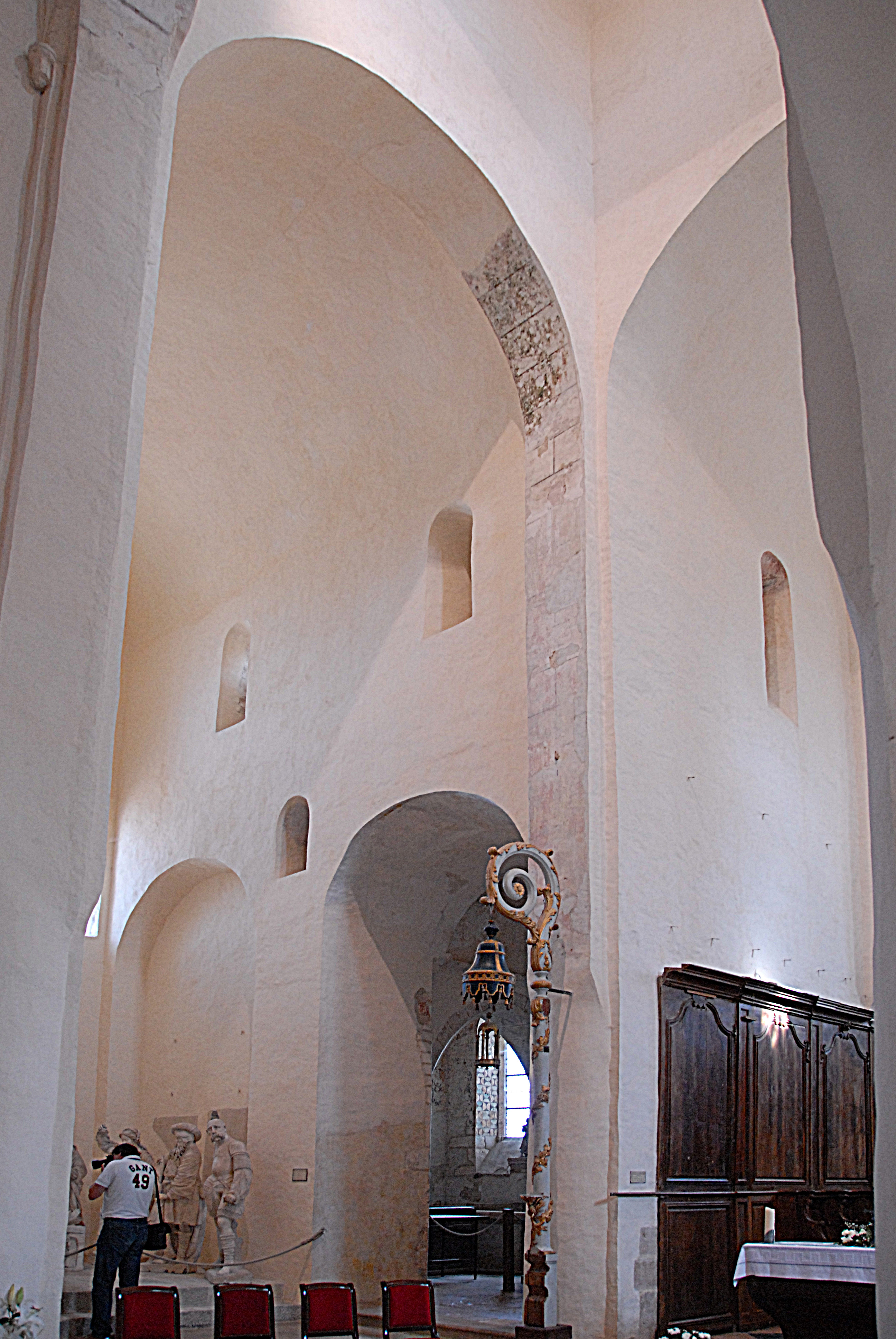
Nordwestl. Querhausarm

Das dreischiffige Langhaus erstreckt sich auf einem rechteckigen Grundriss zwischen dem „Westbau“ und dem Querhaus. Die Wände des Mittelschiffs ragen ein kurzes Stück aus den Pultdächern der Seitenschiffe hinaus, bleiben aber ohne Fenster. Das Mittelschiff wird von einem etwa 30 Grad geneigten Satteldach überdeckt, die Seitenschiffe von Pultdächern gleicher Neigung. Die Dächer sind mit hellgrauen recht dicken Steinplatten eingedeckt, die auf ein hohes Gewicht schließen lassen.
Die Traufen bestehen aus schlichten abgeschrägten Kraggesimsen, auf denen jeweils eine Schicht von größeren waagerecht auskragenden Steinplatten aufliegt. Darüber kragt die unterste Reihe der Steinplatteneindeckung aus, von denen das Regenwasser frei abtropfen kann.

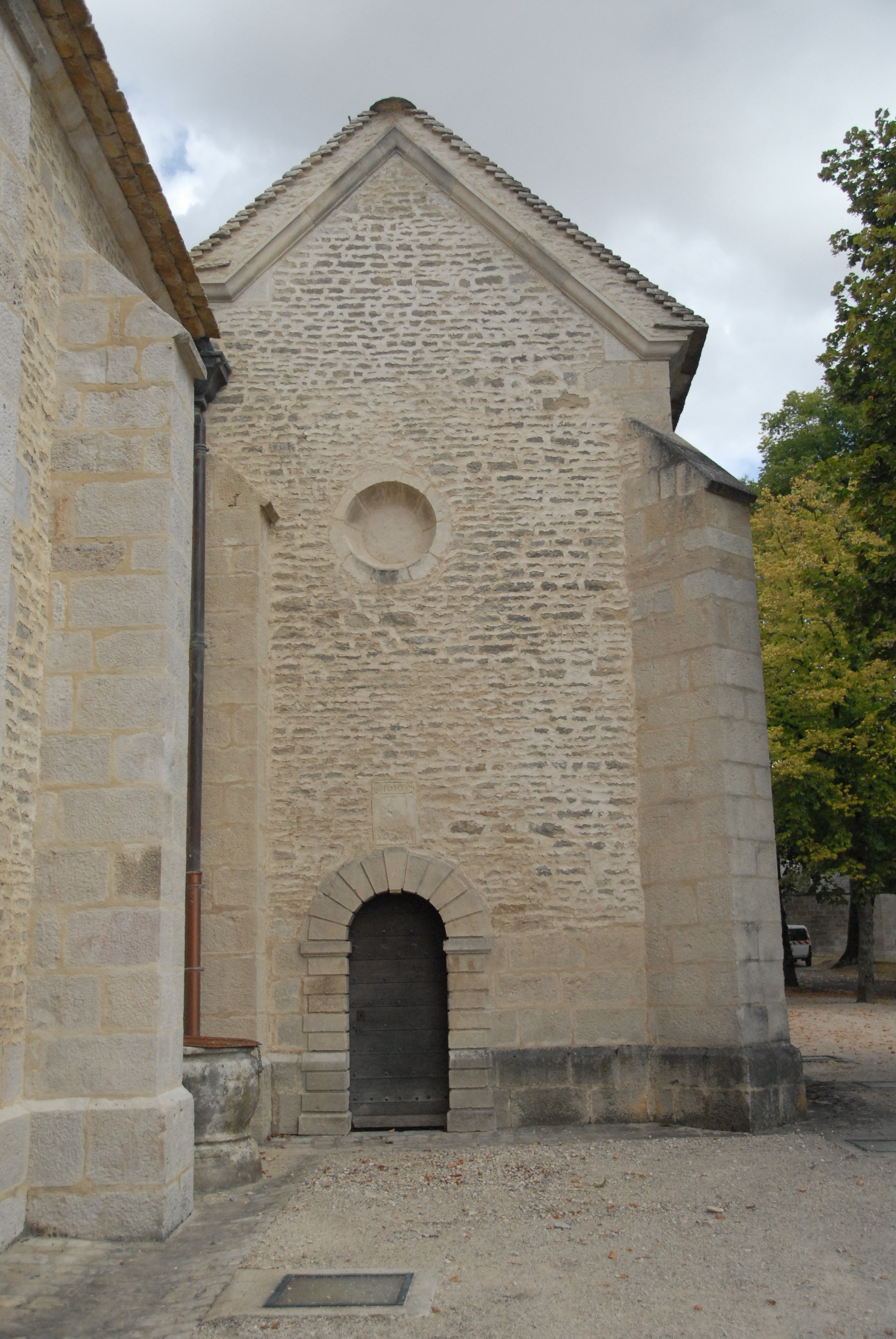
Heiligkreuzkapelle von SW

Die innere Teilung des Langhauses in vier Joche ist an den nachträglich an die Längswände angefügten oberseitig abgeschrägten und im Querschnitt rechteckigen Strebepfeiler zu erkennen. Oberhalb der Pultdachfirste der Seitenschiffe ragen die nur noch kurze Stücke auf, deren schräge Oberseiten bis knapp unter die Traufgesimse geführt sind. Die Strebepfeiler der freien Seitenschiffwände der Joche eins und zwei enden auf der Südostseite ein Stück unter den Gesimsen, die auf der Nordwestseite laden deutlich weiter aus und reichen bis unter das Gesims. Das wird mit der Nähe zum steil abfallenden Gelände zu tun haben. Die Pfeiler der Seitenschiffe weisen über dem Boden dreiseitig, knapp einen Meter hohe vortretende Sockel auf. In den Wänden der Joche eins und zwei sind auf der Südostseite rundbogige schlanke gut zwei Meter hohe Fenster ausgespart mit schwach aufgeweiteten Gewänden, auf der Nordwestseite sind diese Fenster deutlich kleiner.
In den Jochen drei und vier sind auf beiden Seiten des Langhauses nachträglich Kapellen angebaut worden, deren Längswände mit den Giebelwänden des Querhauses abschließen, im Nordwesten die zweigeschossige Erweiterung der St-Bernard-Kapelle und im Südosten die Heiligkreuz-Kapelle. Die St-Bernard-Kapelle ist mit einem Pultdach überdeckt, dessen First knapp unter der Traufe des Seitenschiffs anschließt. Die unteren Reihen der Eindeckung aus roten Tonschindeln sind etwas flacher geneigt. In ihrer Längswand sind zwei größere rundbogige Fenster mit aufgeweiteten, nach innen ausgekehlten Gewänden ausgespart, in ihrer Kopfwand ist es ein kleines Ochsenauge, das mit einem Maßwerk in Form eines Vierpasses ausgestattet ist.
Die Heiligkreuz-Kapelle ist mit einem Satteldach in Längsrichtung überdeckt, mit etwa 30 Grad Neigung. Es ist mit dunkelgrauen dicken Steinplatten eingedeckt. Die zum Langhaus weisende Traufe schließt ein Stück oberhalb der Seitenschifftraufe an die Dachfläche des Seitenschiffs an, wo zwischen den Dächern eine V-förmige Dachrinne aus Kupferblech angeordnet worden ist, die über ein Kupferfallrohr entwässert wird. Die Traufe der Südostseite ist ähnlich der des Seitenschiffs ausgebildet. Die Ortgänge der Südwestseite sind mit breiten Kraggesimsen ausgebildet, über denen die aufgeschichteten Ortgangsteine leicht auskragen. Die Längswand wird von drei Strebepfeilern mit abgeschrägten Oberseiten ausgesteift, der schräg auf der Bauteilkante stehend Pfeiler lädt deutlich weiter aus. Pfeiler und Wände übernehmen die gleichen Sockel, wie die an den Seitenschiffen. Zwischen den Pfeilern sind schlanke rundbogige Fenster ausgespart, mit aufgeweiteten und ausgekehlten Gewänden. In der Südwestwand ist leicht außermittig zum Schiff versetzt eine rundbogige Tür ausgespart dessen Keilsteinbogen auf profilierten Kämpferprofilen steht. Mittig über der Tür, etwa in Höhe der Pfeilerenden, ist eine kreisrunde Wandnische ausgespart, die von einem oberflächenbündigen Keilsteinring eingefasst wird.

#### Querhaus mit Vierung und Querhauskapellen
Das Querhaus ragte – vor dem Anbau der Kapellen – gegenüber dem Langhaus um 5,40 Meter aus. Die Traufhöhen der Querhausarme liegen etwa auf Höhe der Pultdachfirste der Seitenschiffe. Sie sind mit Satteldächern überdeckt, die dem des Mittelschiffs gleichen, in Eindeckung, Neigung und Traufausbildung.
Die Wände der Querhausarme sind allseitig mit Ornamentstrukturen dekoriert, wie man sie auf den Wänden des nordwestlichen Arms des „Westbaus“ findet. Die Giebelwände werden an den Bauteilkanten mit breiten Lisenen abgeschlossen. Die Wandflächen dazwischen werden mit zwei halb so breiten Lisenen in drei gleich breite Felder vertikal geteilt. Diese Felder werden oben, ein Stück unter den Ortgängen mit Bogenfriesen aus je zwei Bögen abgeschlossen. Auf den dreieckigen Wandflächen des Nordost- und Südwestseiten sind ebensolche Strukturen eingelassen.
In der nordwestlichen Giebelwand ist weit oben im Mittelfeld ein großes rundbogiges Fenster ausgespart, mit aufgeweiteten Gewänden. Zwei ebensolche aber deutlich kleinere Fenster sind in den Seitenfeldern untergebracht, deren Scheitelhöhen auf Höhe der Brüstung des Mittelfensters liegen. In der südöstlichen Giebelwand gibt es nur das mittlere Fenster.

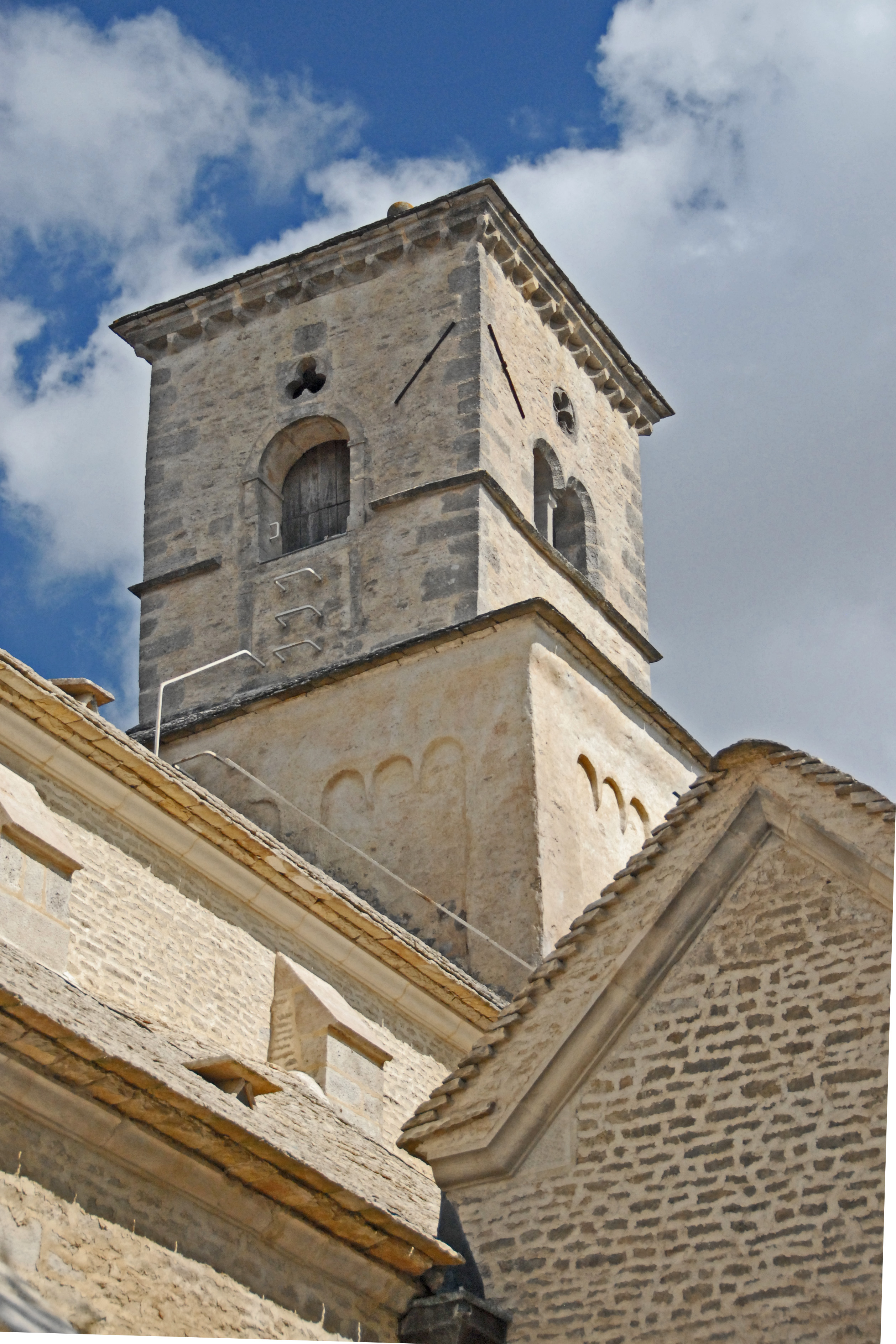
Vierungsturm von W

Der Vierungsturm hat seine heutige Gestalt im 12. Jahrhundert erhalten. Auch wenn im Grundriss die Vierung leicht rechteckig ist, erscheint der Vierungsturm äußerlich genau quadratisch zu sein. Er gliedert sich in zwei Geschosse.
Das untere bildet eine Art Laterne des Vierungsturms und birgt ganz oben die Vierungskuppel. Es weist Seitenlängen auf, die der Breite des Mittelschiffs entsprechen und überragt den First des Mittelschiffs ein kurzes Stück. Die Seitenflächen sind entsprechend den Querhausgiebelwänden vertikal von zwei breiten und zwei schmalen Lisenen begrenzt und in drei Felder unterteilt, die oben von Bogenfriesen aus je zwei Bögen abgeschlossen werden. In den mittleren Feldern ist auf drei Seiten je ein rundbogiges Fenster ausgespart, auf der Südwestseite lässt das Dach des Mittelschiffs ein solches Fenster nicht zu. Die Fenster belichten die Vierung. Das Dach des unteren Geschosses weist die Form eines etwa 20 Grad geneigten Kegelstumpfs auf, auf dessen waagerechte Oberseite das obere Turmgeschoss heraustritt. Es weist einen deutlich kleineren quadratischen Umriss auf, als das untere.
Es wird in fast halber Höhe von einem Kragprofil umschlossen auf dem auf jeder Seite eine Zwillingsarkadenöffnung steht, deren Kanten abgeschrägt sind. Ihre Bögen stehen gemeinsam auf einem Säulchen mit einem schlichten Kapitell. Oberhalb der Zwillingsarkade gibt es noch jeweils kleinere Öffnung in unterschiedlichen Formen, etwa eine Vierpassöffnung, eine Öffnung mit zwei Rundbögen, eine Dreipassöfnung und eine doppelte Kreisöffnung. Das obere Geschoss wird abgeschlossen durch ein profiliertes Kraggesims auf schlicht skulptierten Kragkonsolen. Es wird überdeckt durch ein pyramidenförmiges Dach mit etwa 20 grad Neigung. Die Dachflächen des Turms sind mit grauen Steinplatten, wie auf den Dächern der Querhausarme, eingedeckt, deren untere Reihen über den Traufgesimsen leicht auskragen.

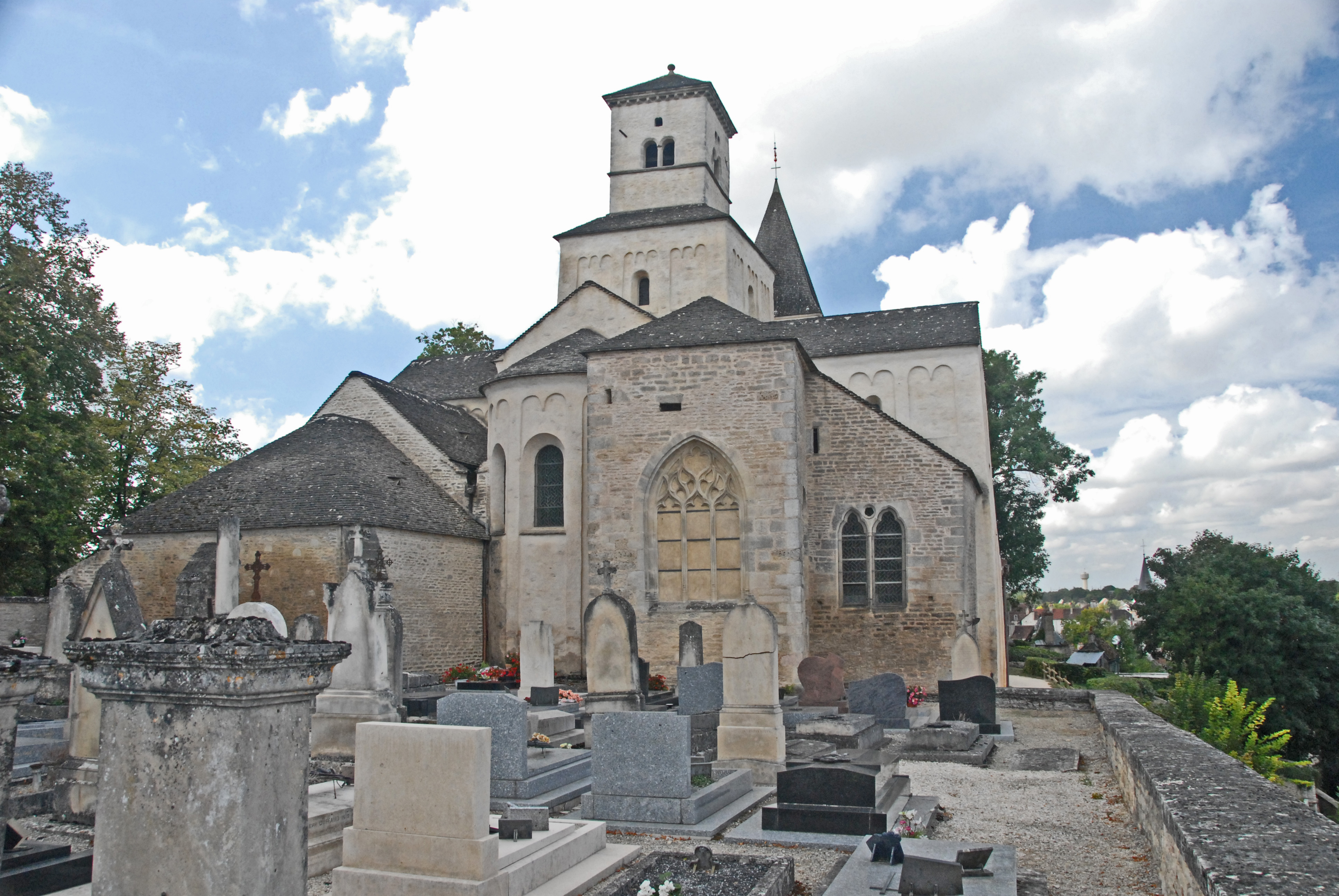
Chorhaupt von N

An die Nordwestseite des Chors schließen zwei Querhauskapellen an, die Karmel-Kapelle und die Kapelle Ste-Thérese. Beide weisen die Breite ihrer ehemaligen Vorgängerkapellen des Staffelchors auf. Die erste steht auf dem Grundriss eines lang gesteckten Rechtecks, das die Rundung der Chorapsis noch beträchtlich überschreitet. Es wird von einem Satteldach überdeckt, dessen First auf Höhe der Traufe des Chorjochs liegt und dessen Kopfende abgewalmt ist. In der Kopfwand öffnete sich ursprünglich ein großes spitzbogiges Fenster, das heute auf der Innenseite vermauert ist. Das Gewände ist nach außen aufgeweitet und ausgekehlt. Seine Kante wird durch einen Rundstab gebrochen. Das ehemalige Fenster enthält hochgotisches Maßwerk. In der freien Nordwestwand ist ein großes rundbogiges Fenster ausgespart, dessen Gewändekanten abgeschrägt sind.
Die Kapelle Ste-Thérèse steht auf rechteckigem Grundriss, ist aber wesentlich kürzer. Sie wird von einem Pultdach überdeckt, ein abgeschlepptes Dach in Verlängerung des Satteldachs der Nachbarkapelle. In der Kopfwand der Kapelle ist ein Zwillingsfenster ausgespart, dessen Spitzbögen zweifach ausgebuchtet sind. Die Gewände sind zweifach profiliert und auswärts aufgeweitet, Die Bögen stehen gemeinsam auf einem sehr schlanken Säulchen, das von zwei Rundstäben begleitet wird. Zwischen den Bögen ist noch ein kleines Ochsenauge ausgespart, dessen innerer Kreisring fünffach ausgebuchtet ist.

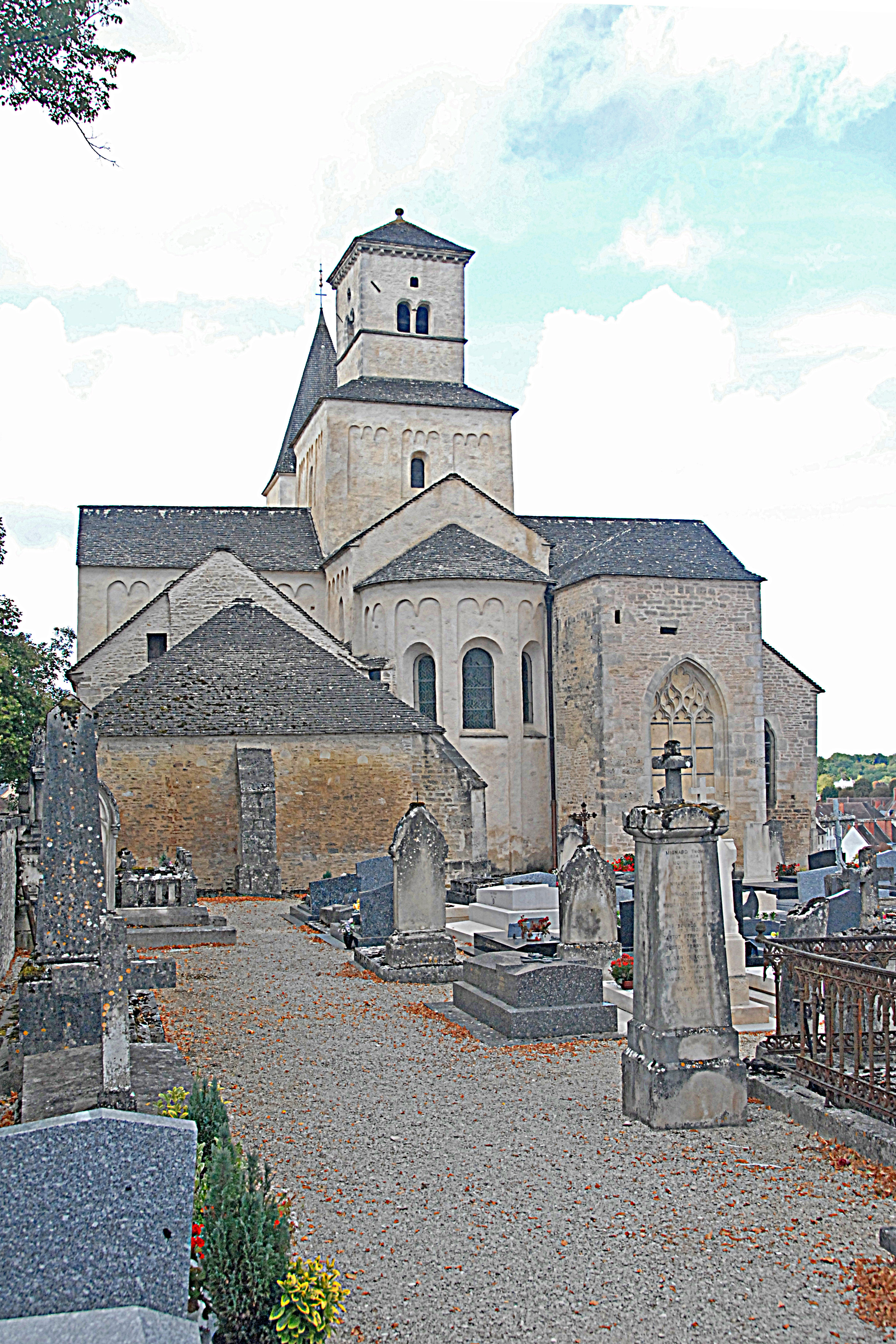
Chorhaupt von NO

Die Traufen beider Kapellen bestehen lediglich aus größeren waagerecht ausladenden Steinplatten der Eindeckung über denen die erste Reihe der schrägen Eindeckung aufliegt und leicht auskragt.
An die Südostseite des Chors schließt eine Querhauskapelle – die Rosenkranzkapelle – an, die in der Neuzeit um eine Sakristei erweitert worden ist. Die Rosenkranzkapelle löste die ursprünglichen beiden Apsidiolen des Staffelchors ab. Sie steht auf einem rechteckigen Grundriss, der so lang ist, wie der Querhausarm und etwas breiter, als die Länge des Chorjochs. Die Kapelle ist mit einem Satteldach in etwa 30 Grad Neigung überdeckt. Sein First bleibt knapp unter der Traufe de Querhausarms. Zwischen diesem Dach und der Wand des Chorjochs entstand eine V-förmige Kehle, die mit Kupferblech als Dachrinne ausgekleidet ist. Sein Regenwasser wird über ein Regenfallrohr abgeleitet. Seine freie Traufe ist wie die der Kirchenschiffe ausgebildet. In der Südostwand ist ein rundbogiges Fenster ausgespart mit aufgeweiteten und ausgekehlten Gewänden. In der Nordostwand gab es vermutlich zwei Fenster, oder auch nur eins, wo heute der Durchgang zur Sakristei ist. Über ihre Anzahl und Form gibt es keinerlei Anhaltspunkte. An die Nordostwand ist in gleicher Länge die Sakristei angebaut, deren Breite etwa derjenigen der Kapelle entspricht. Sie wird von einem halben Walmdach überdeckt, dessen Trauf- und Firsthöhen deutlich unter denen der Kapelle bleiben. Die Dacheindeckung der Sakristei, wie auch die der Kapelle, entspricht der der anderen Anbauten des Chorhauptes, ebenso die Traufausbildung der Sakristei. Die Sakristei weist an den Bauteilkanten in Grundriss um 45° gedrehte weit ausladende Strebepfeiler auf, mit abgeschrägten Oberseiten. Auf den drei freien Seiten gibt es zusätzlich noch je einen weniger ausladenden Strebepfeiler. Das einzige Fenster der Sakristei ist auf ihrer Südostseite ausgespart und ist rechteckig.

#### Chor
Der Chor und seine Apsis sind durch ihre späteren Anbauten fast gänzlich verdeckt, allerdings ist seine Formgebung von Nordosten zu erkennen. Das im Grundriss fast quadratisch Chorjoch wird von einem Satteldach überdeckt, dessen Höhen, Neigungen, Eindeckung und Traufausbildungen mit denen des Querhausarme übereinstimmen. Die Seitenwände, deren obere Bereiche über den Dächern der Anbauten herausragen, sind mit breiten Lisenen an den Wandenden gegliedert, die oben untereinander mit Bogenfriesen aus fünf Bögen verbunden sind. Unter den mittleren Bögen sind noch Reste der ehemals höheren Rundbogenfenster erhalten. An die Giebelwand des Chorjochs schließt die im Grundriss halbkreisförmige Chorapsis an, die an den Seiten geringfügig zurücktritt. Sie wird von einem gleich geneigten halben Kegeldach überdeckt, dessen Dachflächen deutlich unter den Ortgängen des Chorjochs liegen. Die Rundung der Wand wird mit sechs schmalen Lisenen gegliedert, die oben mit Bogenfriesen aus je zwei Bögen verbunden sind. Im zentralen Zwischenraum ist ein größeres, schlankes und rundbogiges Fenster ausgespart, dessen Gewände auswärts aufgeweitet und ausgekehlt sind. Seine Brüstung liegt etwa auf halber Wandhöhe. Die benachbarten Zwischenräume beherbergen je ein etwas kleineres, ansonsten gleich gestaltetes Fenster.

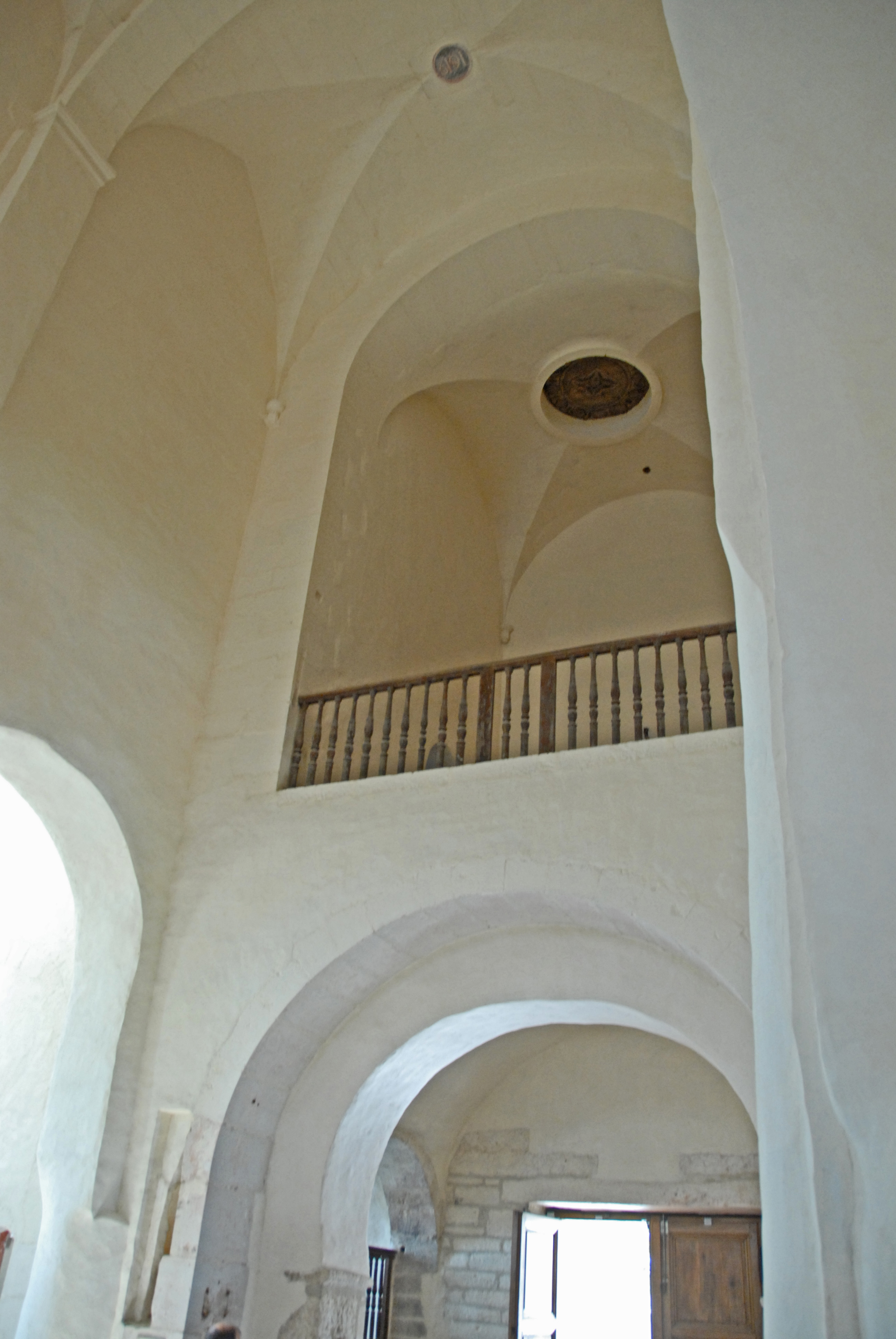
Narthex mit Empore

### Inneres

#### Westbau
Der Westbau ist zweigeschossig, im Erdgeschoss der Narthex und darüber ein deutlich höheres Obergeschoss. Von außen betritt man den Narthex über ein rechteckiges Portal. Entsprechend dem Langhaus ist er dreifach unterteilt. Der kleine mittlere Raum wird seitlich mit rundbogigen Arkaden von den seitlichen abgetrennt und von einem Tonnengewölbe überdeckt. Bemerkenswert ist der Arkadenbogen, durch den man das Mittelschiff betritt, ist ein Hufeisenbogen, der nördlichste, den die Architekturhistorie kennt. Soweit reichte immerhin der Einfluss des islamischen Spaniens, denn der Hufeisenbogen, aus der spätrömischen und westgotischen Kunst hervorgegangen, ist im Frühmittelalter ein signifikantes Stilelement der arabischen Baukunst geworden. Der Bogen steht auf deutlich vortretende Wandvorlagen, seine Bogenansätze werden von Kämpferprofilen markiert. Die beiden seitlichen Räume des Narthex werden von Kreuzrippengewölben überdeckt: Beide werden über kleine rundbogige Fenster belichtet. Der nordwestliche Raum öffnet sich ins Seitenschiff mit einer rundbogigen Arkade, die deutlich niedriger ist, als die Gurtbögen der Seitenschiffe. Auf seiner Südwestwand ist eine rundbogige Nische eingelassen. Der südöstliche Raum des Narthex birgt einen Treppenaufgang zum Obergeschoss und ist vom Seitenschiff durch eine geschlossene Wand getrennt.

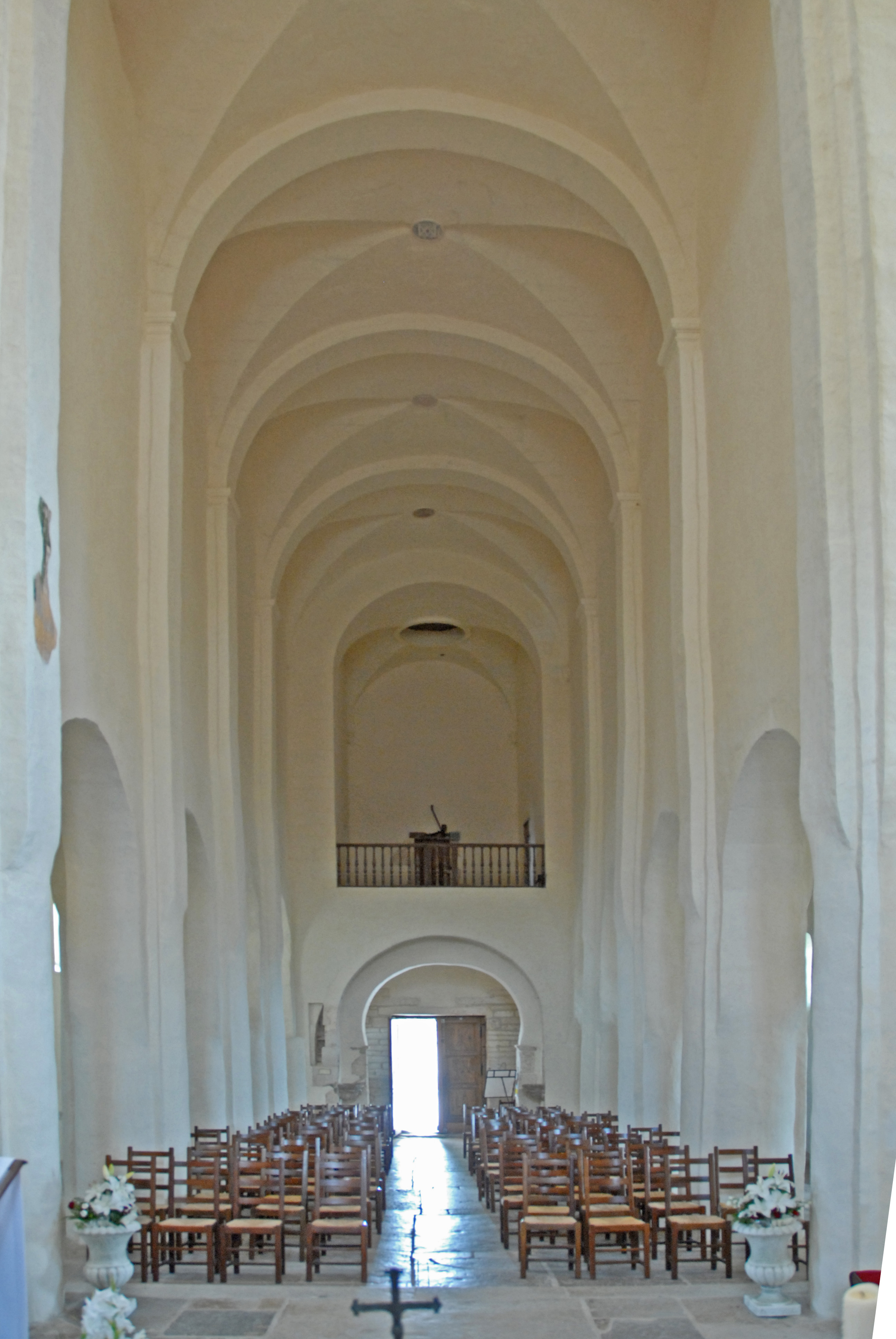
Mittelschiff n. hinten

Das Obergeschoss besteht wieder aus drei Räumen. Der zentrale Raum ist eine Emporenkapelle, die etwas schmaler ist, als das Mittelschiff. Sie wird von einem Kreuzrippengewölbe überdeckt, das sich etwa in Höhe der Mittelschiffgewölbe befindet. Es besitzt im Scheitel eine kreisrunde Öffnung, die von einem hohen Kreisring eingefasst wird und zum Vertikaltransport von Glocken, Baumaterial und Werkzeugen dienen soll. Die Seitenräume sind über kleine Türen zu erreichen. Die Höhe des südöstlichen Raums ist durch die spätere Änderung der Dachform verkleinert worden.

#### Langhaus mit Anbauten

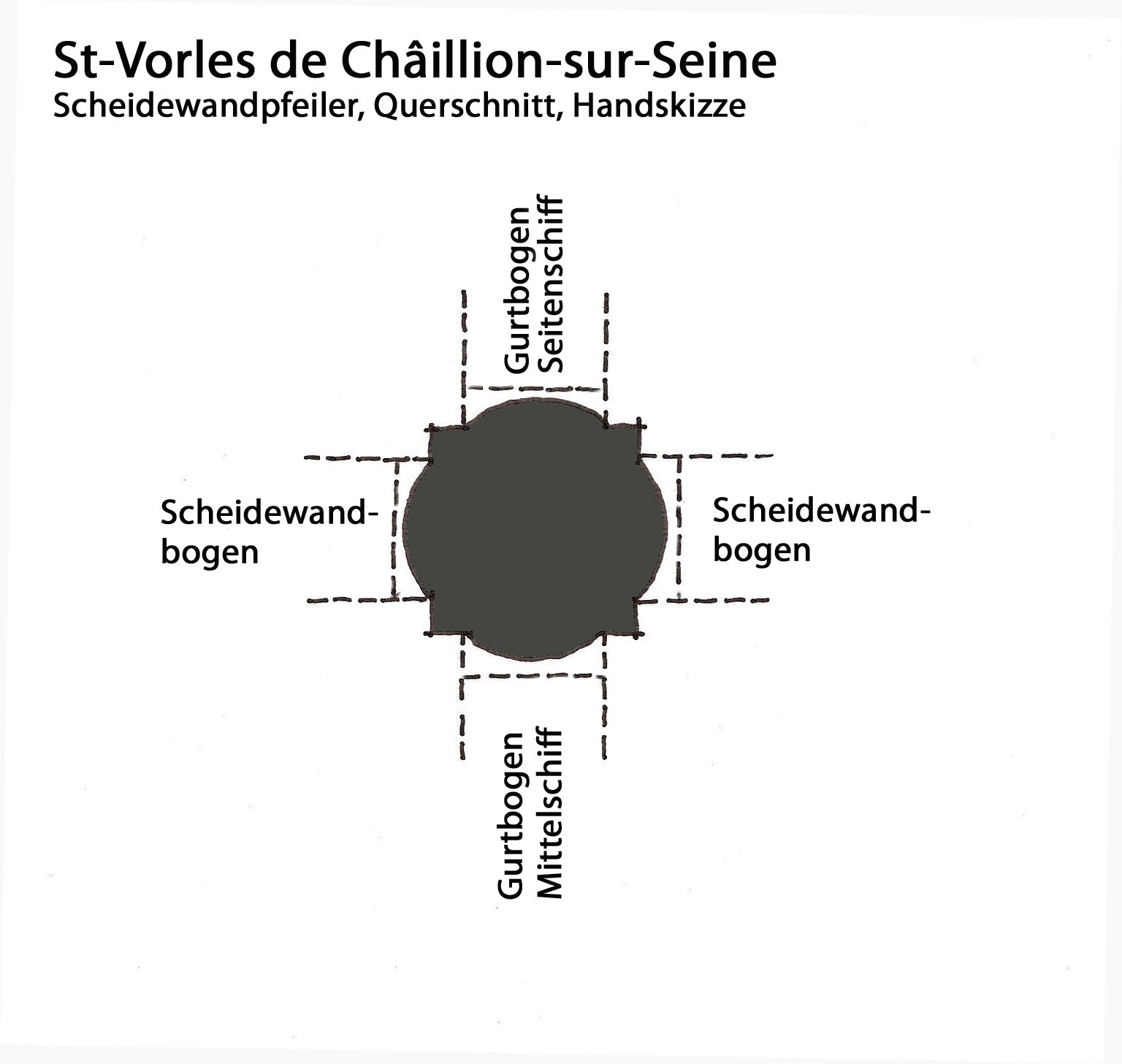
Pfeilerquerschnitt

Das Langhaus steht auf einem rechteckigen Grundriss, ist in Längsrichtung in drei Schiffe und in Querrichtung in vier Joche unterteilt. Die Schiffteilung übernehmen die beiden Scheidewände, die ganz oben auch Außenwände des Mittelschiffs bilden. Die Scheidewände stehen auf scharfkantigen, teils leicht angespitzten und stark gestelzten Arkadenbögen, die in gut zwei Metern Höhe über dem Boden ohne Kapitelle „fließend“ in die Pfeiler übergehen. Die Pfeiler haben unterhalb dieses Übergangs den ungewöhnlichen Querschnitt eines quadratischen Pfeilerkerns, dem flache im Grundriss segmentbogenförmige Vorlagen vorgeblendet sind, oder anders ausgedrückt, aus einer Vermischung einer runden Säule, aus der die Kanten eines quadratischen Pfeilers hervortreten (siehe Skizze). Auf den Seiten der Schiffe liegen knapp zwei Meter höher die „fließenden“ Übergänge zwischen den segmentbogenförmigen Pfeilervorlagen und den aufgehenden rechteckigen Wandpfeilern die bis unter die Ansätze der Gurtbögen der Gewölbe reichen, die nur im Mittelschiff mit Kämpferprofilen markiert sind. Die Kanten der Pfeiler folgen oberhalb zwei Meter über dem Boden auf beiden Schiffseiten den Stelzungen der Scheidewandbögen und anschließend den höher reichenden rechteckigen Wandpfeilern bis zu den Bogenansätzen, wo sie in die Grate der Gewölbe übergehen. Die Arkade zur Vierung entspricht den übrigen des Mittelschiffs.

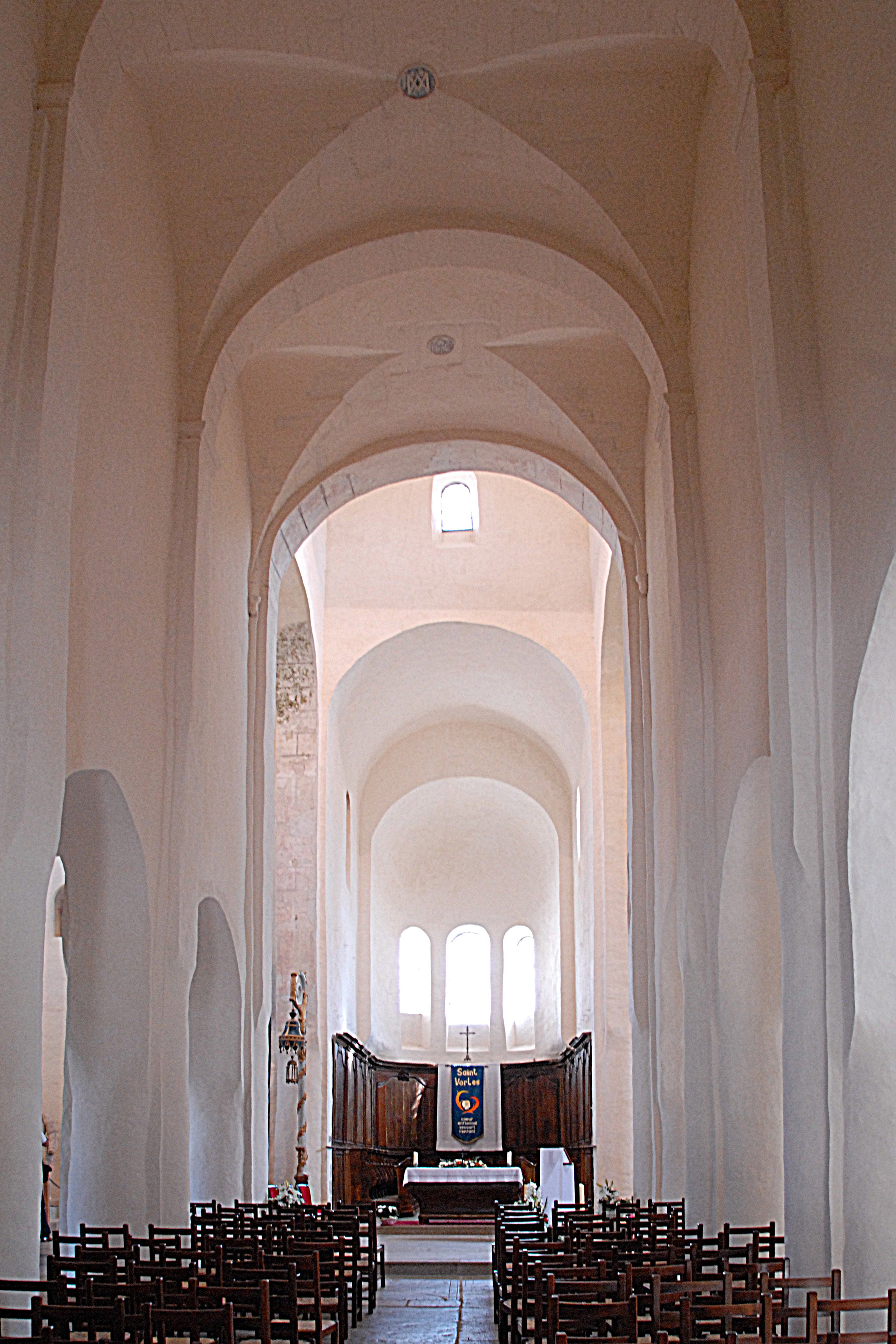
Mittelschiff z. Chor

Die Seitenschiffe werden von den ursprünglichen Kreuzgratgewölben überdeckt, die jochweise von scharfkantigen Gurtbögen getrennt sind. Die scharfkantigen Gurtbögen des Mittelschiffs trennen die im 17. Jahrhundert nachträglich eingebauten Kreuzgratgewölbe, deren Scheitelpunkte mit runden Schlusssteinen dekoriert sind. Die Arkaden in den Querhauswänden entsprechen den anderen der Seitenschiffe.
In der südwestlichen Wand des Mittelschiffs öffnen sich rundbogige Arkaden im Erd- und Obergeschoss in gleicher Breite. Im Erdgeschoss folgt unmittelbar mit einem deutlichen Rückversatz die etwas kleinere Arkade mit dem oben genannten Hufeisenbogen. Der Bogen der oberen Arkade liegt in Höhe der Gurtbögen des Mittelschiffs. Diese Öffnung weist unten eine waagerechte Abschluss auf, auf dem eine hölzerne Balustrade angebracht ist.

Galerie Langhaus
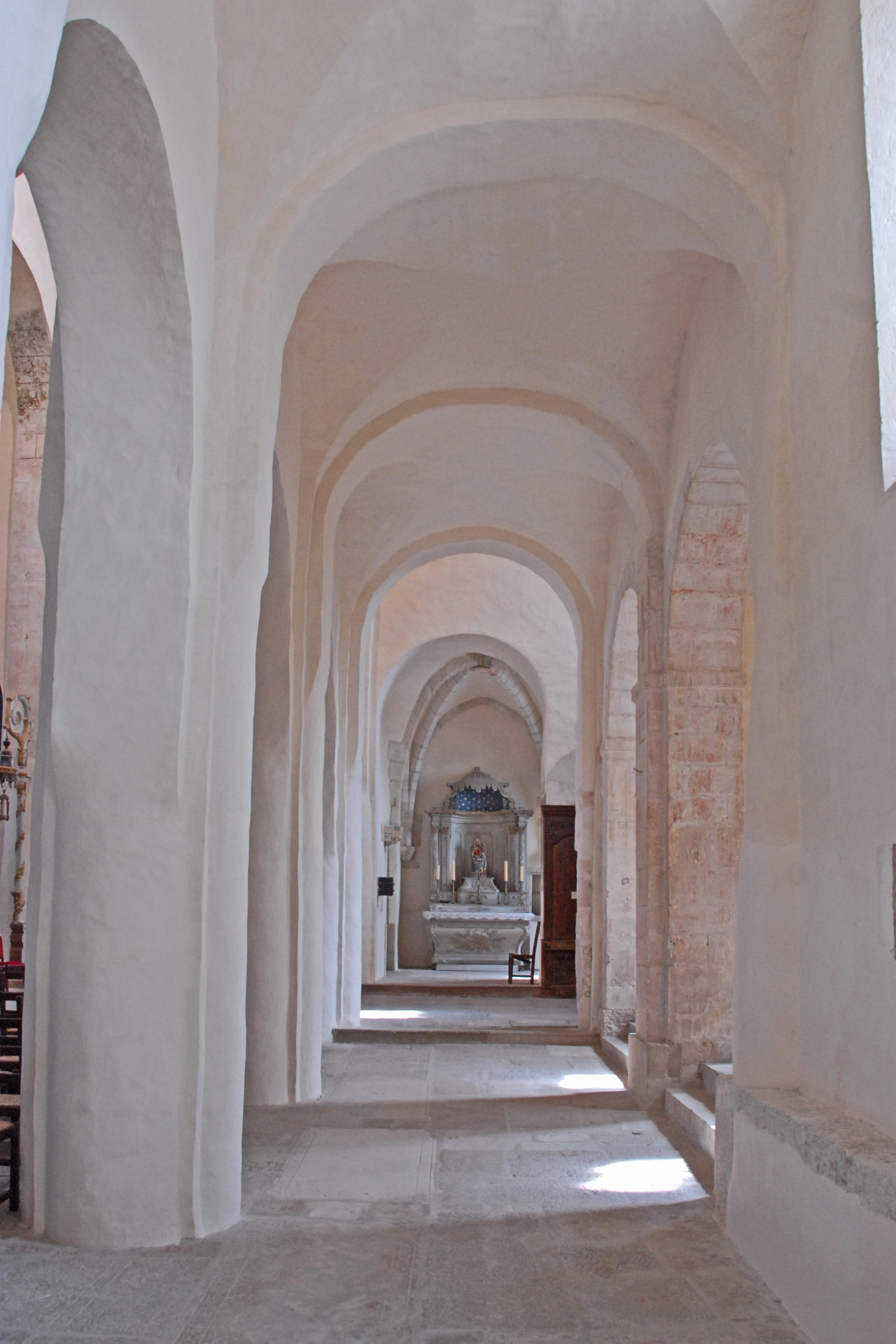
Südöstl. Seitenschiff z. Chor
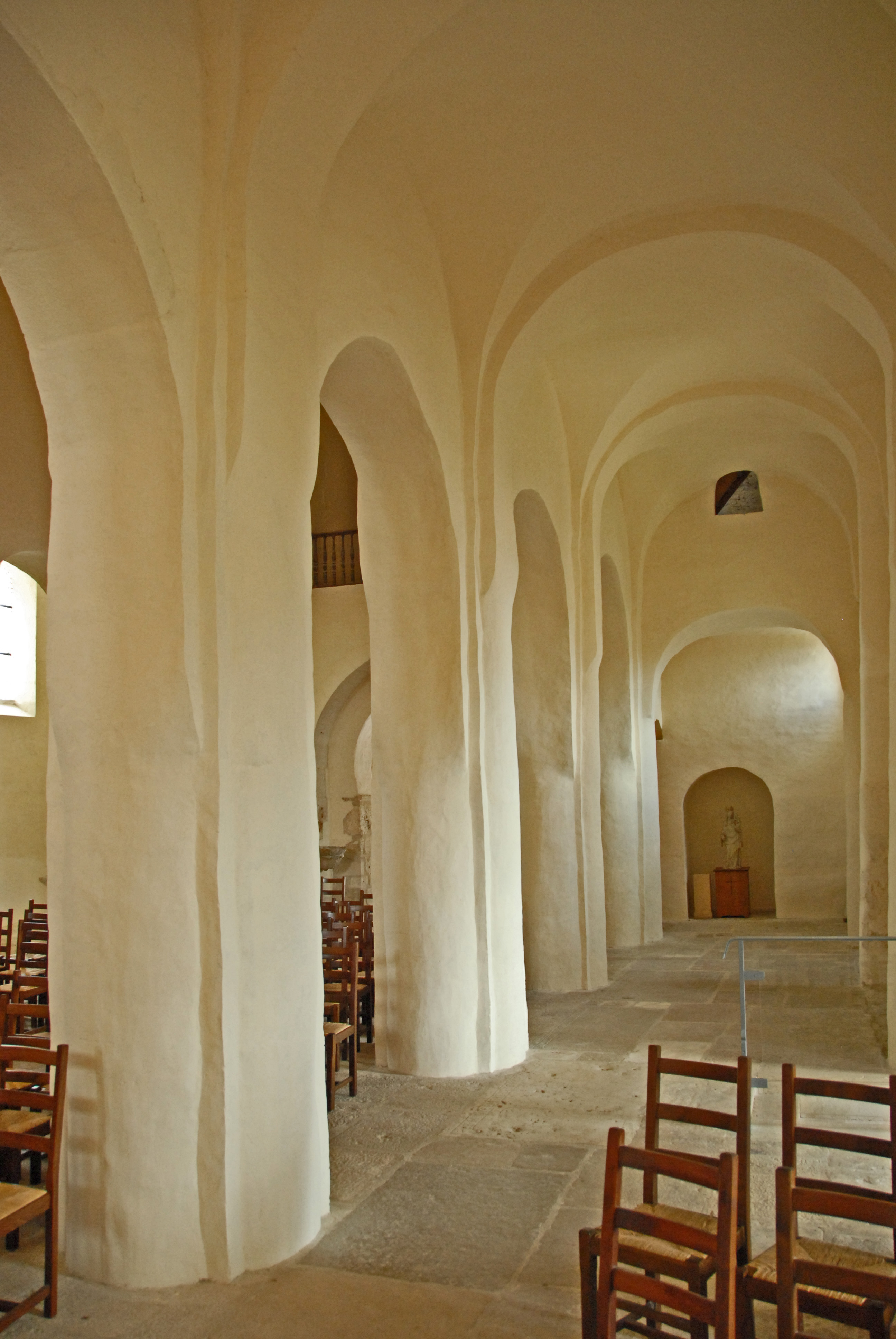
Nordwestliches Seitenschiff
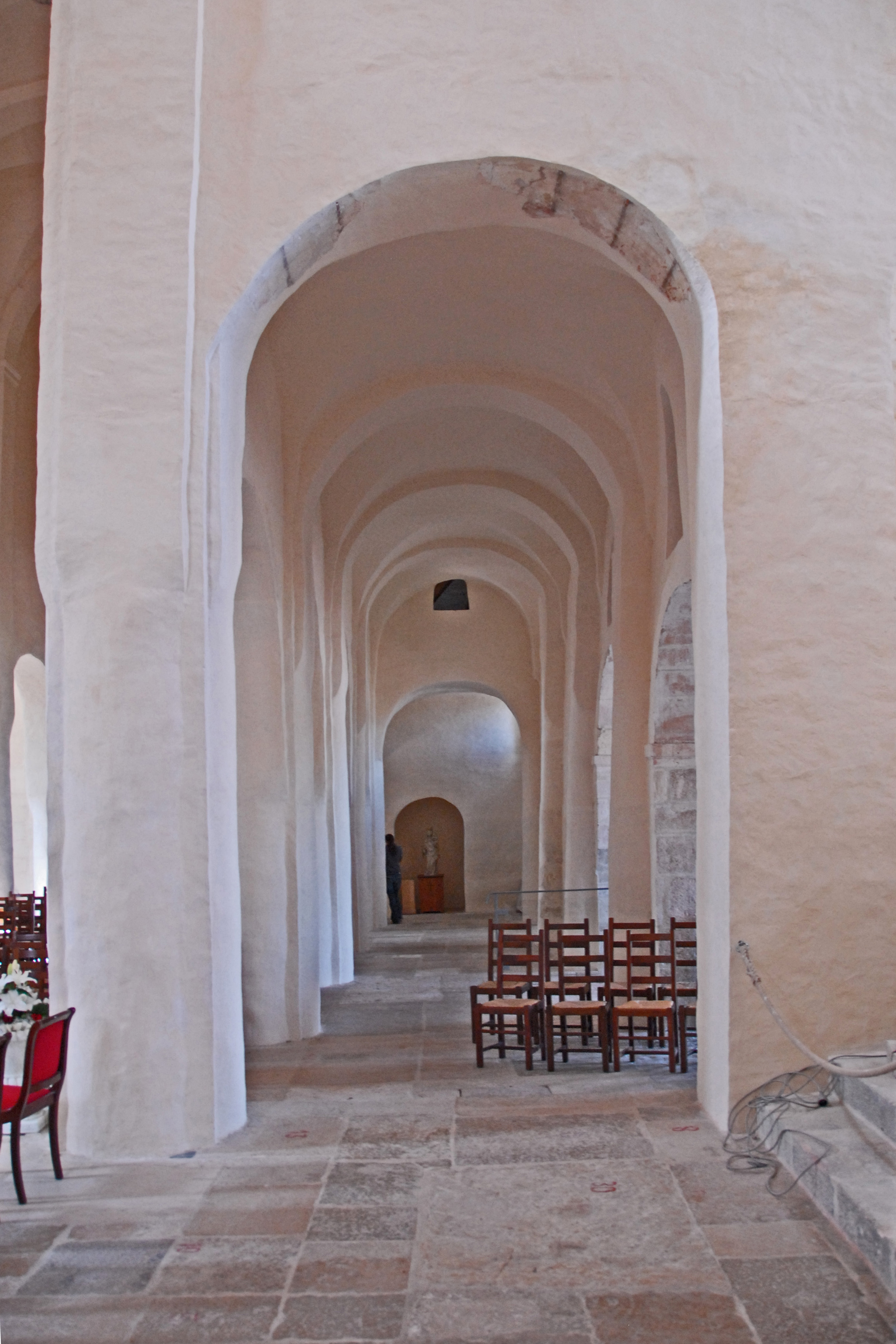
Nordwestl. Seitenschiff n. hinten
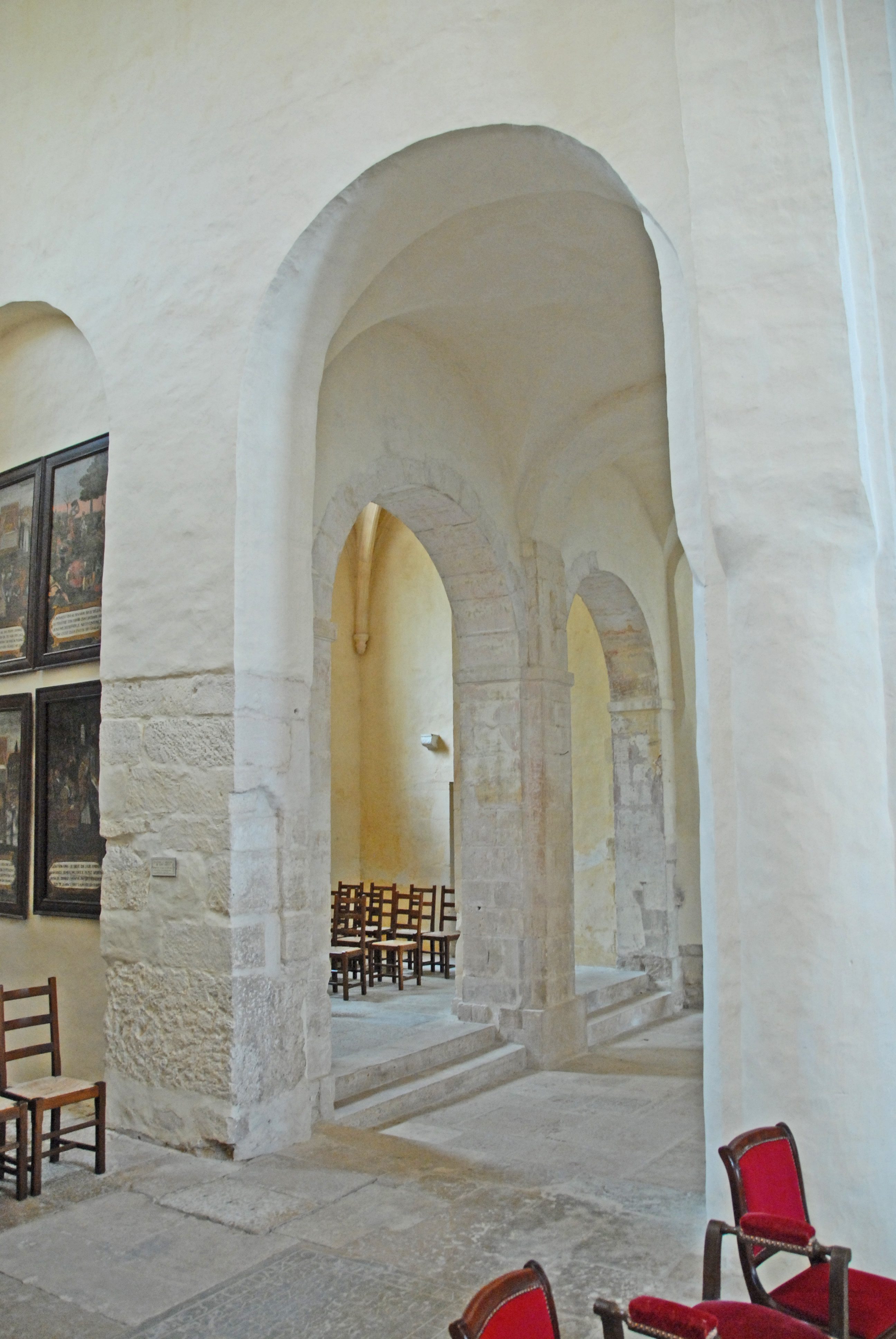
Südöstl. Seitenschiff aus Querhaus
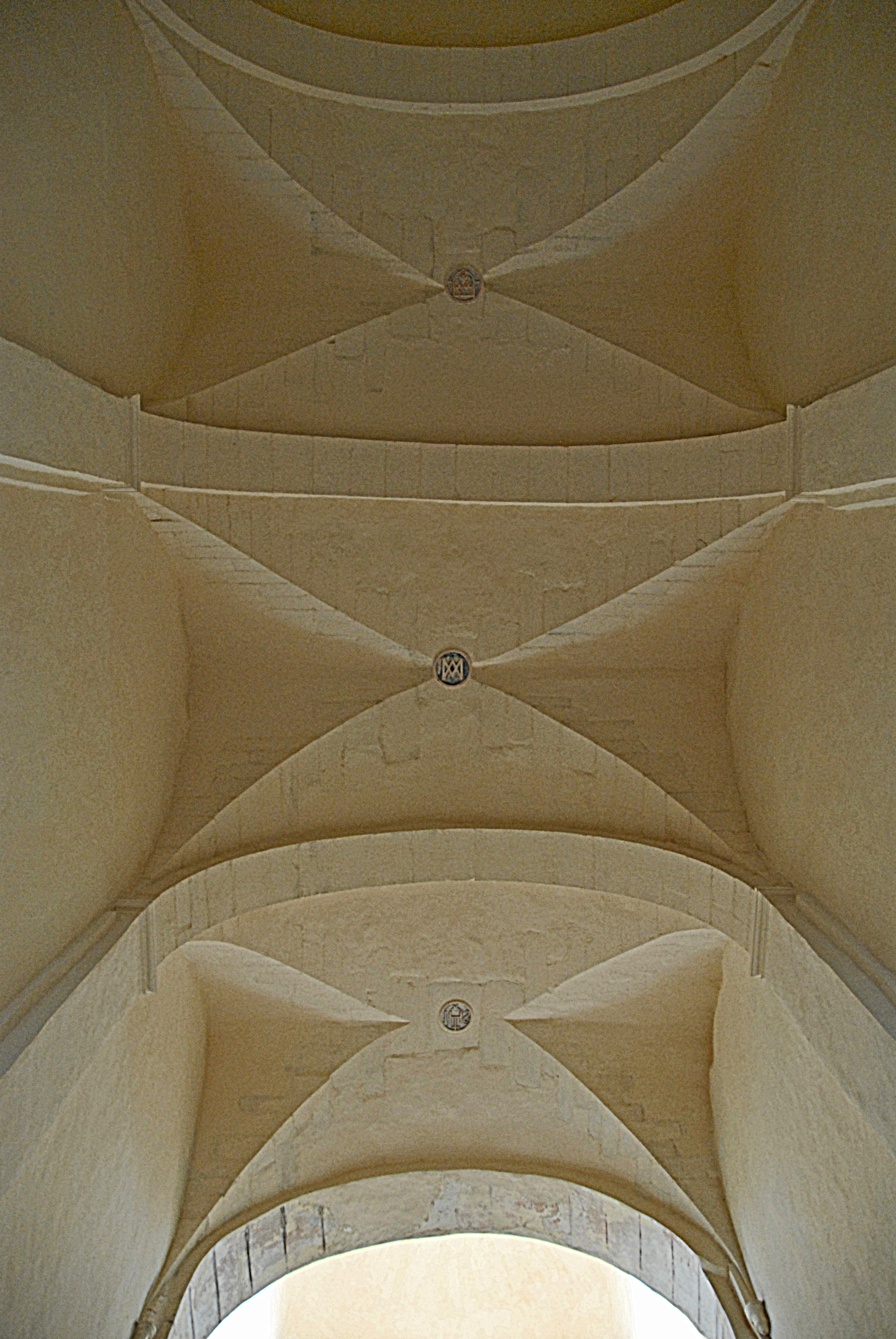
Südöstl. Mittelschiffgewölbe

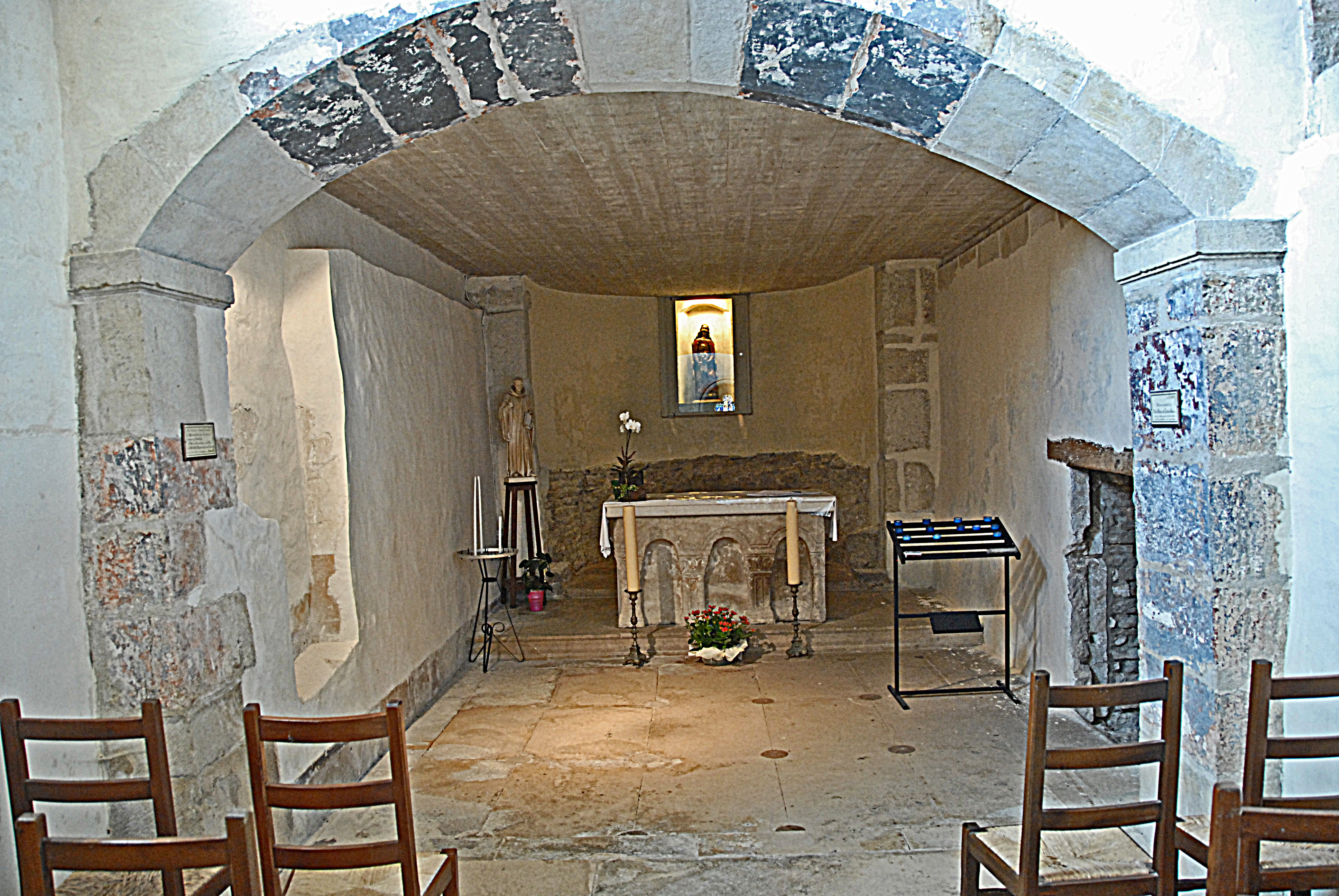
St-Bernard-Kapelle

Die Erweiterung der Kapelle St-Bernard im Untergeschoss der Krypta unter dem nordwestlichen Querhausarm erstreckt sich über die Joche drei und vier und ist so breit wie das Innere des Querhausarms. Sie ist von zwei Kreuzgratgewölben überdeckt, die von einem Gurtbogen getrennt sind, der auf Wandpfeilern steht. Die Bogenansätze sind mit Kämpferprofilen markiert. In Höhe des Kirchenbodens werden die Wandpfeiler von Kapitellen unterbrochen. Die ehemaligen Außenwände des Seitenschiffs öffnen sich bis auf einen Pfeiler in der Mitte mit rundbogigen scharfkantigen Arkaden. In der Nordwestwand der Erweiterung sind zwei rundbogige Fenster mit aufgeweiteten Gewänden ausgespart. In der Südwestwand ist in Höhe des Kirchenbodens ein kleines Ochsenauge mit Vierpass ausgespart, das von stark aufgeweiteten und profilierten Gewänden umschlossen wird. Auf derselben Wand führt ein langer steinerne Treppenlauf aus dem Seitenschiff zur Krypta hinunter. Die Krypta unter dem Querhausarm öffnet sich zur Erweiterung hin in fast ganzer Breite und wird offensichtlich von einer modernen Betondecke überdeckt. Sie weist keine eigenen Fenster auf. Auf ihrer Kopfseite gibt es noch eine Apsidiole, wie sie auch im Staffelchor des Erdgeschosses vorkam. In der Mitte des Apsis ist eine kleine rechteckige Nische eingelassen, die möglicherweise ursprünglich ein Fensterchen war. Auf der rechten Seite der Krypta gelangt man gebückt in einen sehr archaisch anmutenden Raum, in dem ein kleiner Steinaltar steht. Wände und Boden bestehen teilweise aus dem anstehenden Fels und sind mit sehr primitiven Mauerwerk ergänzt. Vielleicht handelt es sich um eines der ältesten Sanktuarien an dieser Stelle.

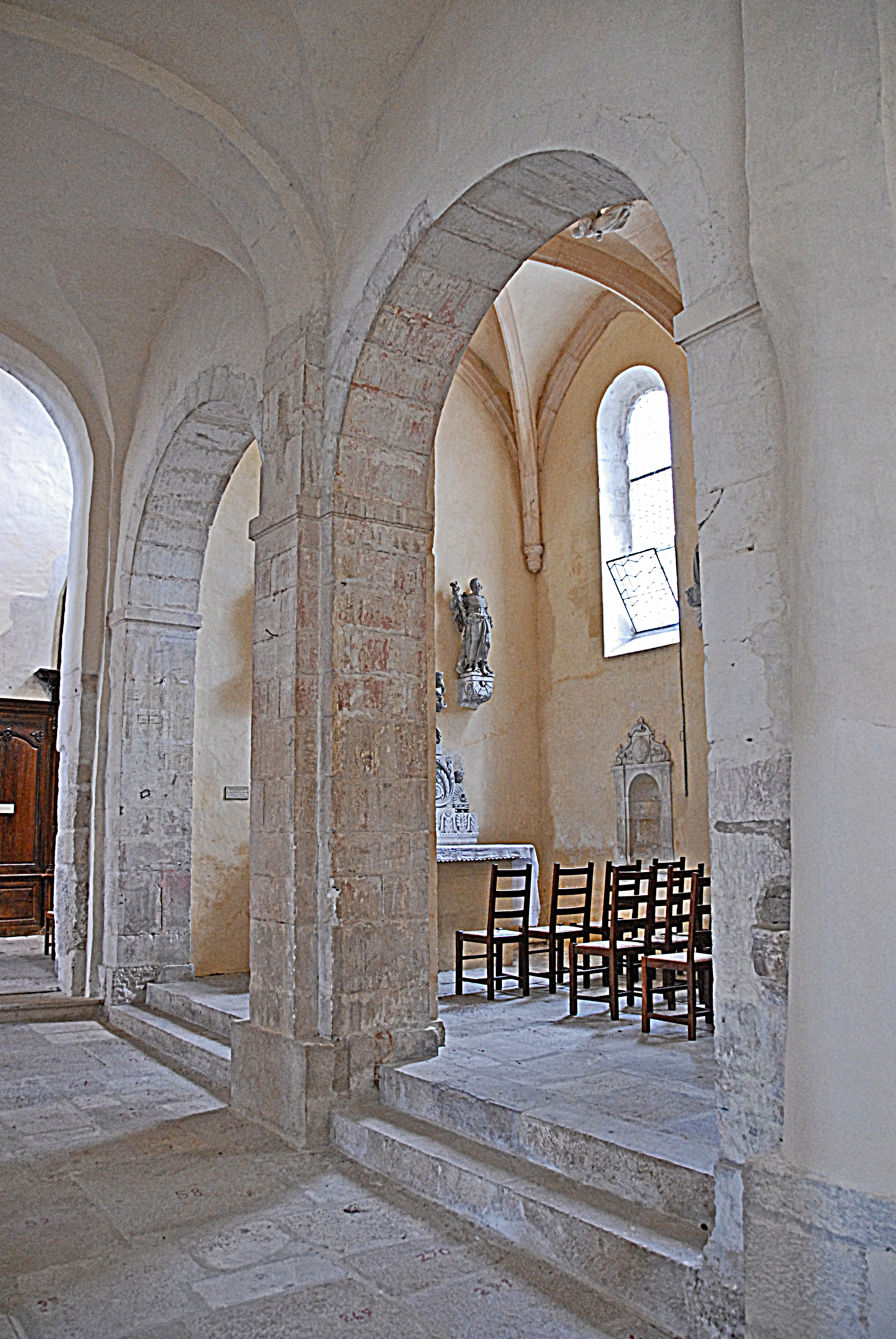
Heiligkreuzkapelle aus Seitenschiff

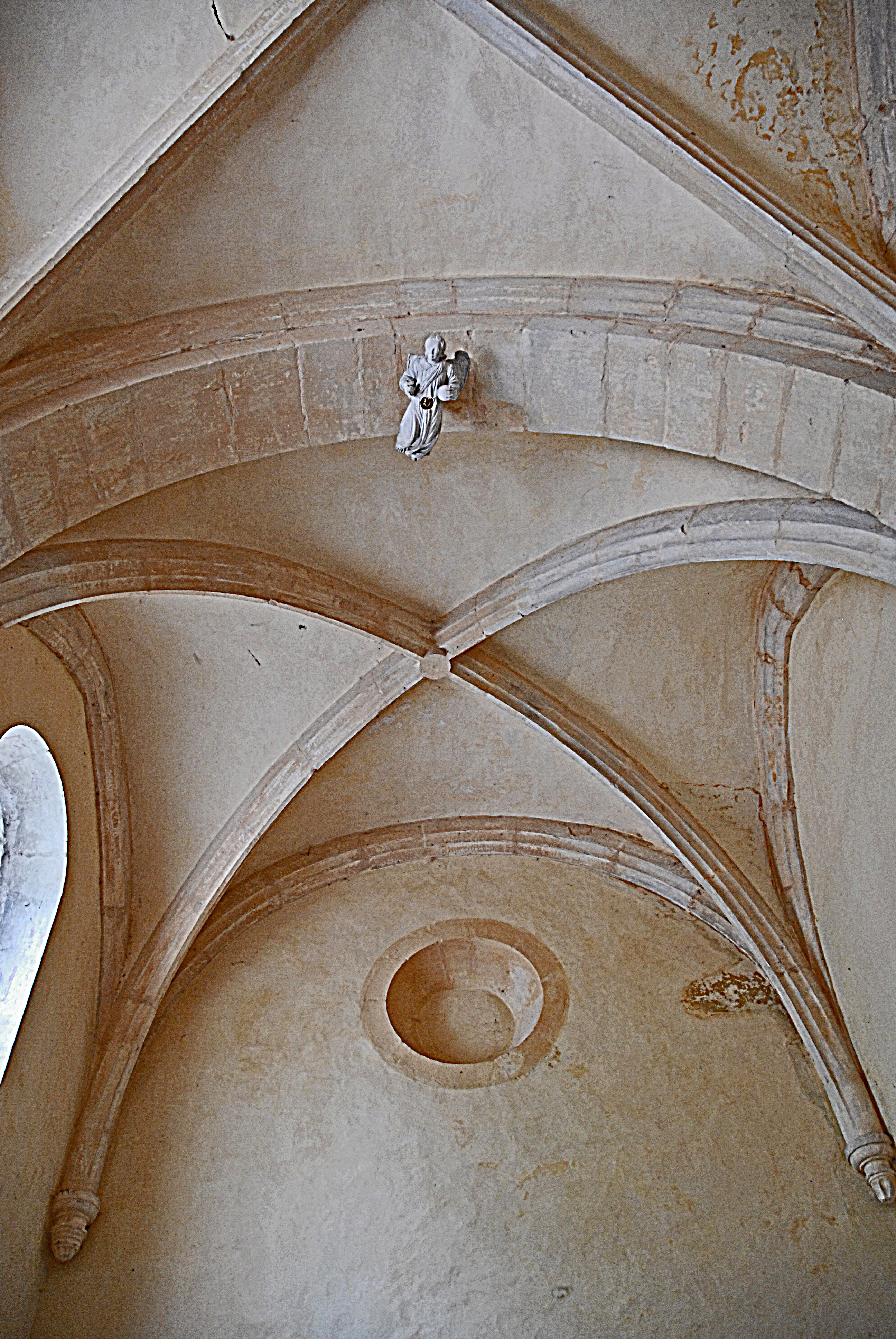
Kreuzrippengewölbe

Galerie St-Bernard-Kapelle
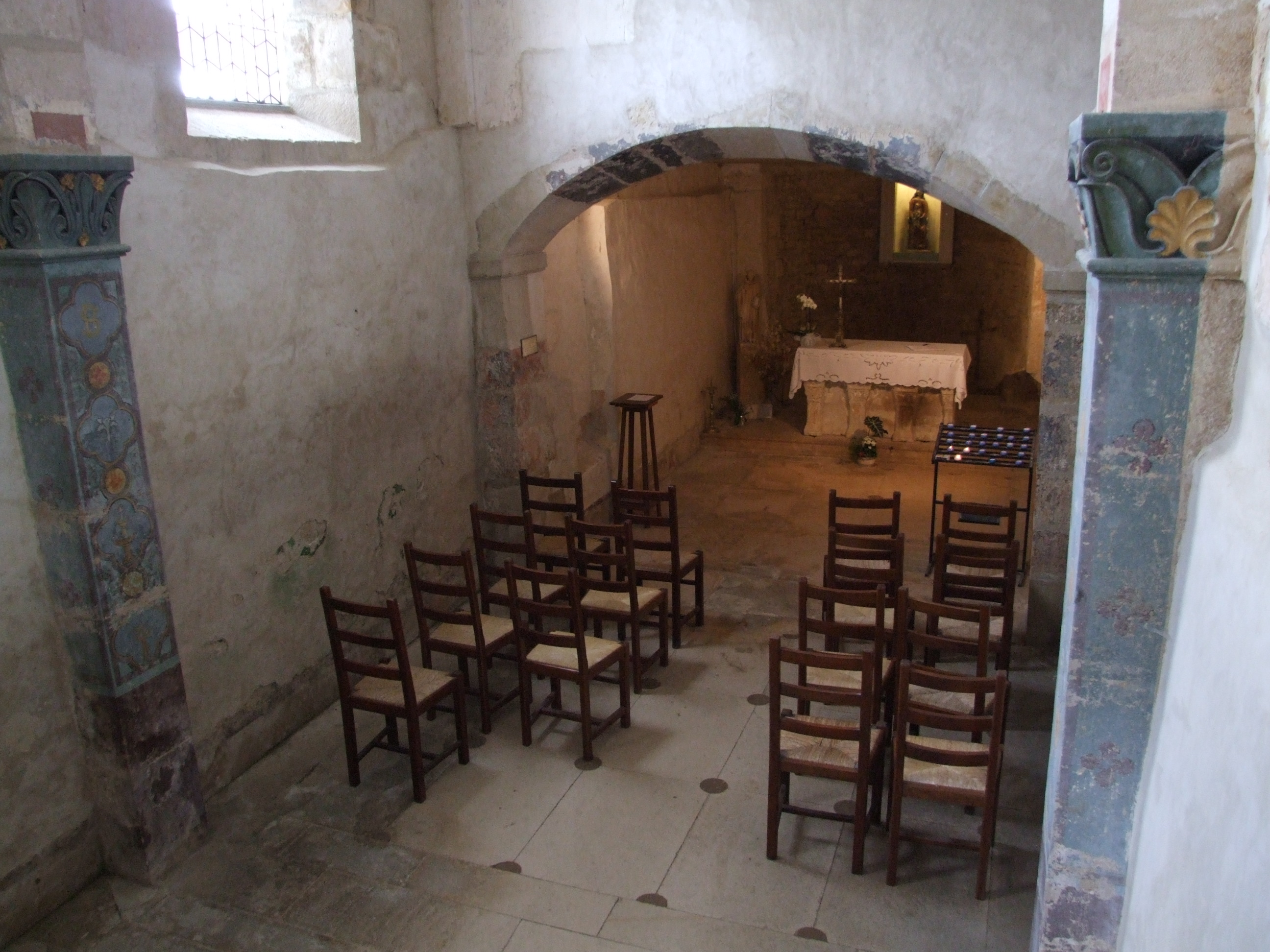
St-Bernard-Kapelle aus Erweiterung
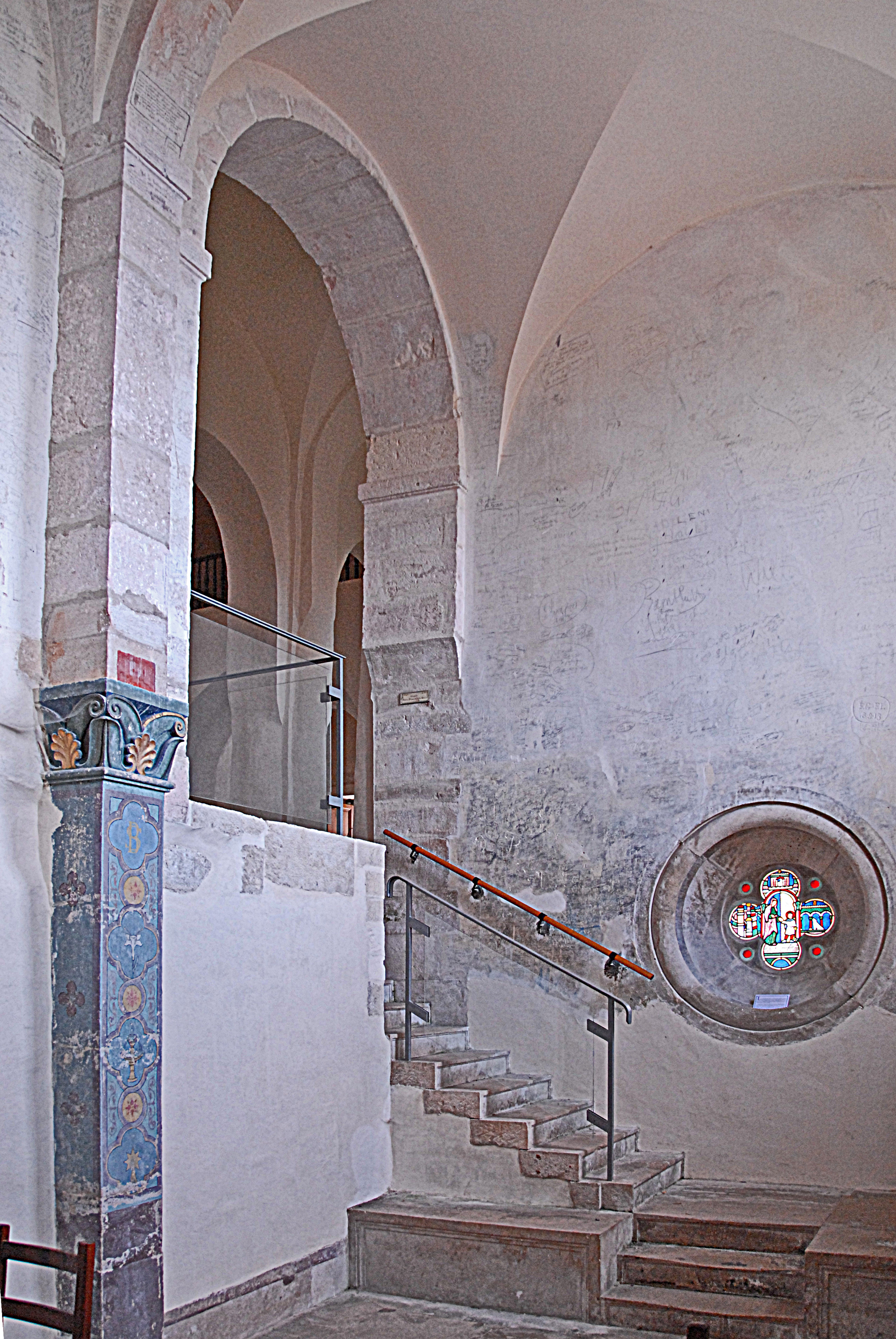
Aufgang aus St-Bernard-Kapelle
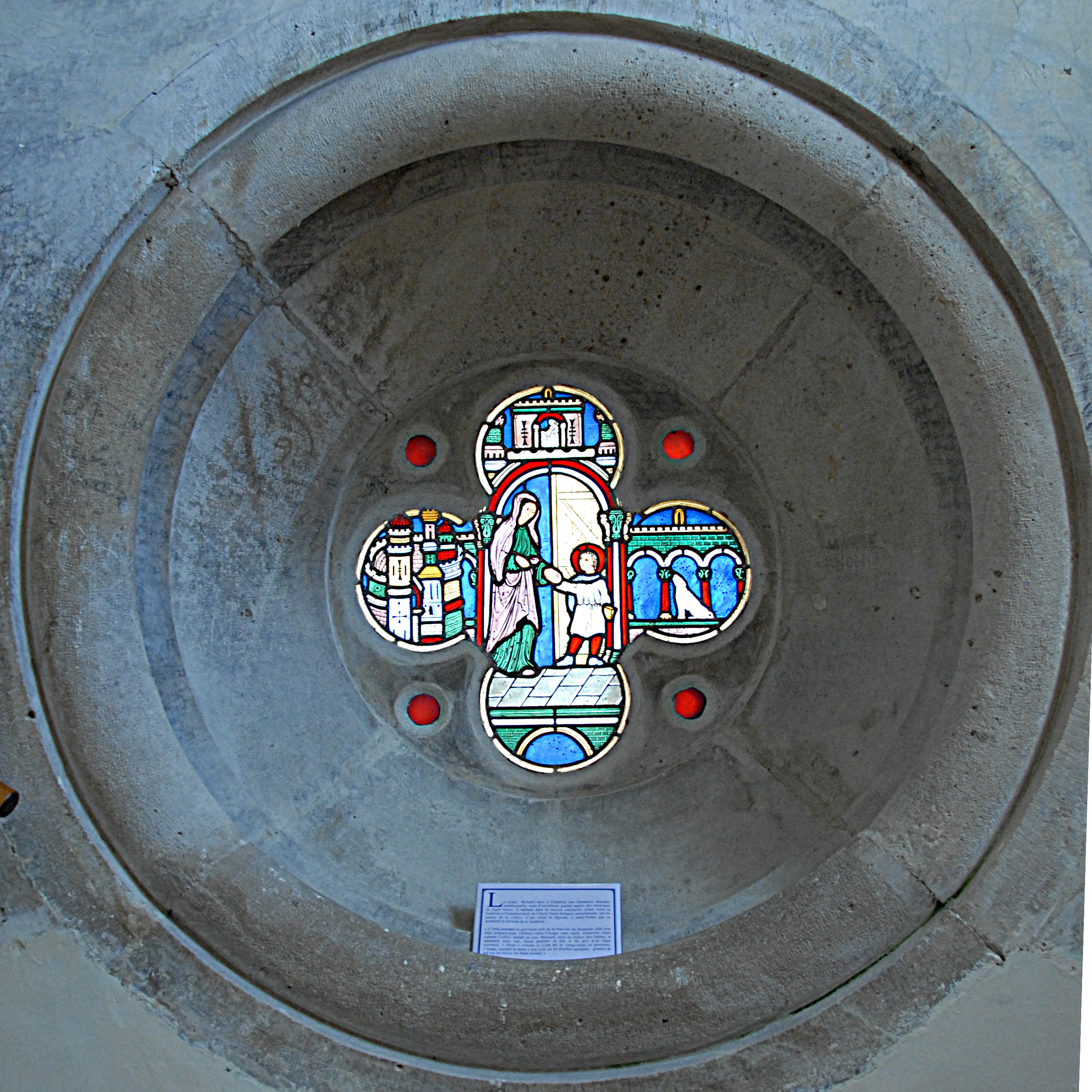
Ochsenauge St-Bernard-Kapelle
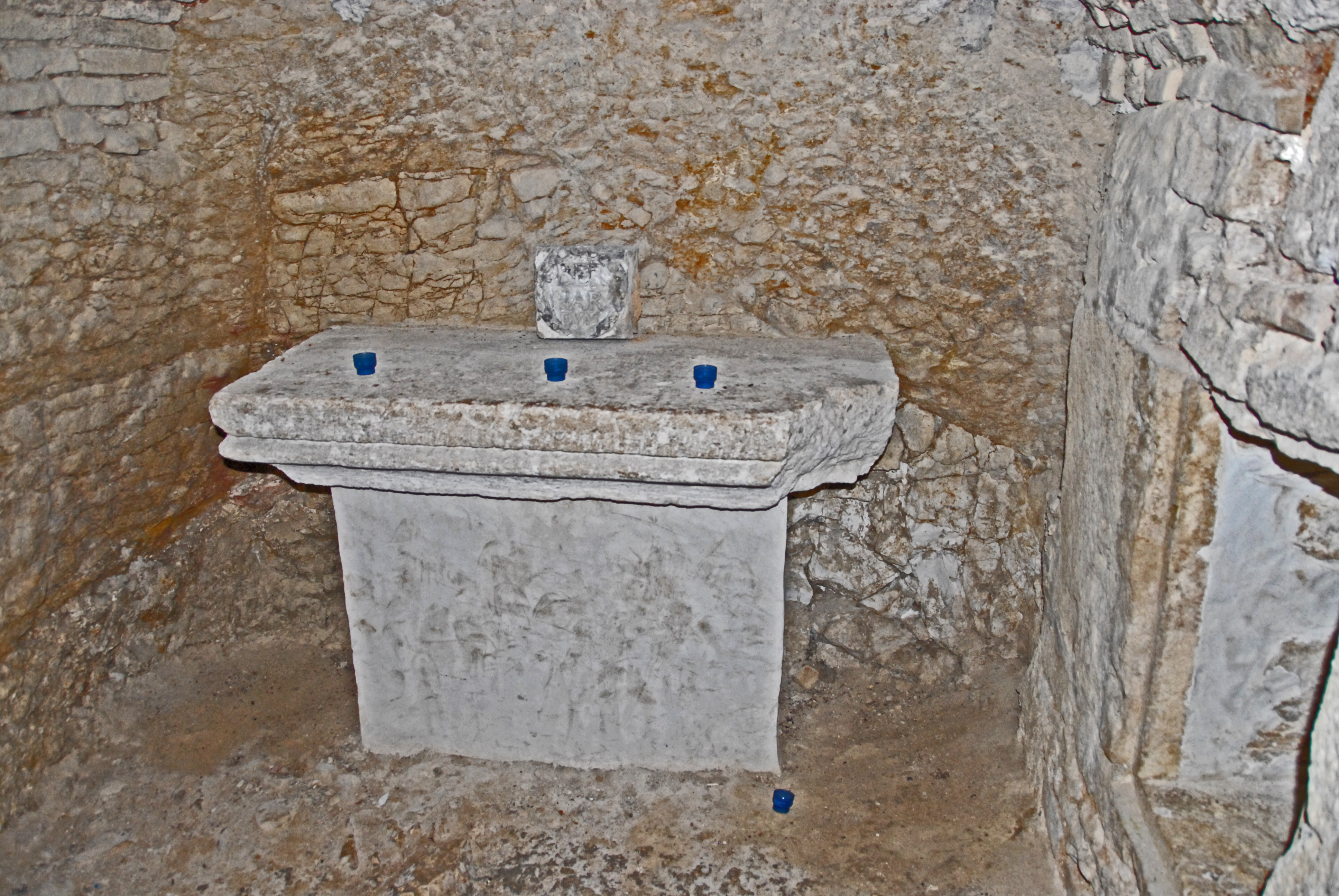
Archaisches Sanktuarium

Auf der gegenüber liegenden Seite des Langhauses befindet sich die in Grundriss etwa gleich große Heiligkreuzkapelle. Ihr Boden liegt zwei Stufen über dem des Langhauses. Zu ihr öffnen sich in ganzer Jochbreite zwei Arkaden mit scharfkantigen runden Bögen. Ihre Ansätze sind durch Kämpferprofile markiert. Sie wird von zwei gotischen Kreuzrippengewölben überdeckt, die von einem leicht angespitzten Gurtbogen getrennt werden. Die Kreuzrippen sind feingliedrig profiliert. Ihre Scheitel sind mit runden Schlusssteinen ausgestattet. Einer von ihnen trägt ein Wappen, auf dem zwei gehörnte Widder sich gegenüberstehen; über dem ein großohriger Engel hervorschaut. Die Rippenansätze stehen auf Konsolen mit Kopfskulpturen und profilierten Kämpfern. Die halbrunden, auch angespitzten Anschlüsse der Gewölbezwickel an die Wände und Bögen sind mit halben profilierten Rippen gefüllt. In der südwestlichen Kopfwand ist eine rundbogige Tür und weiter oben eine kreisrunde Nische mit aufgeweitetem und profilierten Gewände eingelassen.

Galerie Heiligkreuzkapelle
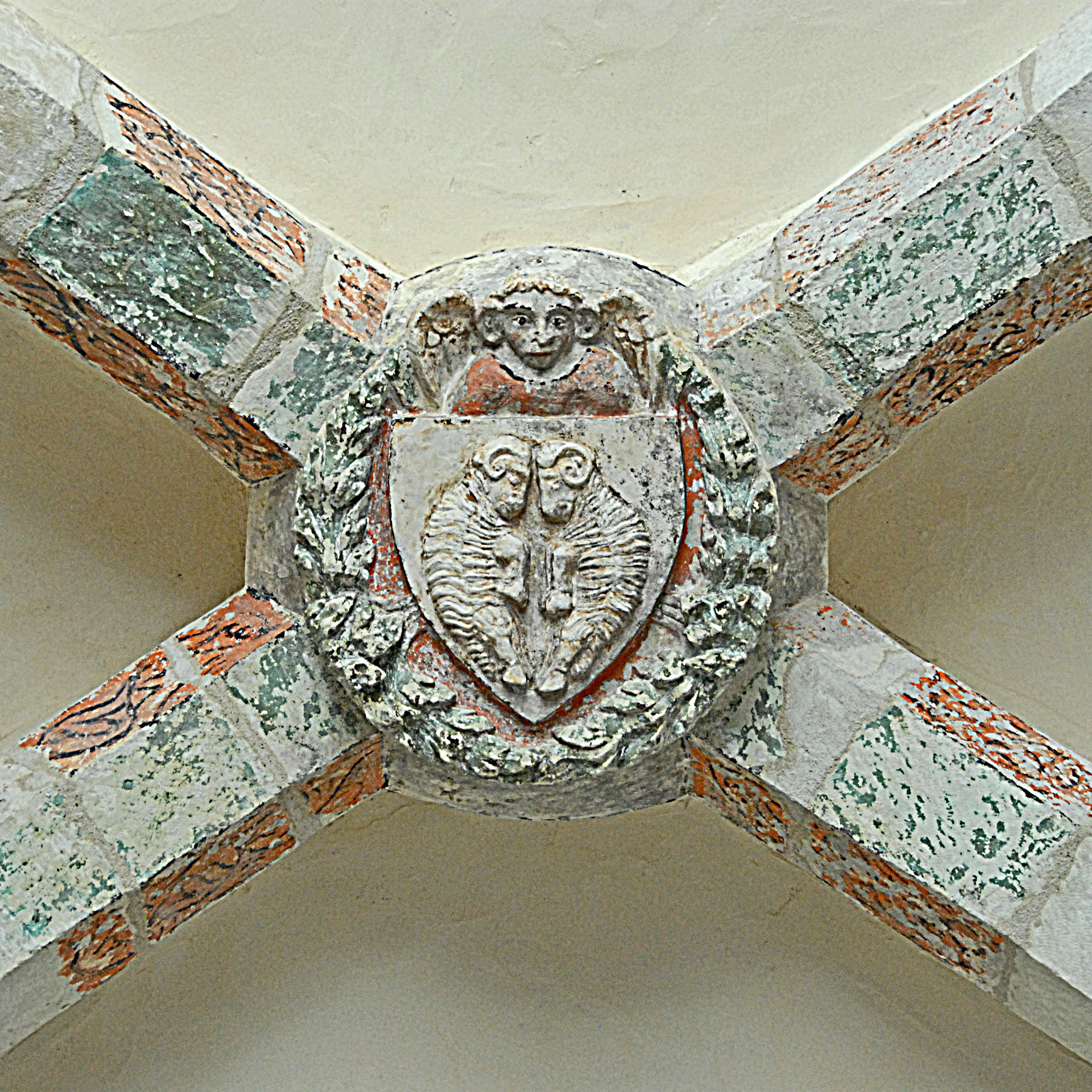
Schlussstein Kreuzrippengewölbe
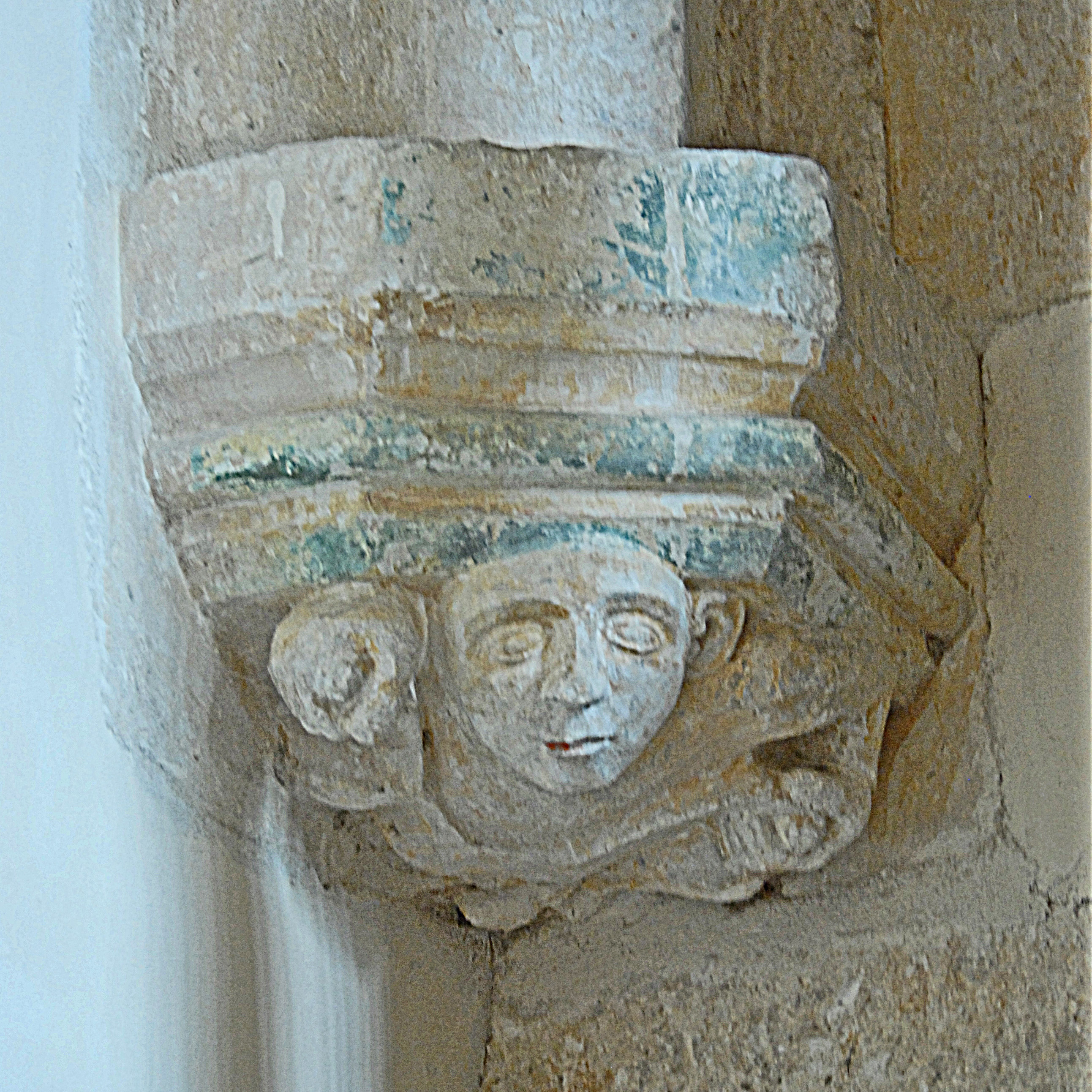
Konsole unter Kreuzrippe
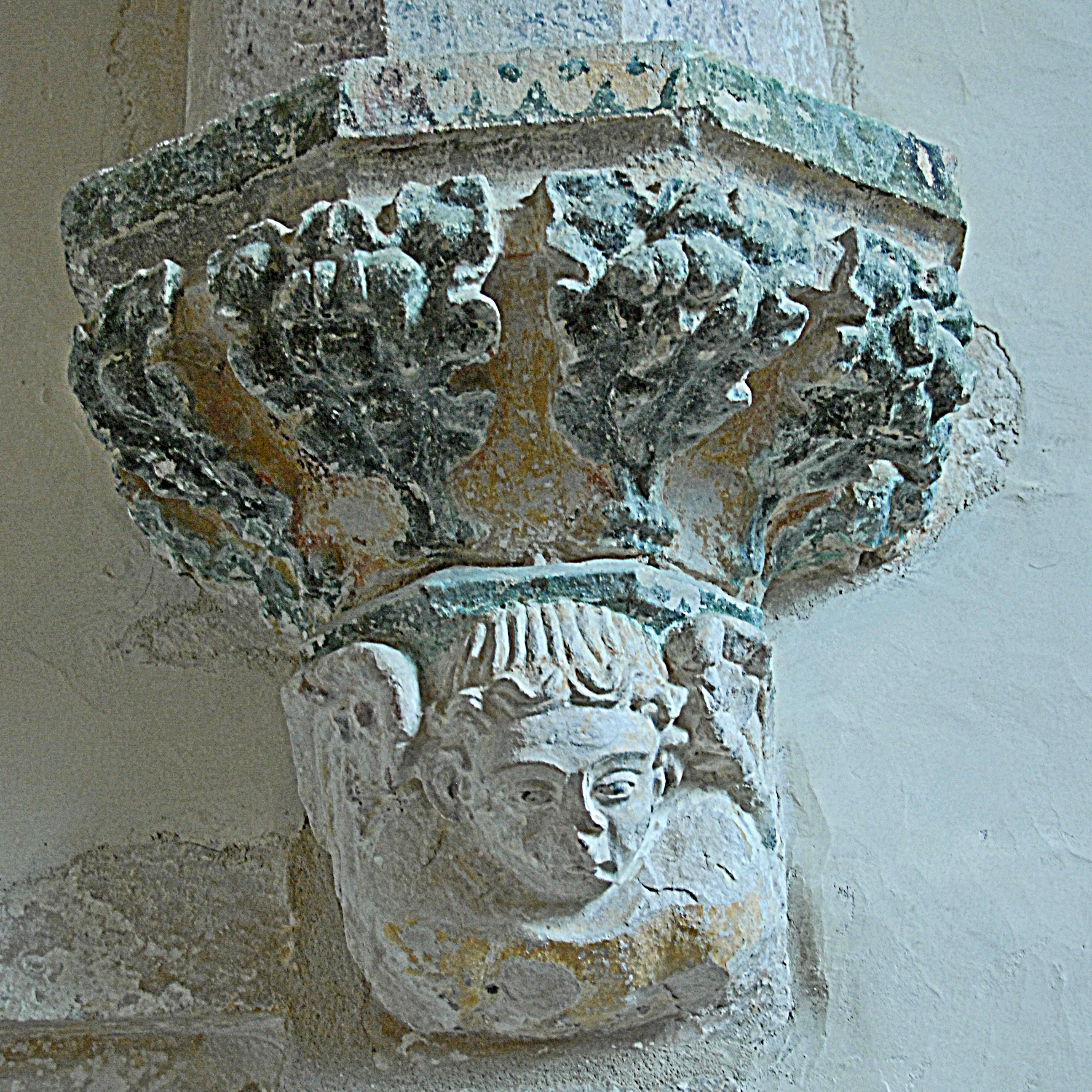
Konsole unter Kreuzrippe
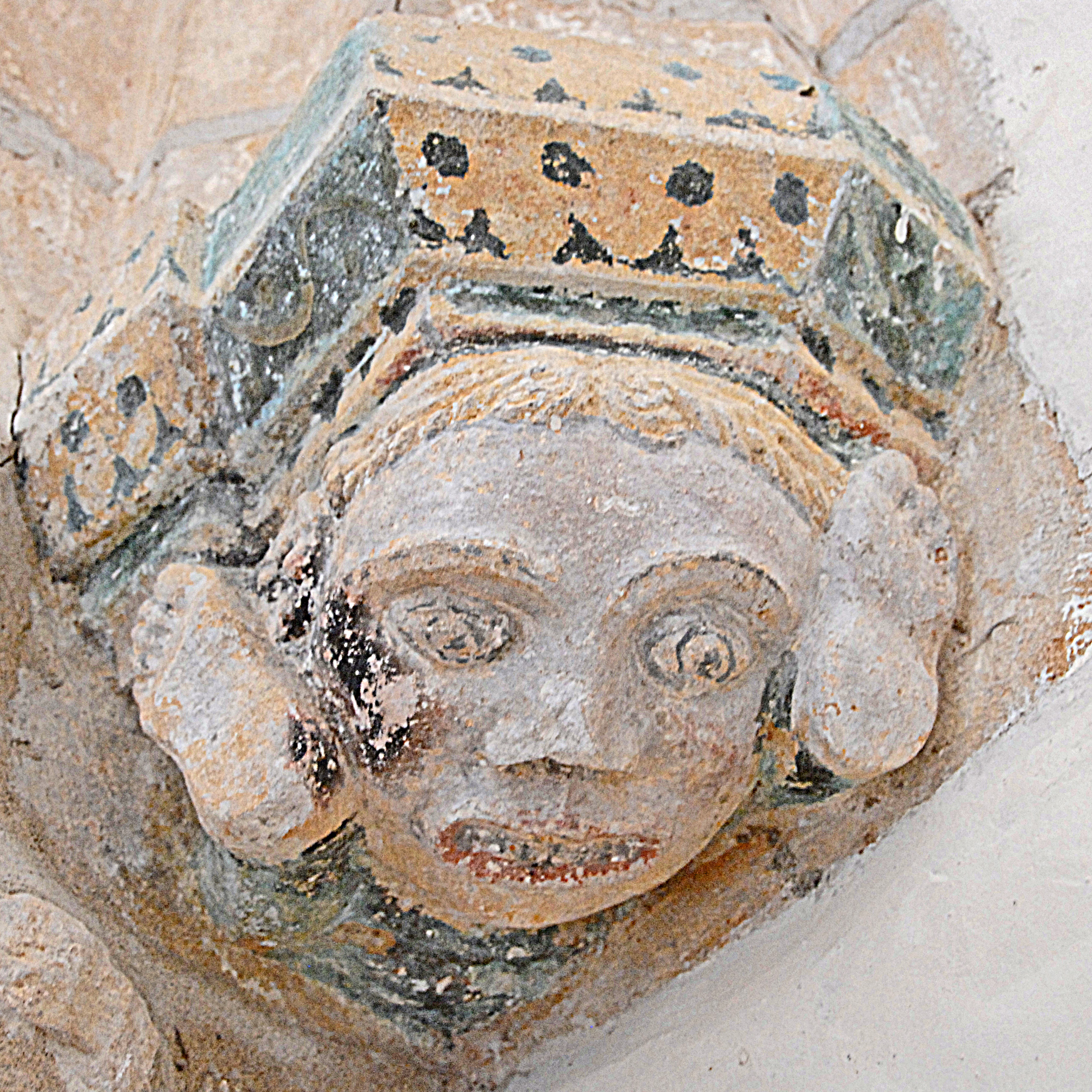
Konsole unter Kreuzrippe

#### Querhaus mit Vierung und Querhauskapellen
Die Querhausarme treten deutlich gegenüber dem Langhaus vor und flankieren beidseitig die Vierung. Sie werden durch rundbogige scharfkantige Arkaden in Verlängerung der Seitenschiff-Außenwände nahezu hälftig unterteilt. Diese Abschnitte werden von quer zum Hauptschiff ausgerichteten Tonnengewölben überdeckt, die geringfügig höher sind, als die Vierungsarkaden. Die Wölbungen gehen ohne Zäsur aus den Wänden hervor. In der Giebelwand des nordwestlichen Querhausarms sind im oberen Bereich drei schlanke rundbogige Fenster mit aufgeweiteten Gewänden ausgespart, in der Mitte ein größeres, seitlich und deutlich tiefer angeordnet zwei kleinere. In der Giebelwand des südöstlichen Querhausarms gibt es nur das größere Fenster. Die Nordostwänden der Querhausarme öffneten sich ursprünglich mit zwei rundbogigen Arkaden in die ehemaligen Kapellen mit Apsidiolen des Staffelchors. Im südöstlichen Arm sind diese Arkadenöffnungen erhalten, die sich beide in die Rosenkranzkapelle öffnen. Sie wird von zwei rechteckigen Kreuzgratgewölben überdeckt, die untereinander etwa hälftig durch einen Gurtbogen getrennt sind. In der freien Außenwand ist ein rundbogiges Fenster ausgespart. In der rechten Hälfte der Kapelle öffnet sich eine Tür in die Sakristei. Diese weist einen ähnlichen etwas breiteren rechteckigen Grundriss auf, wie die Rosenkranzkapelle, und ist ebenso überwölbt. Auch sie wird durch ein einziges Fenster in der Südostwand erhellt. Im nordwestlichen Querhausarm ist die Arkadenöffnung der ehemaligen äußeren Kapelle zugemauert worden und verbleibt als Wandnische. Die zweite Arkadenöffnung neben dem Chor erschließt zwei untereinander durch eine rundbogige Arkadenöffnung verbundenen Kapellen, die Karmel-Kapelle neben dem Chor und die äußere Kapelle Ste-Thérese. Beide stehen auf lang gestreckten rechteckigen Grundrissen. Die Karmel-Kapelle ist deutlich länger als ihre Nachbarin. Beide sind von halbrunden Tonnengewölben überdeckt, auf denen noch Reste dunkler Putzmalereien erhalten sind. Die Gewölbe sind in beiden Kapellen durch einen Gurtbogen in zwei Abschnitte unterteilt. Die Gewölbeansätze werden von einem profilierten Kraggesims markiert.

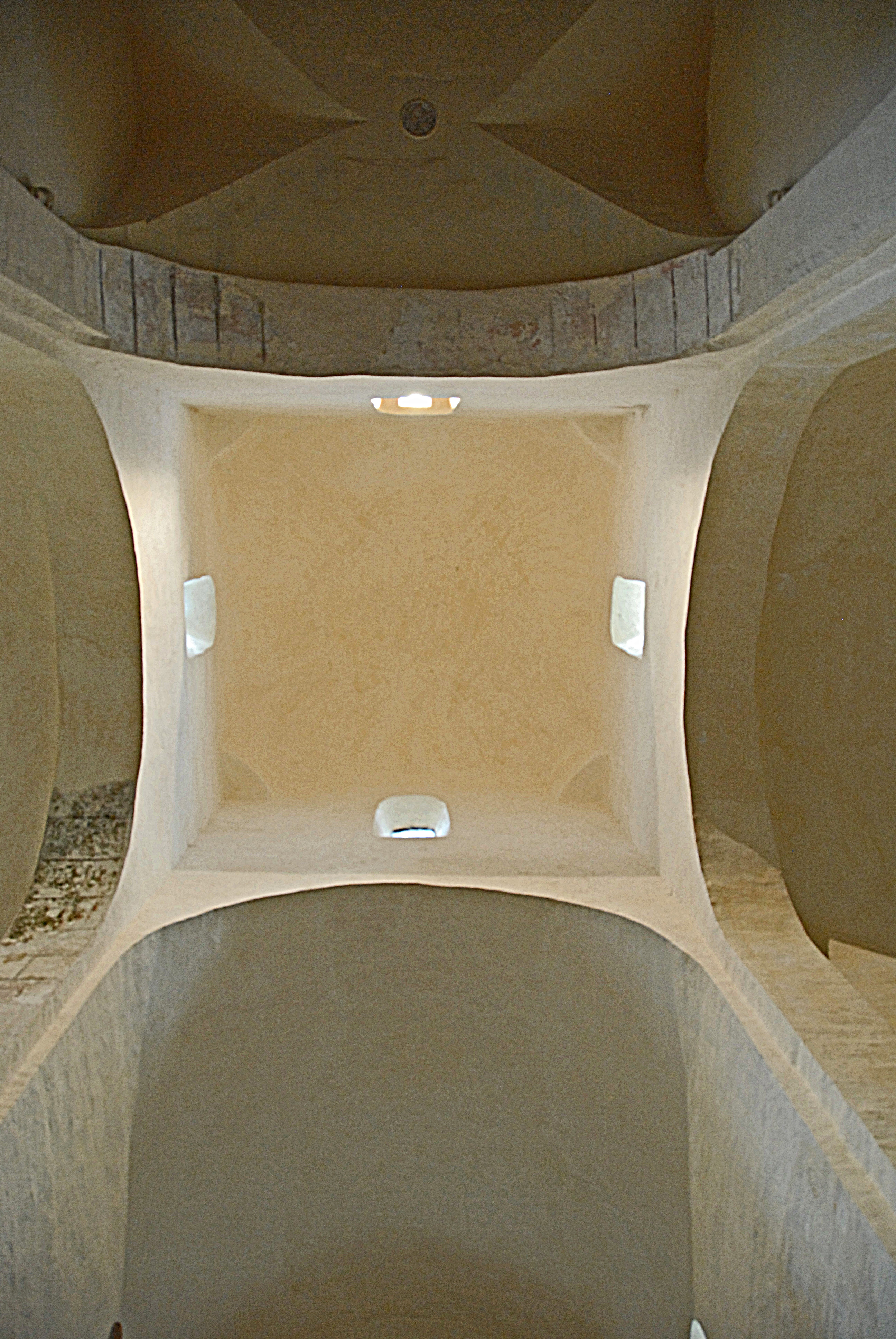
Vierungskuppel

Die nicht ganz quadratische Vierung wird dreiseitig von Arkaden umschlossen, die der Arkade in der Nordostwand des Mittelschiffs entsprechen. Den gleichen Aufriss hat der Triumphbogen zum Chorjoch, der von dessen Wänden und Tonnengewölbe gebildet wird. Über diesen Arkaden steigen die Vierungswände Wände noch ein gutes Stück weiter hinauf und bilden mit ihren drei Rundbogenfenstern das Untergeschoss, oder die „Laterne“ des Vierungsturms. Kurz oberhalb der Fenster sind in den Vierungsecken dreieckige Trompen eingefügt, die zum kaum wahrnehmbaren nahezu kreisrunden Rand der Vierungskuppel überleiten.

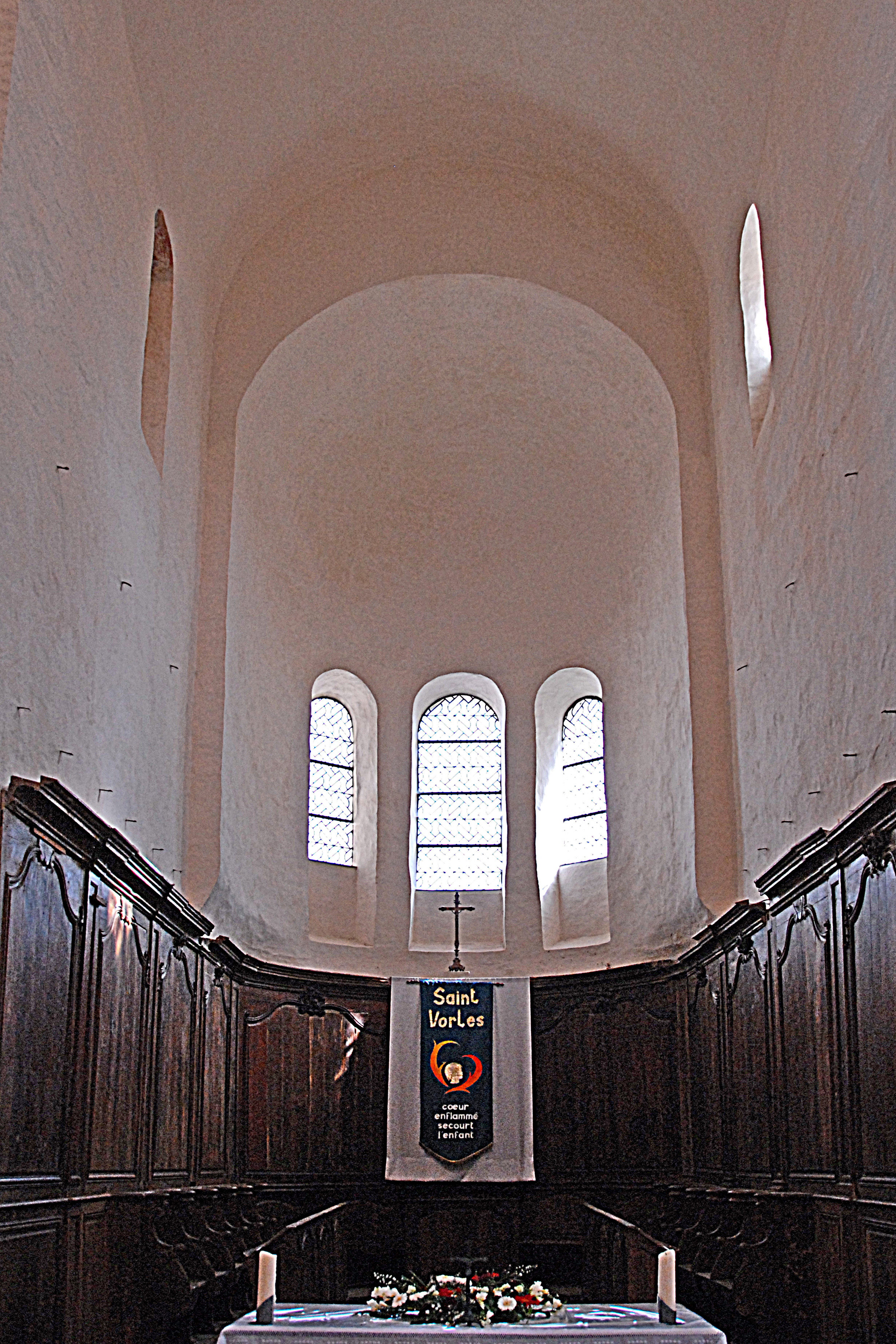
Chor

Galerie Querhauskapellen
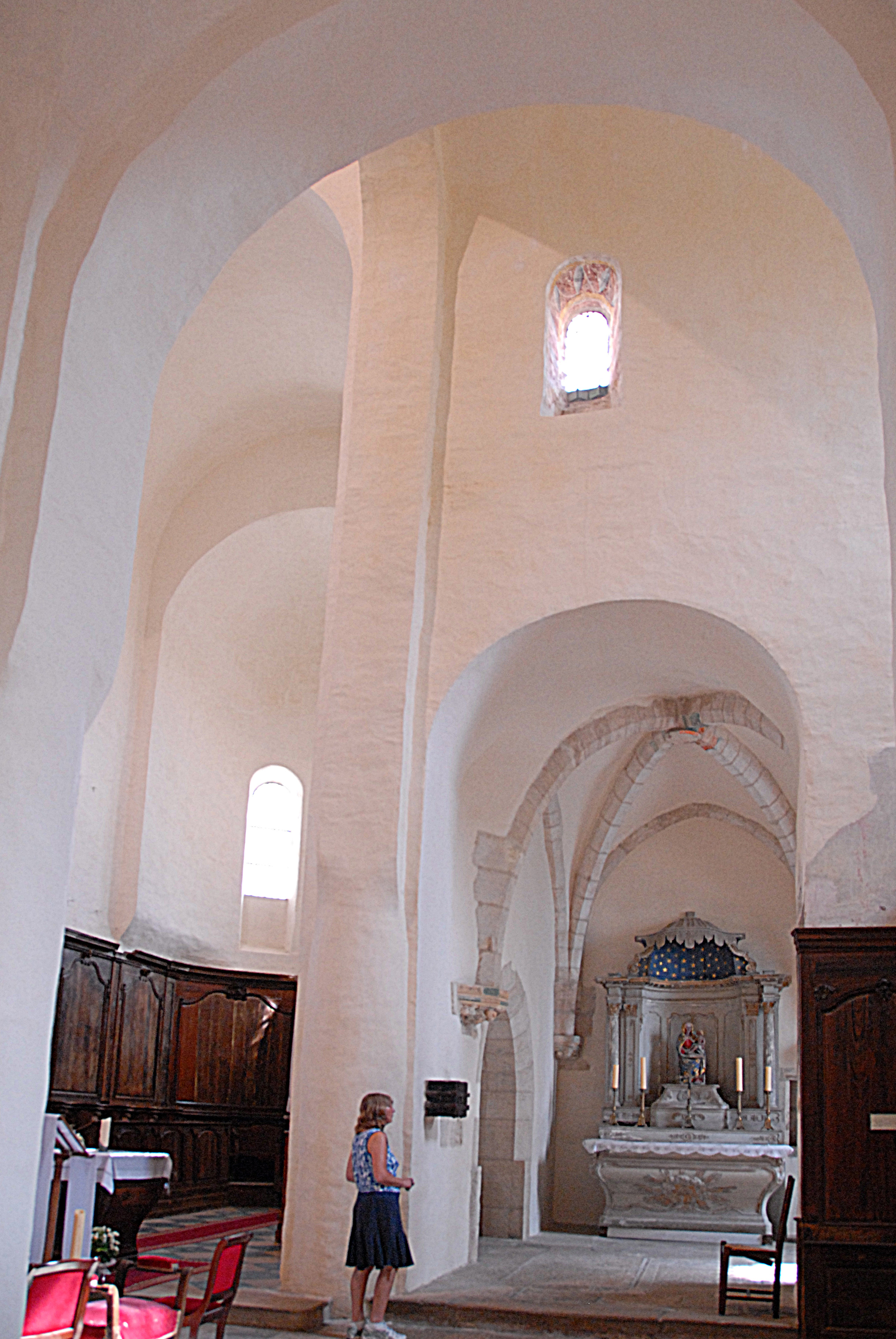
Rosenkranzkapelle aus Querhaus
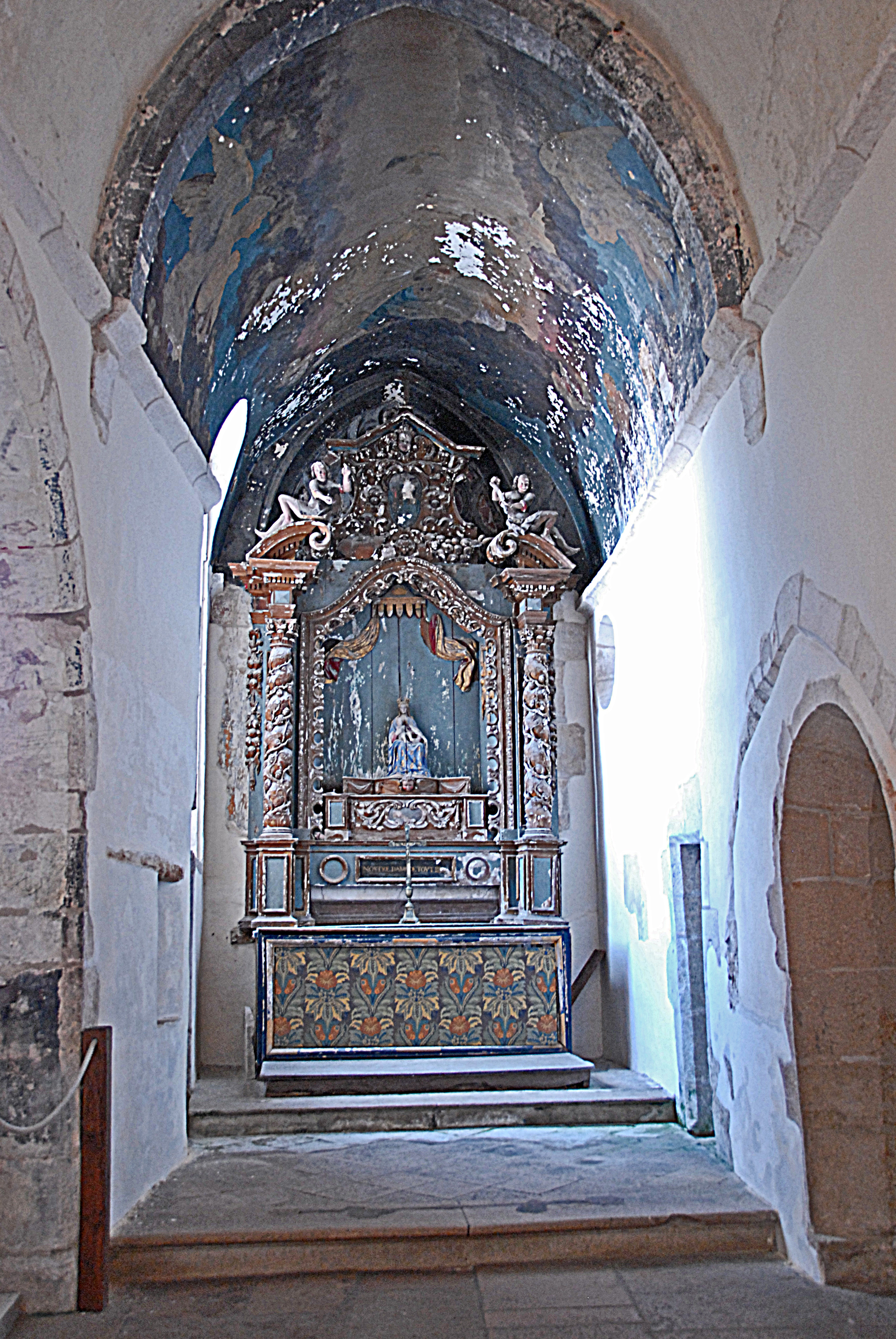
Karmelkapelle
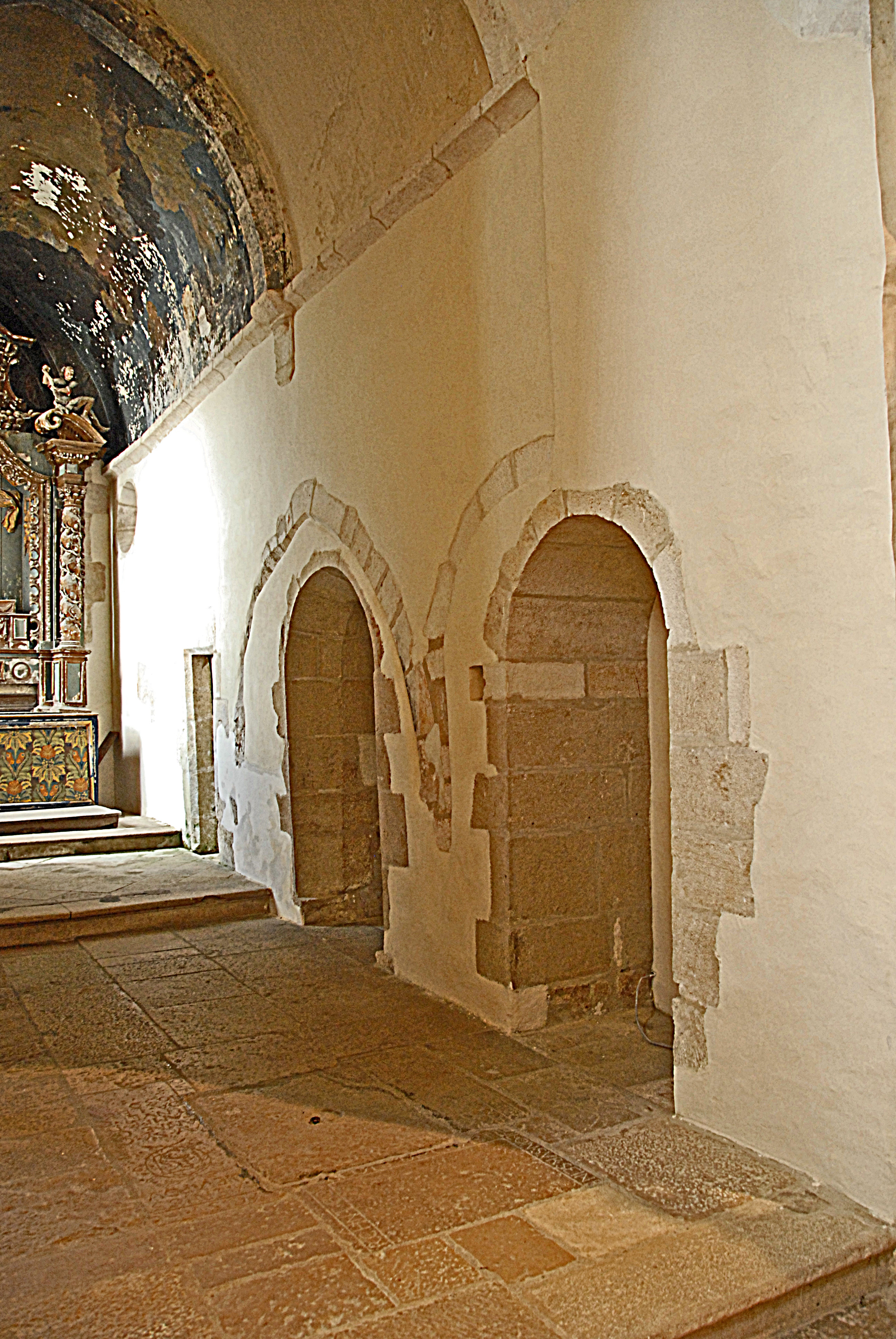
Karmelkapelle Chorwand
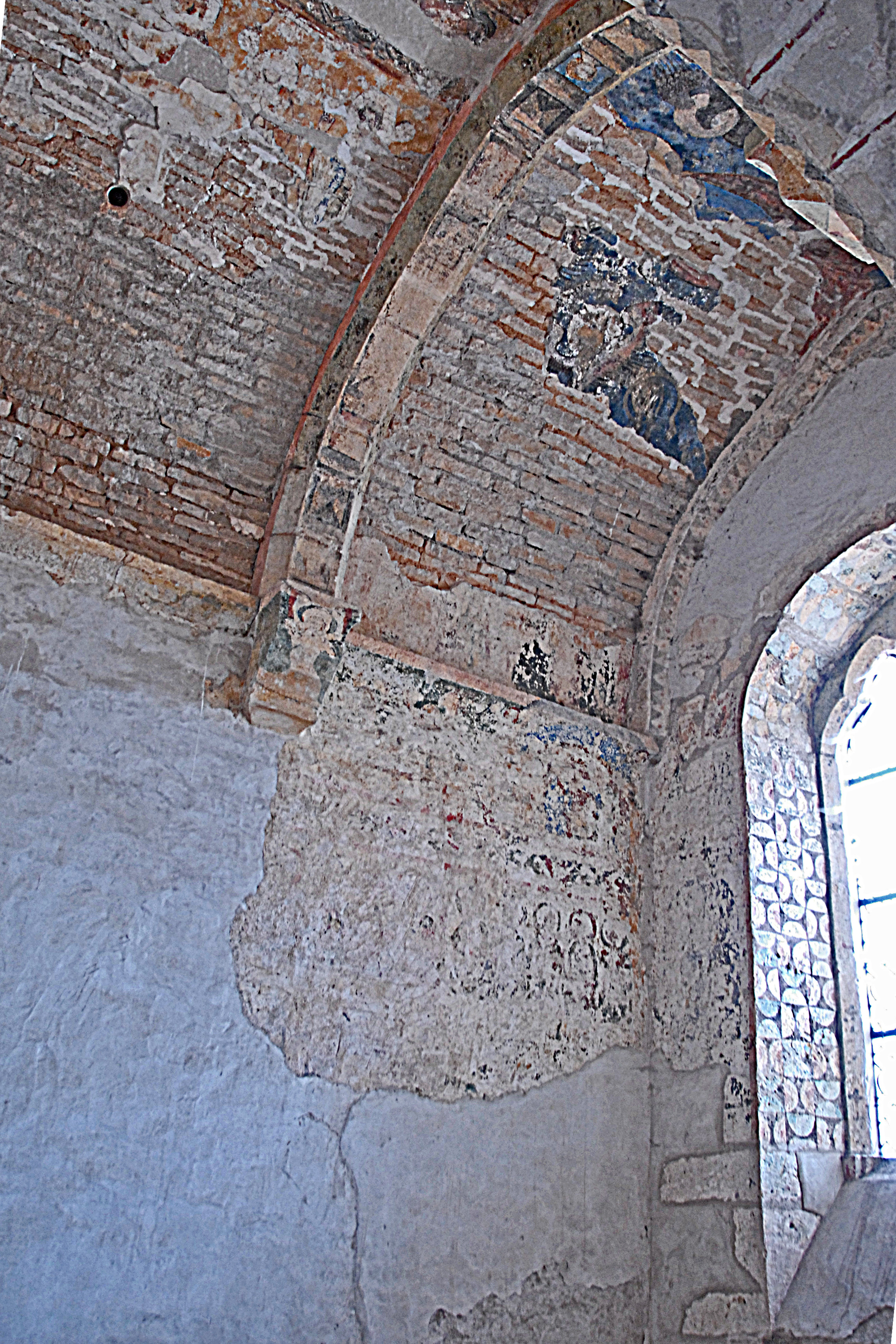
Kapelle Ste-Thérèse

#### Chor
Das Chorjoch steht auf einem leicht rechteckigen Grundriss und wird von einem halbrunden Tonnengewölbe überdeckt, dessen Höhe mit denen der Vierungsarkaden übereinstimmt. Die dem Joch folgende Chorapsis steht auf halbkreisförmigem Grundriss, der gegenüber dem Chorjoch leicht eingerückt ist. Sie wird von einer halben Kuppelkalotte überdeckt, die deutlich unter der Höhe des Jochs bleibt. Die Wände des Jochs und der Apsis gehen ohne Zäsur in die Gewölbe über. Im Scheitel der Apsis sind drei rundbogige Fenster ausgespart, mit aufgeweiteten Gewänden und steil abgeschrägten Brüstungen. Sie sind gleich hoch, das mittlere Fenster ist aber etwas breiter. Die Wände des Chors sind unterhalb der Fensterbrüstungen rundum mit einem hölzernen Chorgestühl bekleidet.

### Ausstattung (Auswahl)

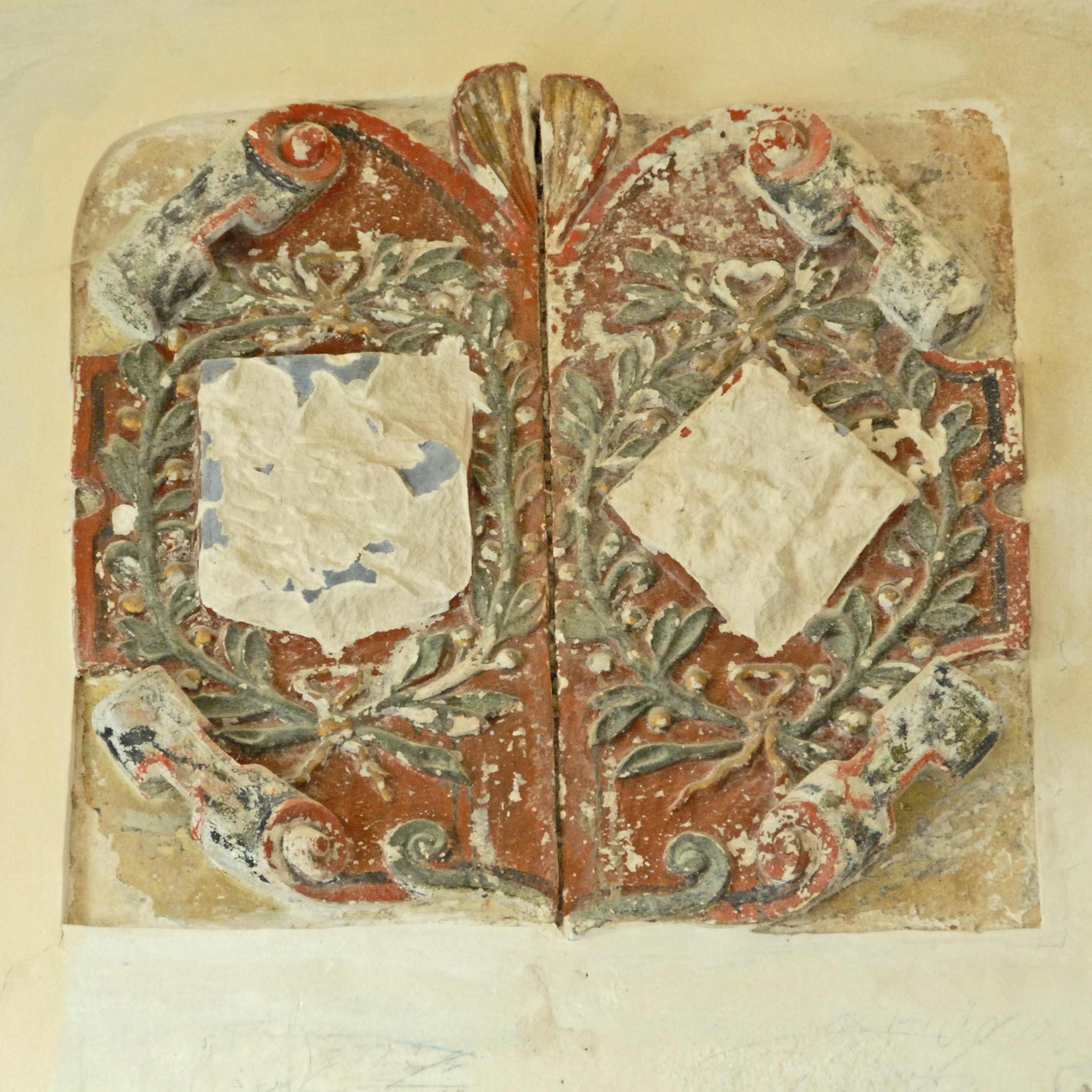
Rest eines Flügelaltars

Ein Meisterwerk burgundischer Bildhauerkunst ist die Beweinung Christi von 1527 im nordwestlichen Querhausarm, die aus der zerstörten Franziskaner-Kirche von Châtillon stammt. Wie in einer Momentaufnahme sind die elf lebensgroßen, in zeitgenössische (16. Jh.) Gewänder gekleideten Figuren im Grab Christi wiedergegeben. Weit ausholend und dramatisch sind die Bewegungen sorgfältig und detailgetreu die Gesichtszüge, Gewänder und Kopfbedeckungen. Auf der Längsseite der Tumba befindet sich ein Relief mit Darstellung der zwölf Apostel. Halbkreisförmig um den Leichnam Christi herum stehen und knien elf einzelne Personen, deren Anordnung nicht die ursprüngliche sein muss.
Von links nach rechts sind folgende Personen dargestellt: Links außen steht einer der beiden Soldaten (Nr. 1), die das Grab bewachen sollen. Neben ihm knien betend die beiden deutlich kleineren Stifterfiguren (Nr. 2 u. 3). Es folgen Josef von Arimathäa (Nr. 4) und die Jüngerin Maria Salome (Nr. 5). Im Zentrum stehen Maria, die Mutter Jesu, der sich der Jünger Johannes tröstend zuwendet (Nr. 6 u. 7). Ihnen folgen Maria, die Mutter des Jakobus (Nr. 8) und Maria Magdalena (Nr. 9), die beide Salbungsgefäße in Händen halten. Ein größeres Gefäß mit Myrrhe und Aloe trägt auch der Pharisäer Nikodemus (Nr. 10), mit einem langen Vollbart und einer turbanartiger Kopfbedeckung. Die Gruppe wird rechts außen von dem zweiten Soldaten in Rüstung abgeschlossen (Nr. 11). Die Größe der Personen nimmt von außen nach innen ab, was die Tiefenwirkung der Gruppierung unterstreichen soll.

Galerie Beweinung Christi
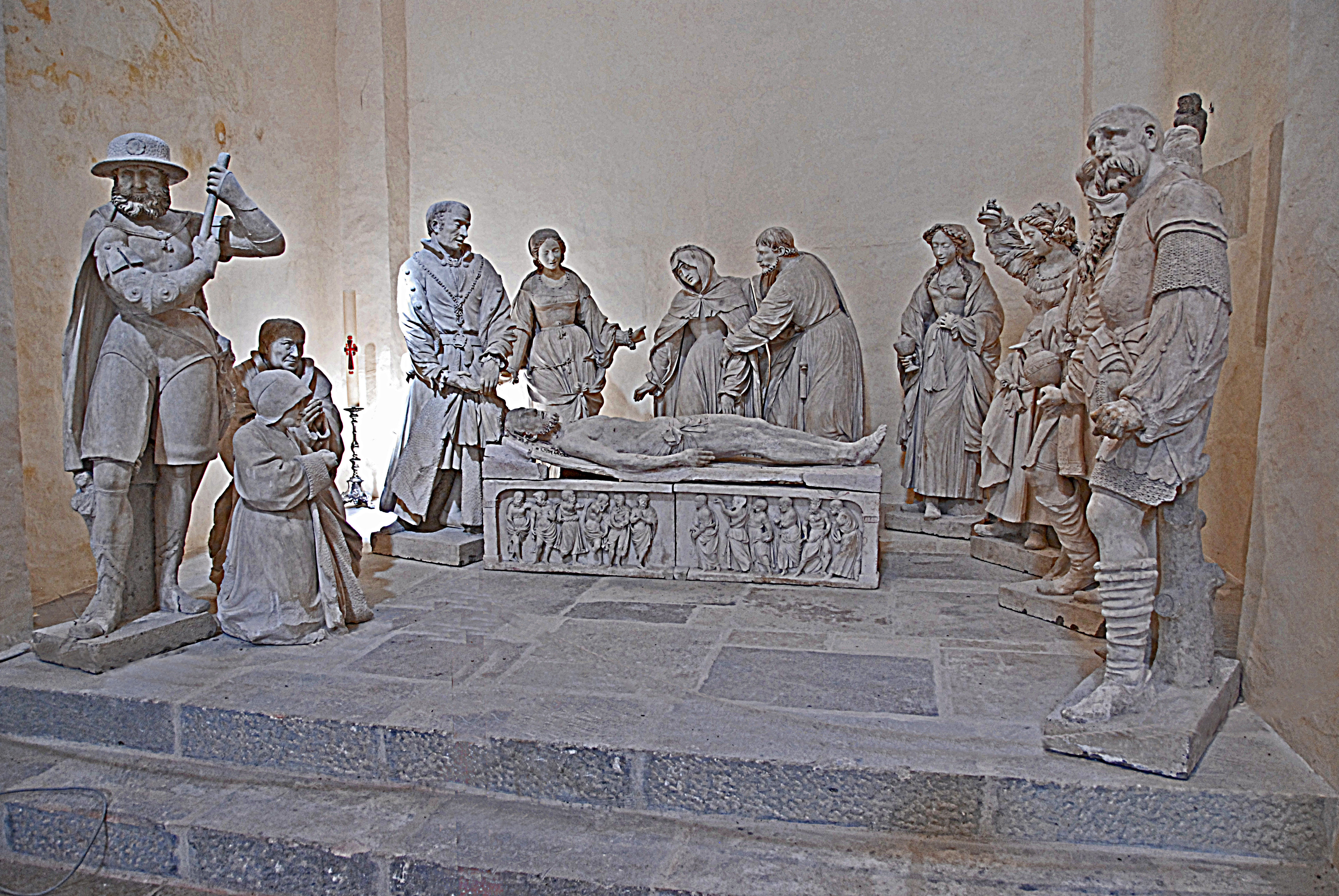
Châtillon, Beweinung Christi
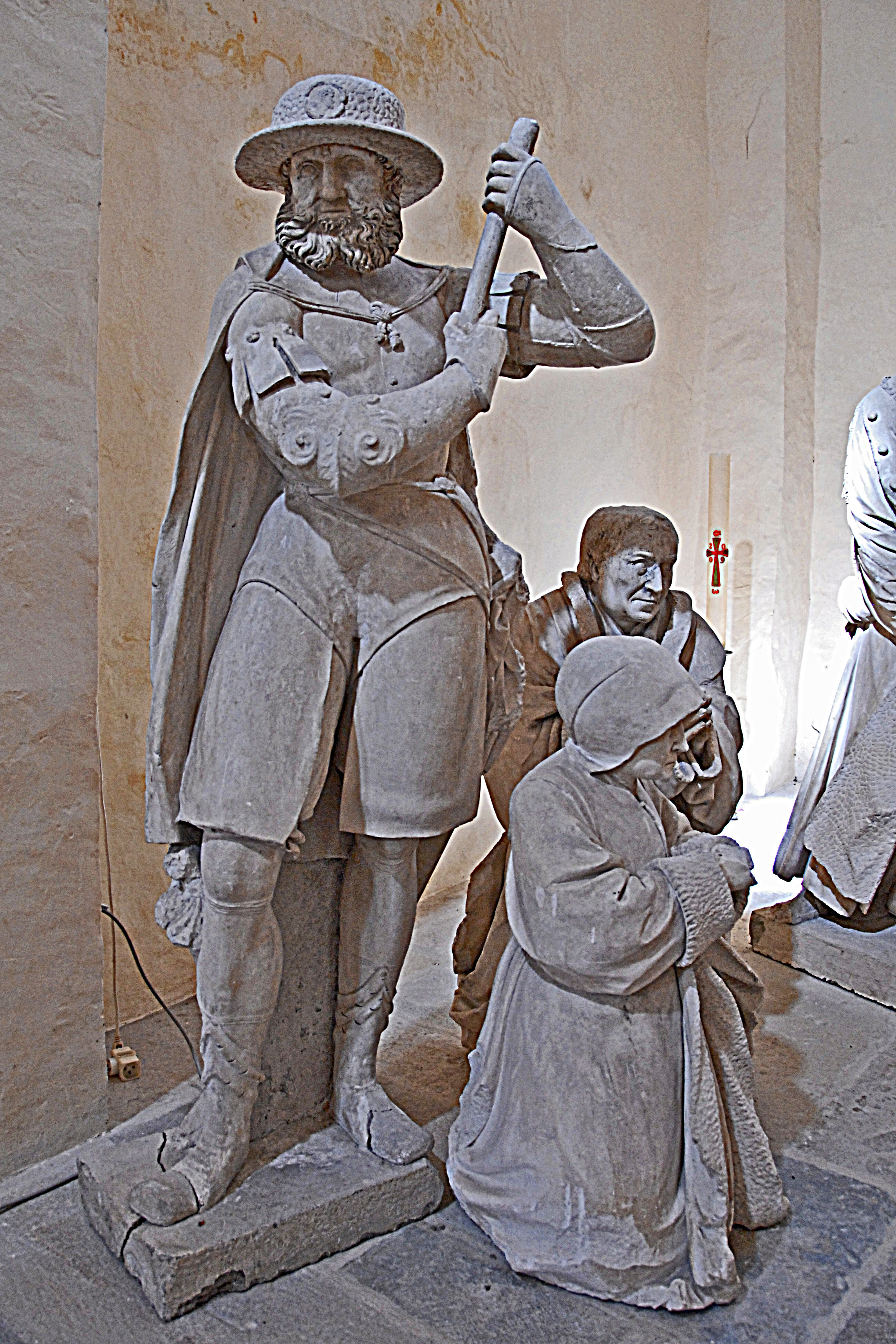
Bewacher links außen, u. beide Stifter
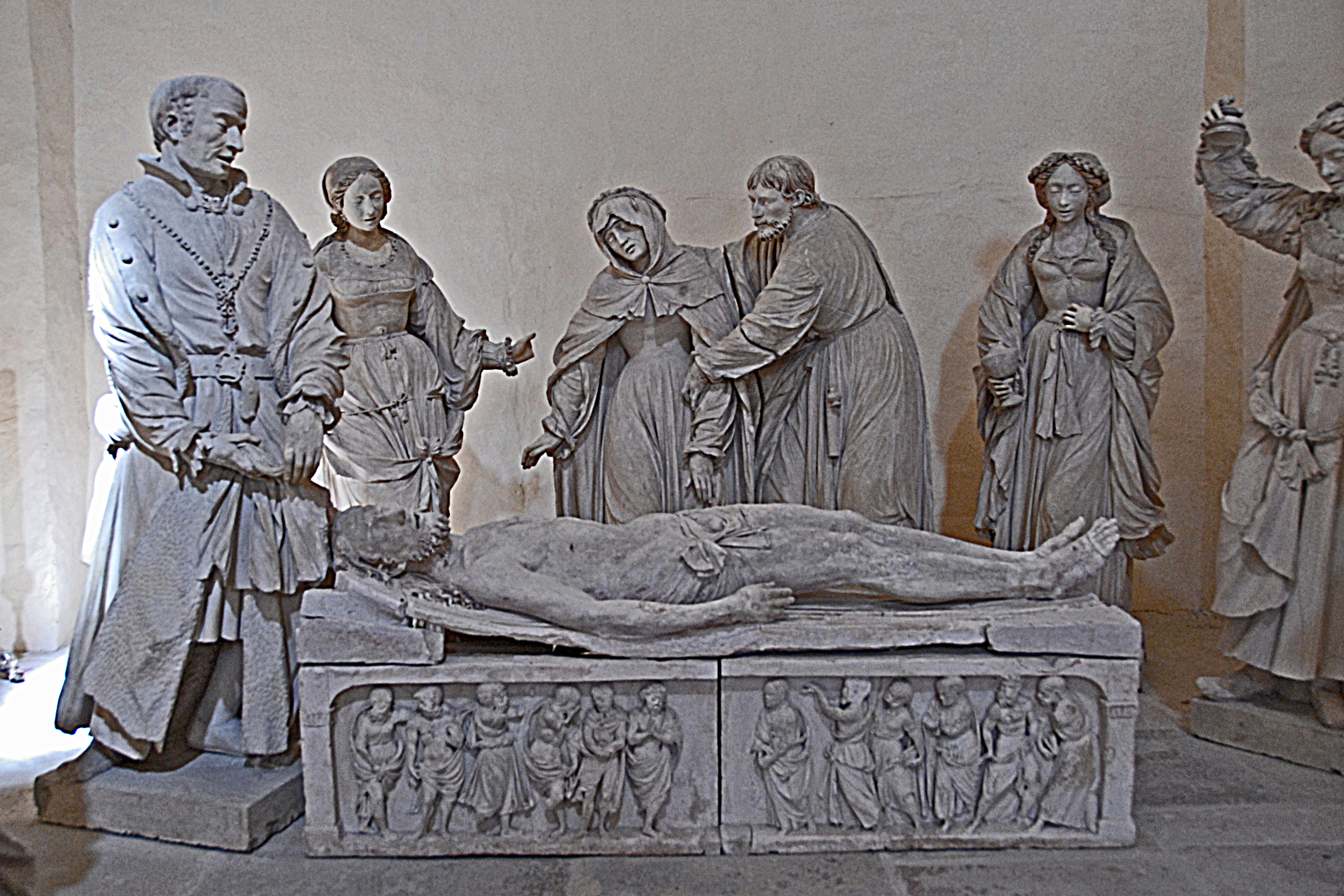
Beweinung Christi, Mittelteil
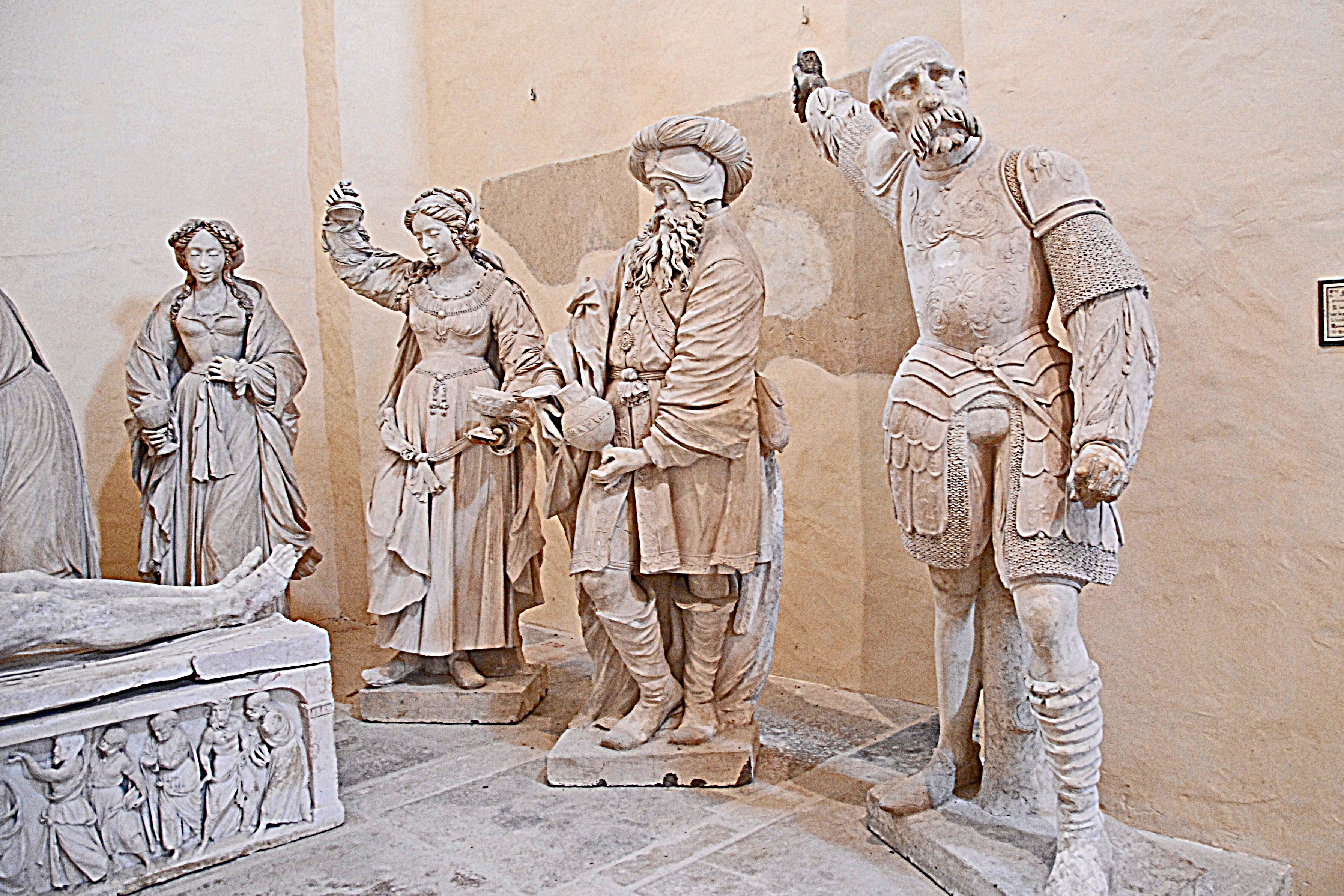
Beweinung Christi, rechter Abschnitt
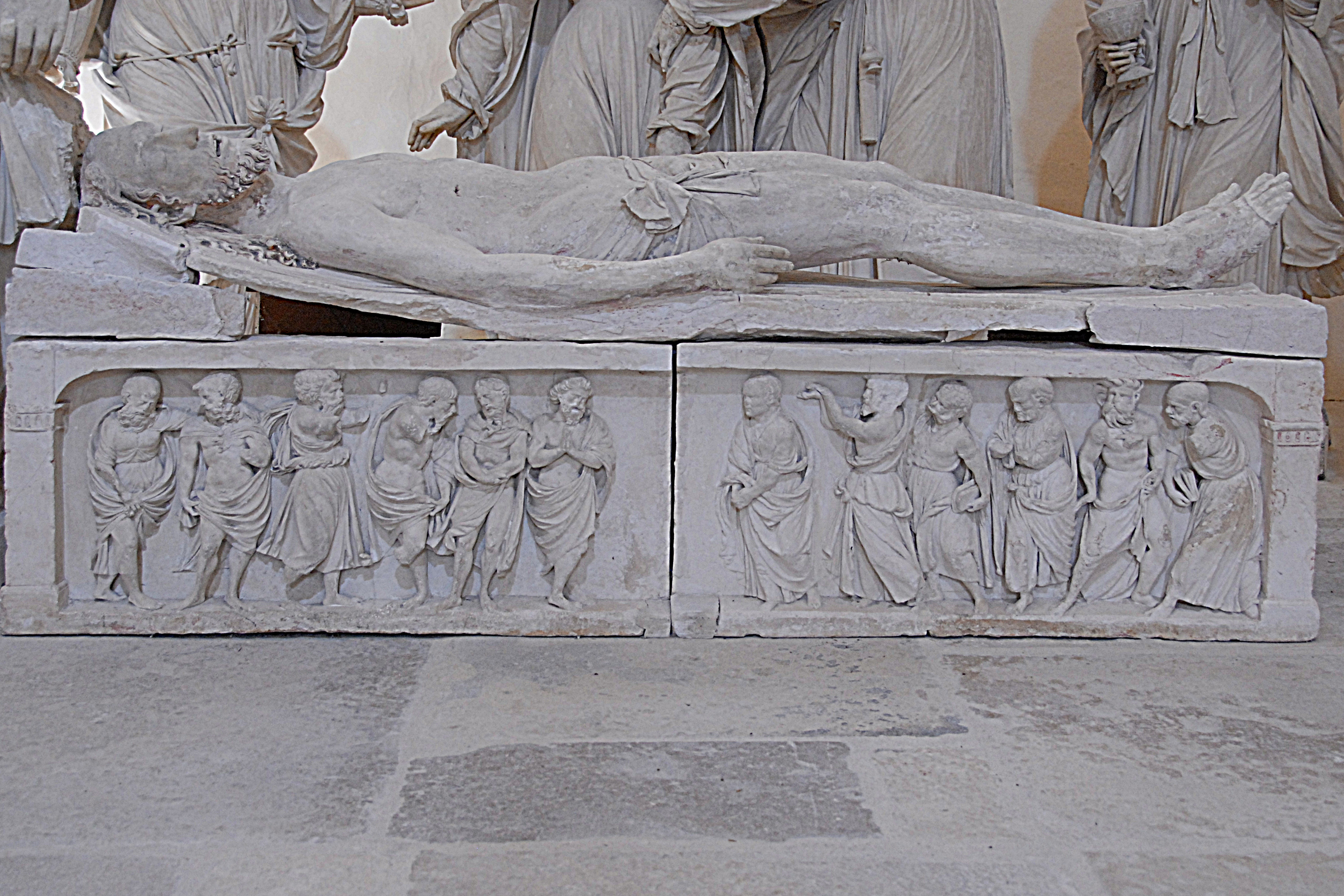
Tumba mit Leichnam Jesu
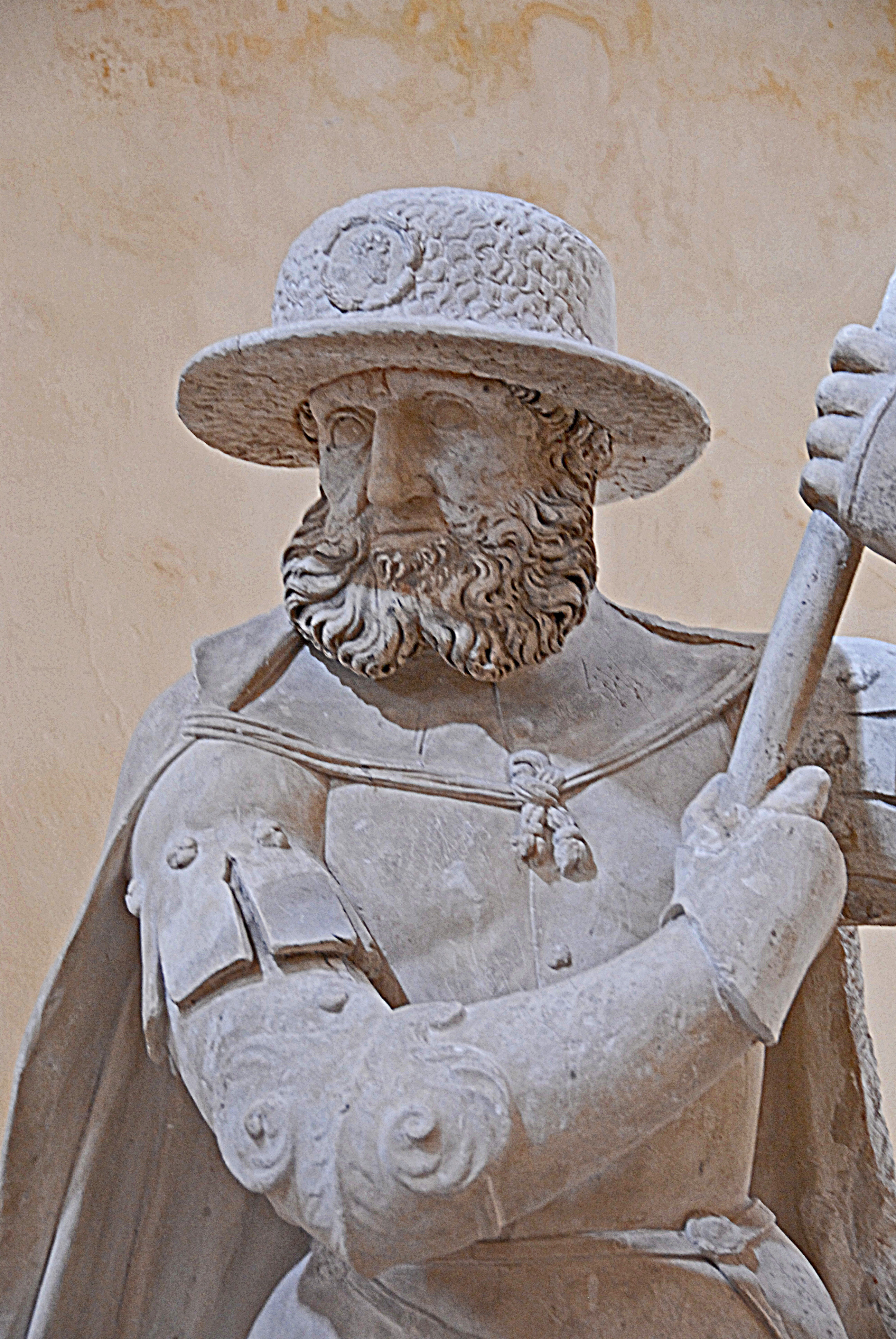
Bewacher links außen
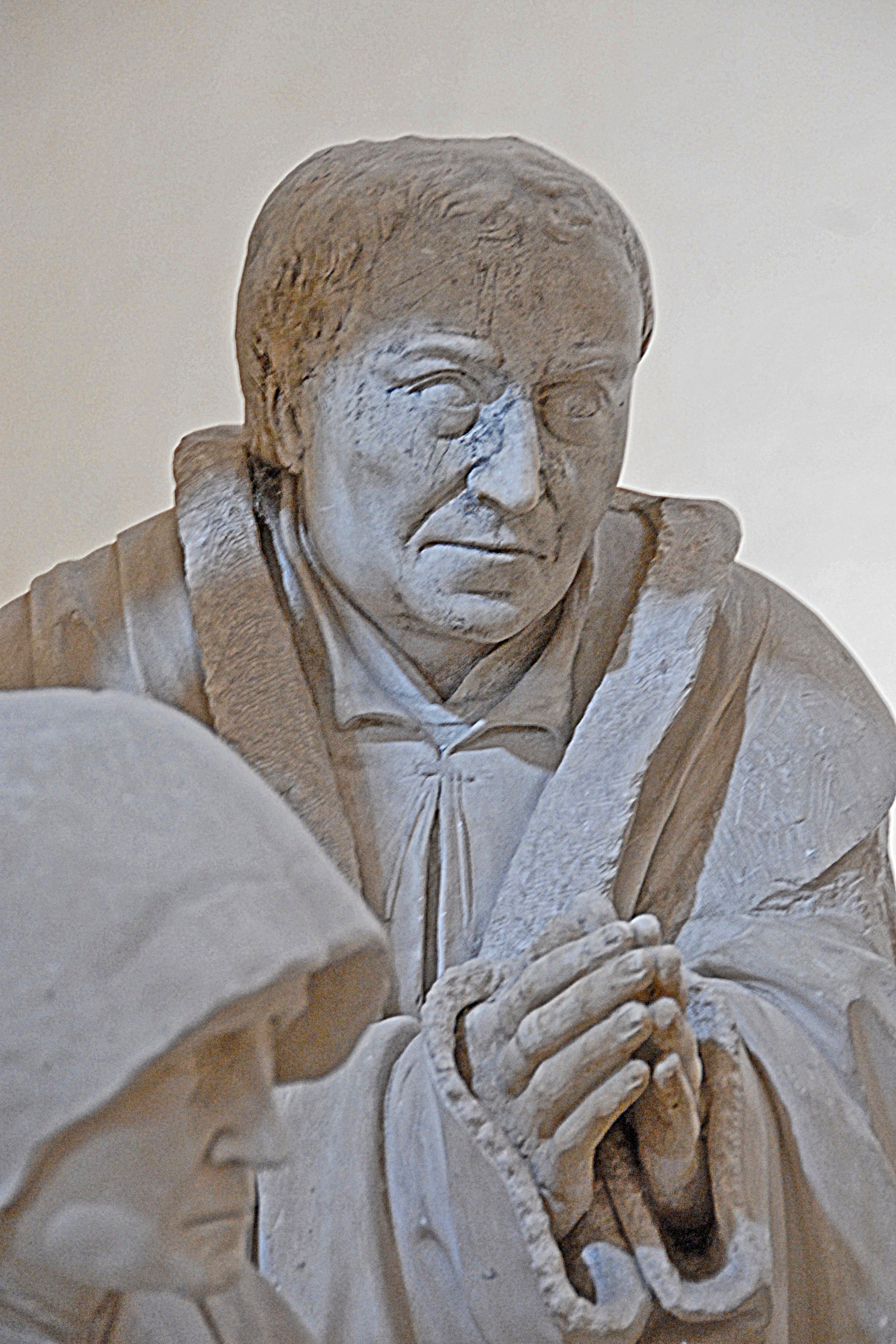
Stifter
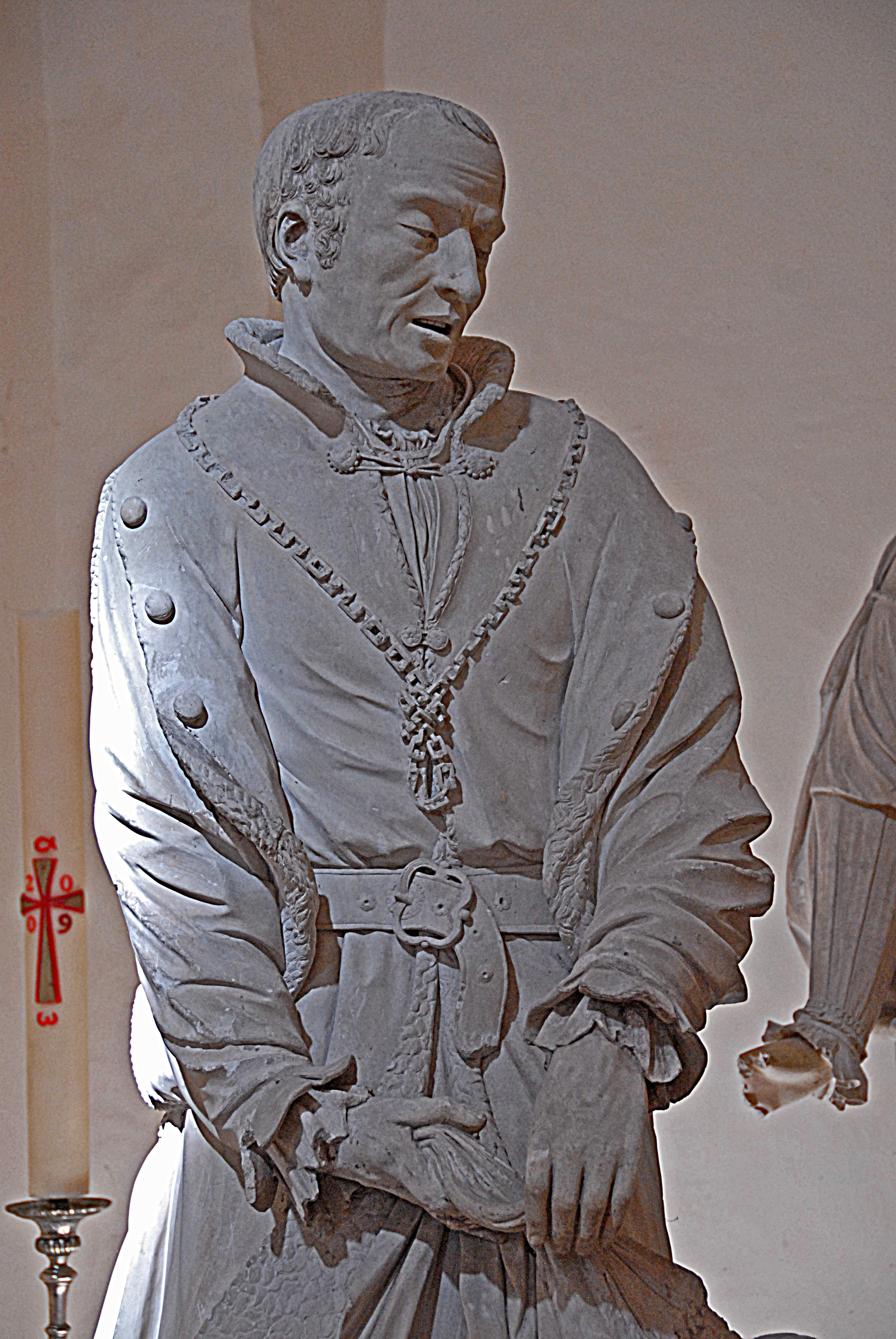
Josef von Arimathäa
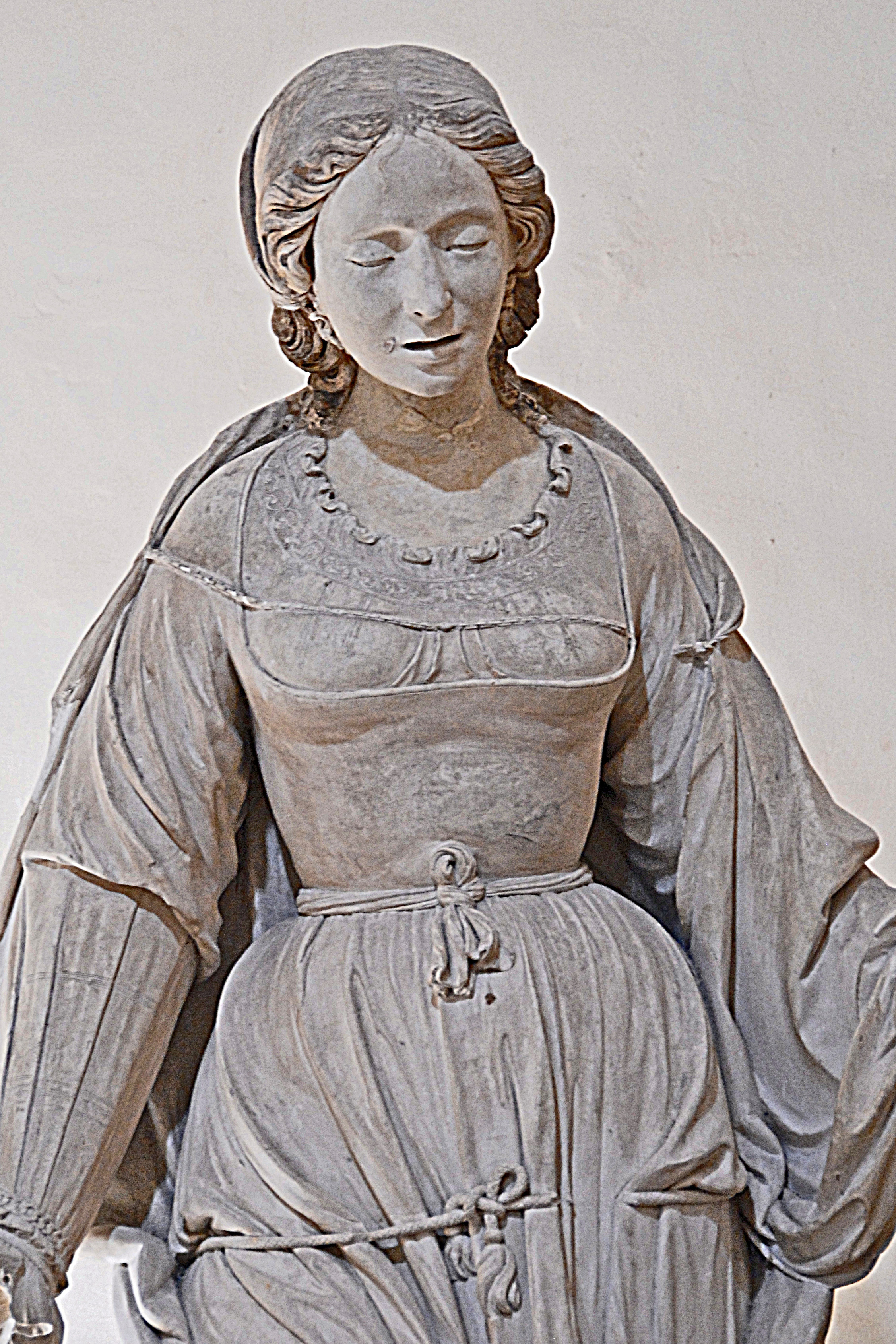
Maria Salome
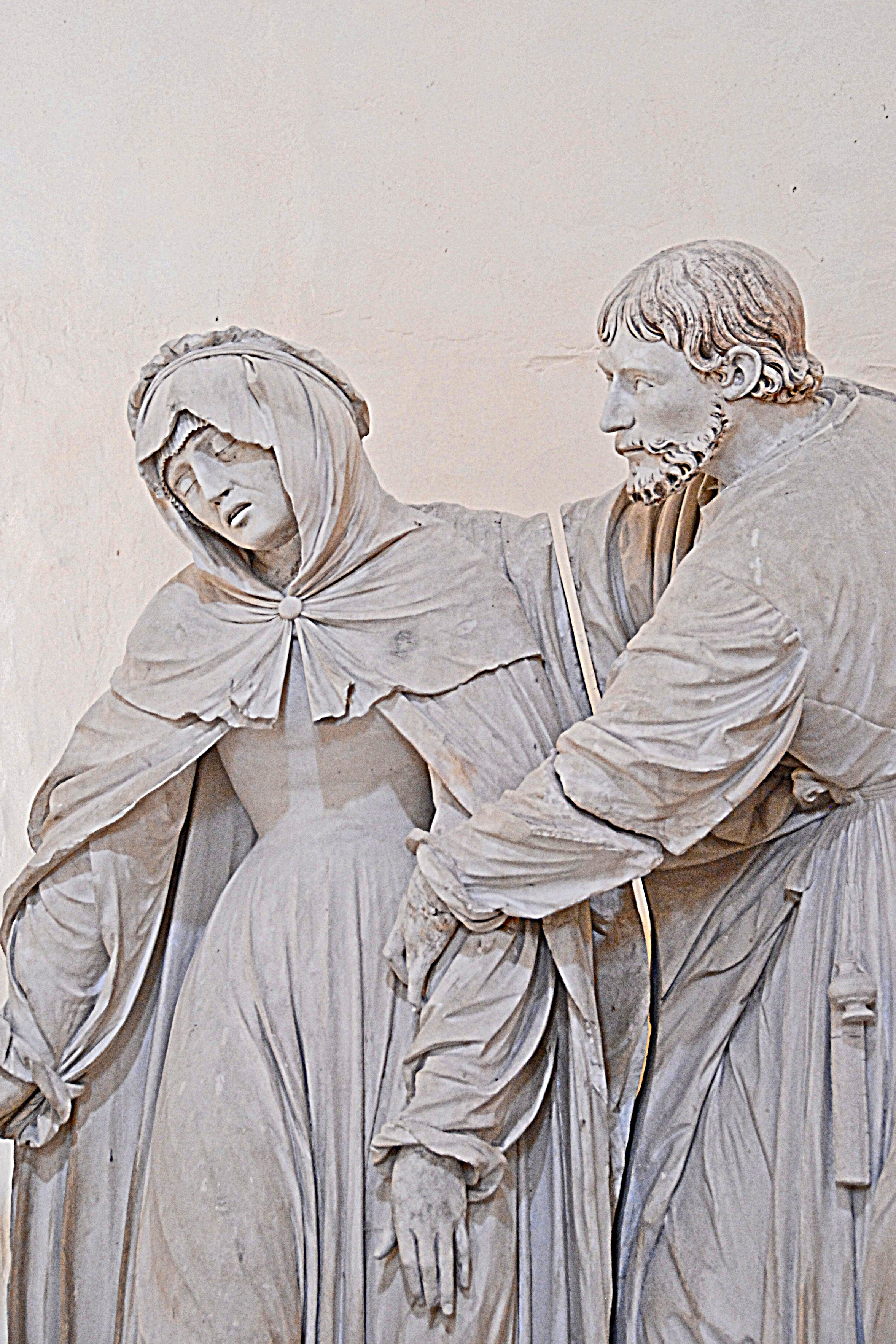
Maria, Mutter Jesu und Jünger Johannes
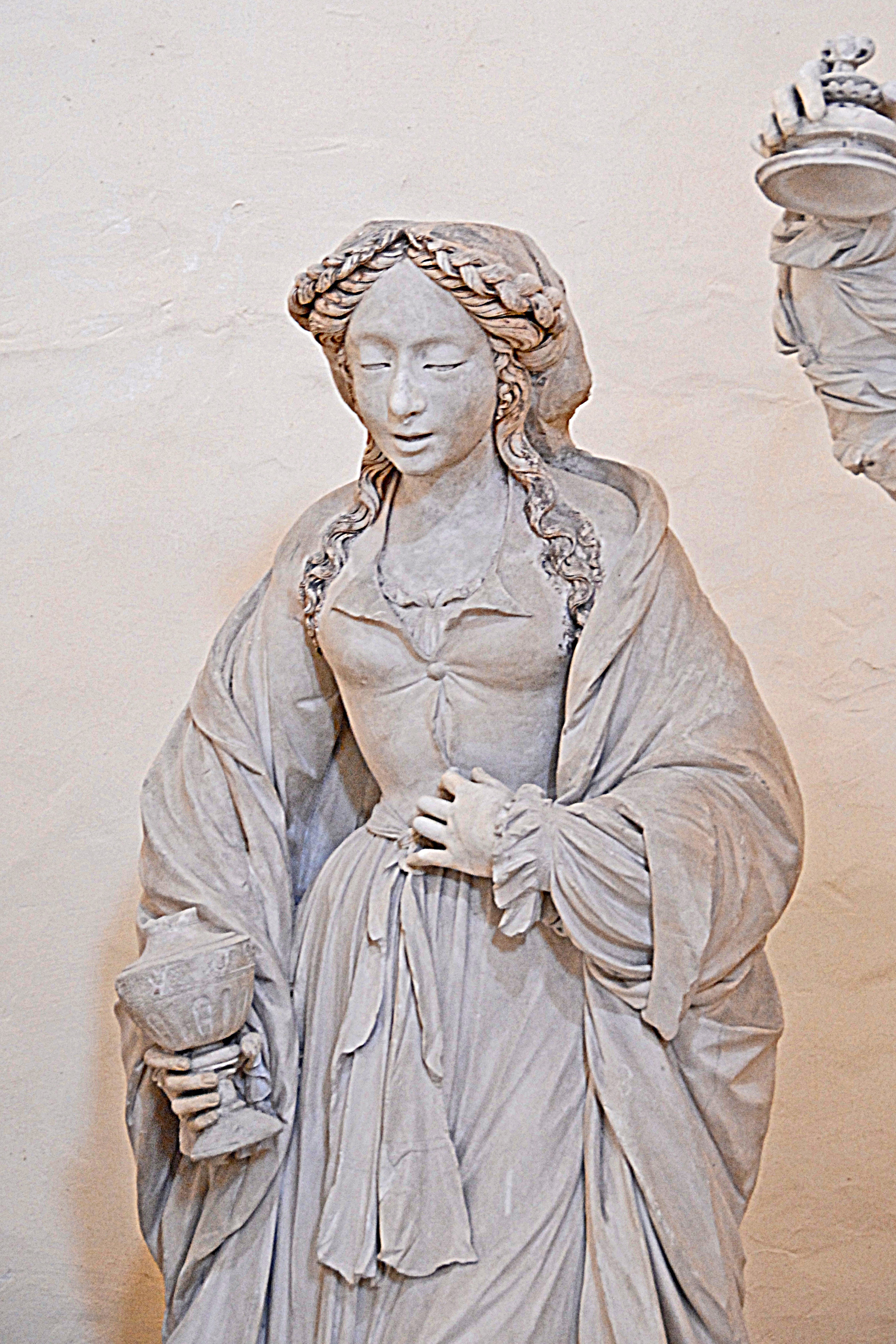
Maria, Mutter des Jakobus
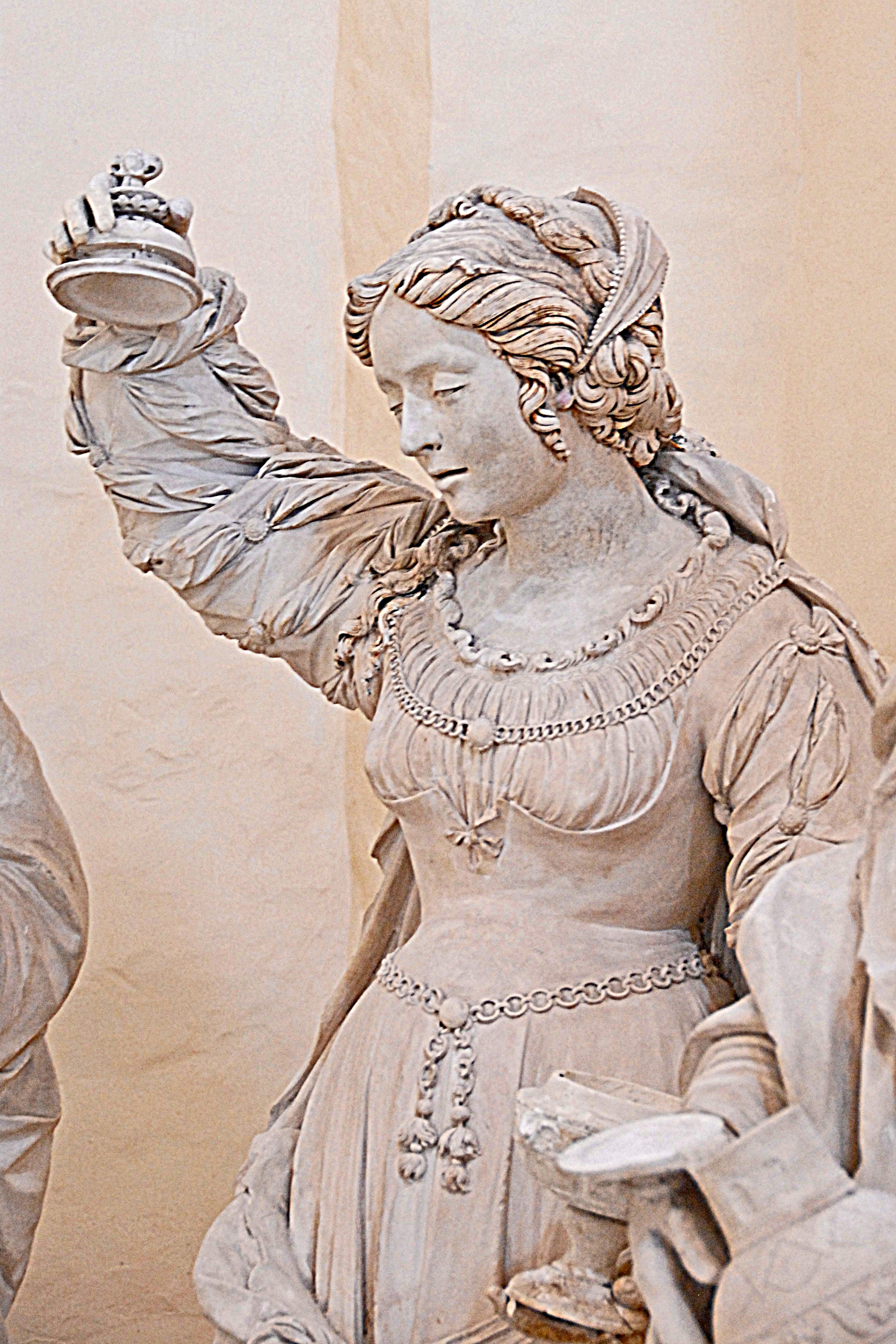
Maria Magdalena
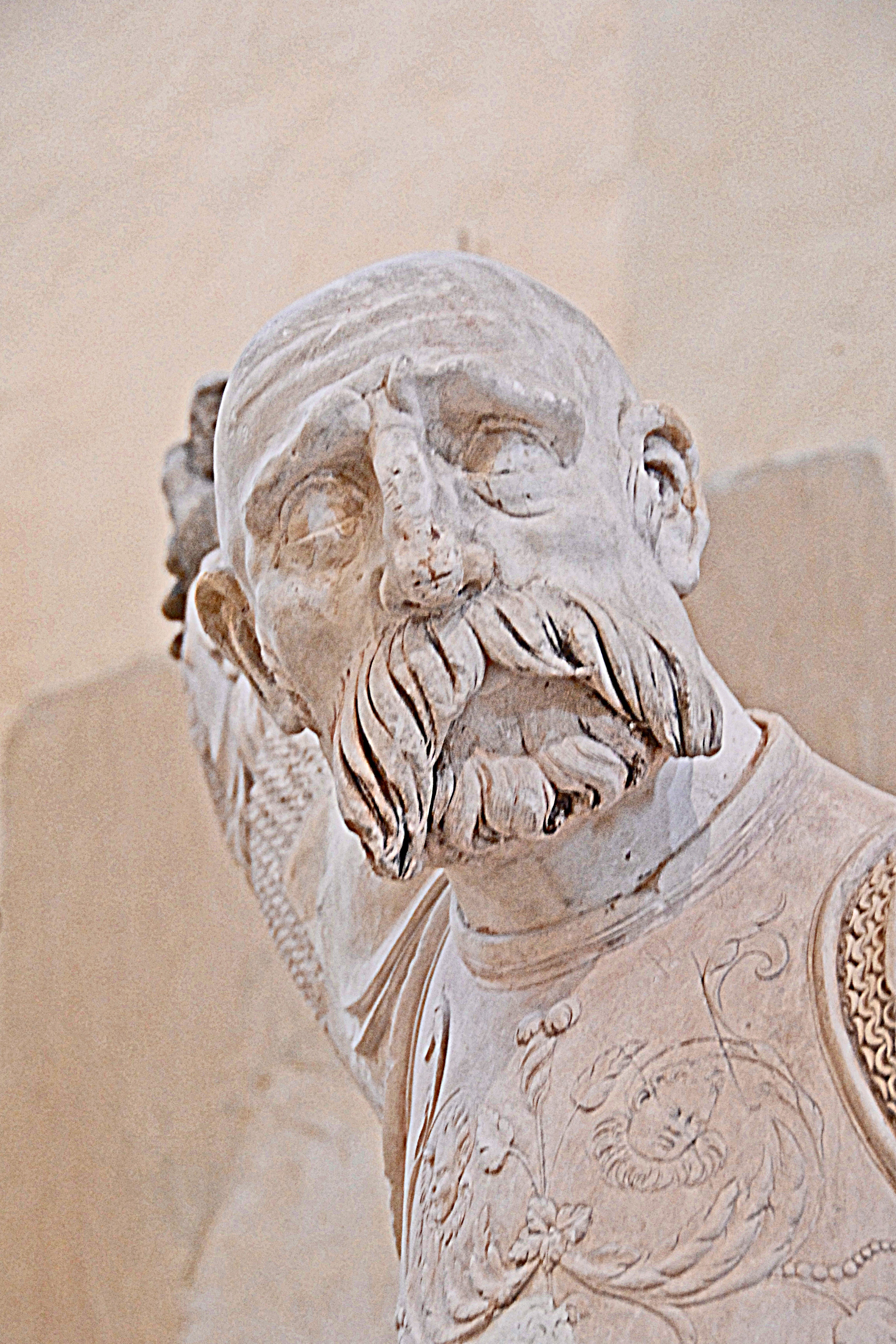
Bewacher rechts außen
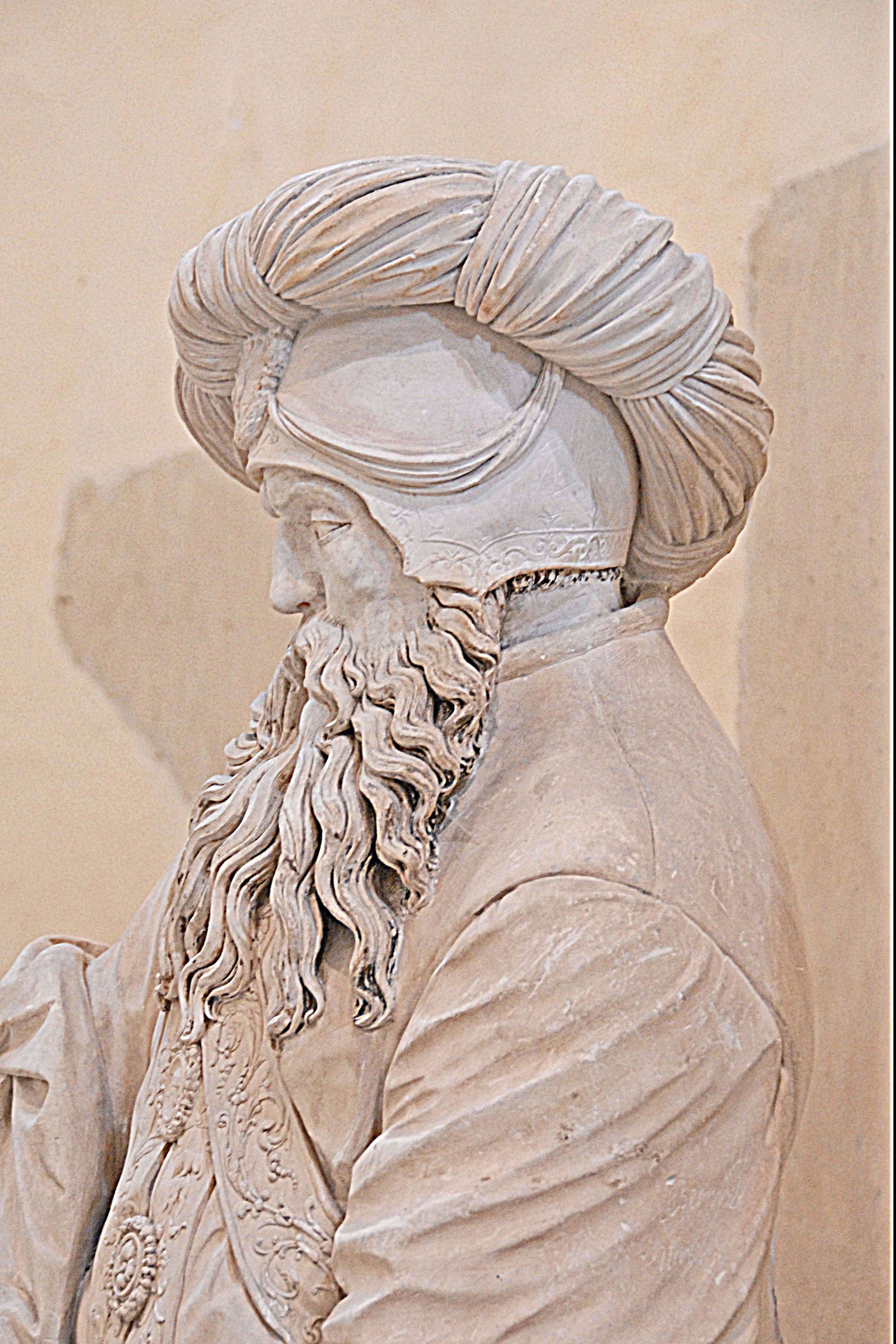
Nikodemus, 2. von rechts

In diesem Querhausarm hängen zwei bemalte Holztafeln aus dem 16. Jahrhundert, die vermutlich ursprünglich zu einem Flügelaltar gehörten.
In der zentralen Wandnische der Apsis der Kapelle des St-Bernard steht eine farbig gefasste hölzerne thronende Madonna mit dem Jesusknaben auf dem Schoß. Dieser entbietet mit seiner Rechen den Segensgestus und hält in der Linken eine Kugel. Die Madonna stammt vermutlich aus der Romanik, gegen Ende des 12. Jahrhunderts.
Eine weitere Skulptur stellt eine stehende gekrönte Madonna dar, mit dem Jesuskind auf dem Arm, das ein geöffnetes Buch in den Händen hält. Die Skulptur ist fst ganz in weiß gehalten, die Krone und die Ränder des Gewandes sind vergoldet. Sie stammt vermutlich aus der Gotik, von Mitte bis gegen Ende ds 14. Jahrhunderts.
Im Scheitel des Gurtbogens in der Heiligkreuzkapelle hängt frei die kleine Figur eines schwebenden Engels.
In dieser Kapelle steht über dem Altar eine Kreuzigungsgruppe, eine Zusammenstellung von Figuren, die aus einem anderen Zusammenhang stammen und hier mehr oder weniger willkürlich zusammengestellt wurden. Das Ensemble besteht aus einem Sockel mit einer korinthischen Säule, darauf ein Kruzifix, am Sockel eine emblematische Darstellung Memento mori mit dem Totenkopf (siehe auch Schädel Abrahams auf Golgota zu Füßen des Gekreuzigten) und mit Leidenswerkzeugen (Geißelsäule, Kreuz und andere). Das ganze wird flankiert von zwei Leuchterengeln. Die kleinen Büsten beiderseits am Fuß der Skulptur sind wahrscheinlich Reliquiare, die kleine Öffnungen aufweisen, durch die man die Reliquien sehen konnte.
Links vom Kreuz steht auf einer Konsole die Skulptur Johannes des Täufers, mit dem Gestus ecce agnus dei (Lamm Gottes auf einem Buch liegend), rechts davon der Apostel Andreas mit dem Andreaskreuz.
In den Formen der späten Renaissance und des frühen Übergangs zum Barock, vor allem bei den bewegten Leuchterengeln, könnte man ein Epitaph vermuten, dazu müsste man aber die Inschrift auf der Tafel kennen.

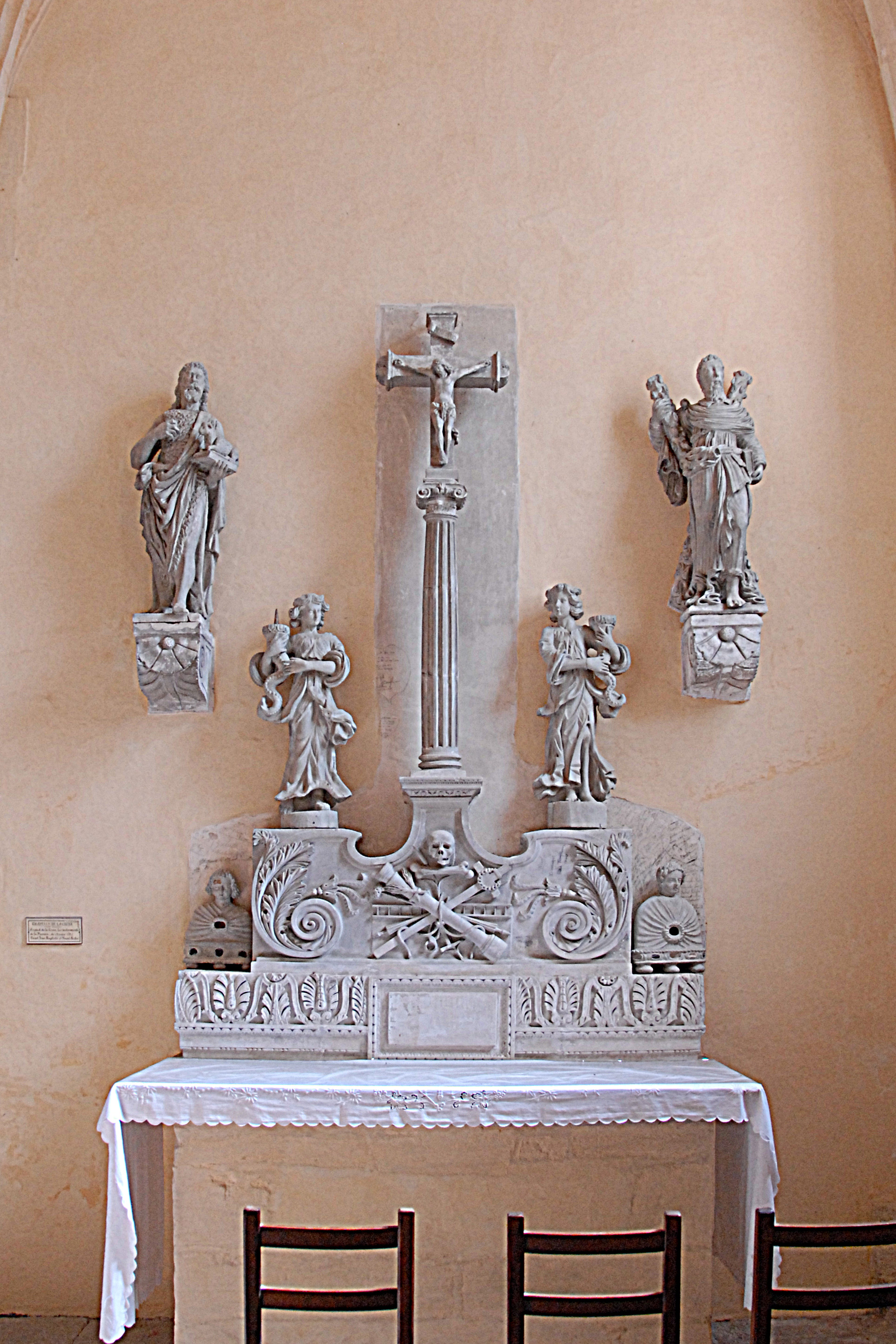
Altar Heiligkreuzkapelle

Am rechten Wandpfeiler im nordwestlichen Querhausarm ist ein großer, in Teilen vergoldeter Krummstab aufrecht stehend befestigt, an dem unter einem Schutzdach eine Laterne befestigt ist. Der Krummstab ist Insigne eines Bischofs oder Abts. Vielleicht soll er an den Gründer der romanischen Kirche Bruno de Roucy, dem Bischof von Langres, erinnern.
Auf einem Freskenrest ist eine Figur in Nonnentracht dargestellt, die ein Kruzifix trägt und deren Hände Stigmata aufweisen.
Das Ochsenauge in der Kryptaerweiterung wird in dessen Vierpass-Maßwerk eine Glasmalerei gezeigt, mit verschiedenen Architekturen, in deren Zentrum die Gottesmutter steht, die die Hand ihres stehenden Sohnes hält. Rechts davon sitzt in einem Gebäude ein weißer Hund.

Galerie Ausstattung
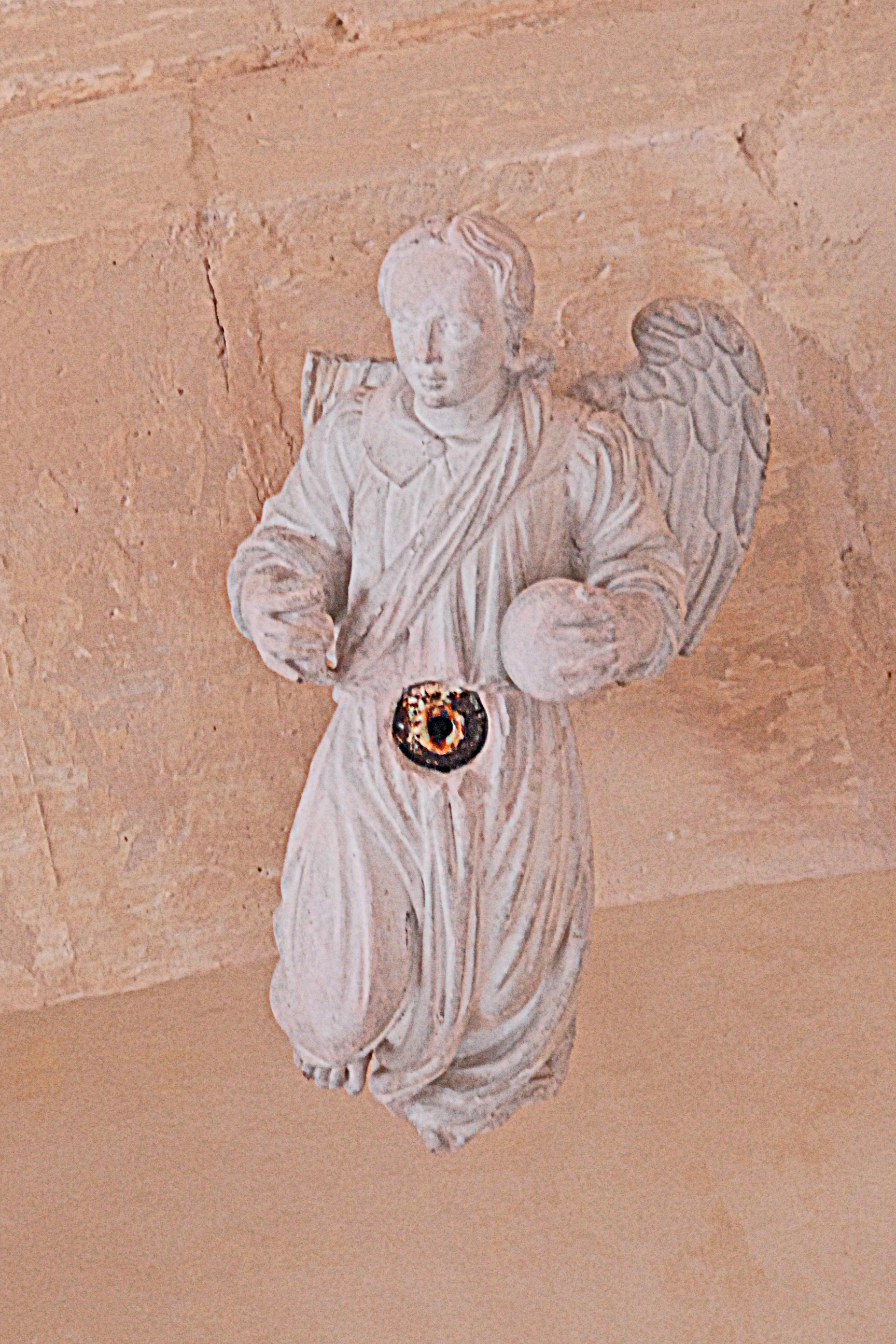
Engel in Heiligkreuzkapelle
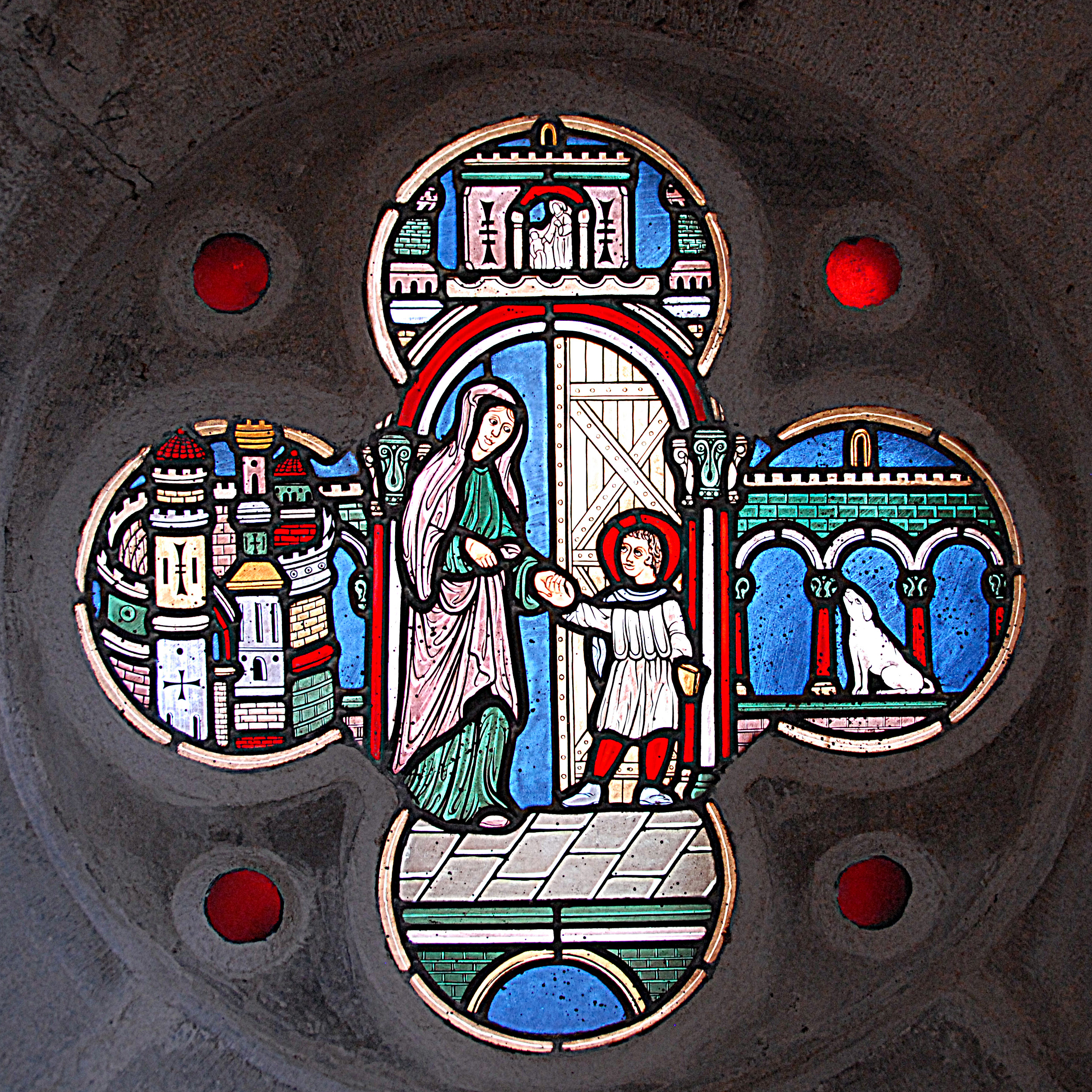
Vierpass, Glasmalerei
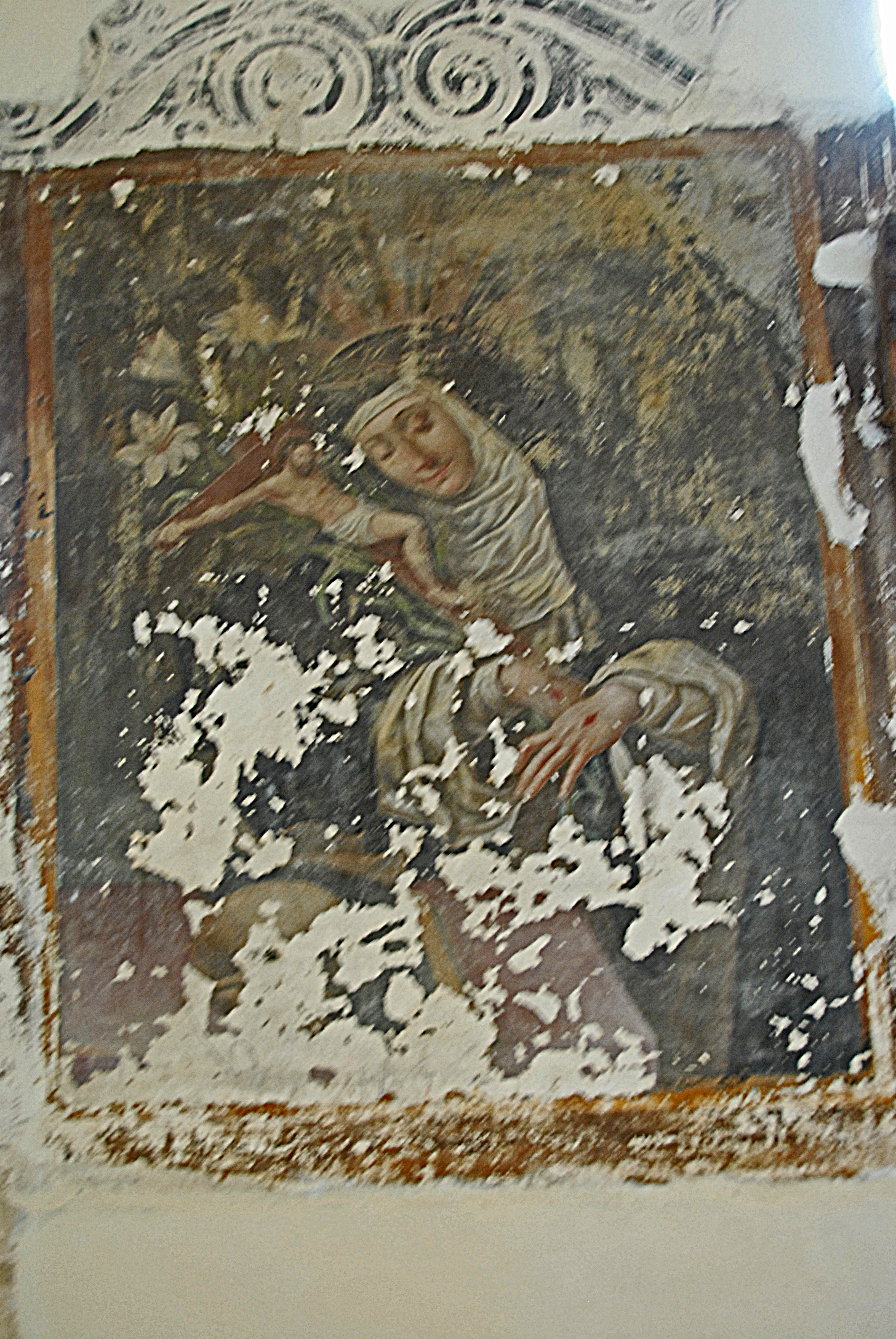
Freskenrest
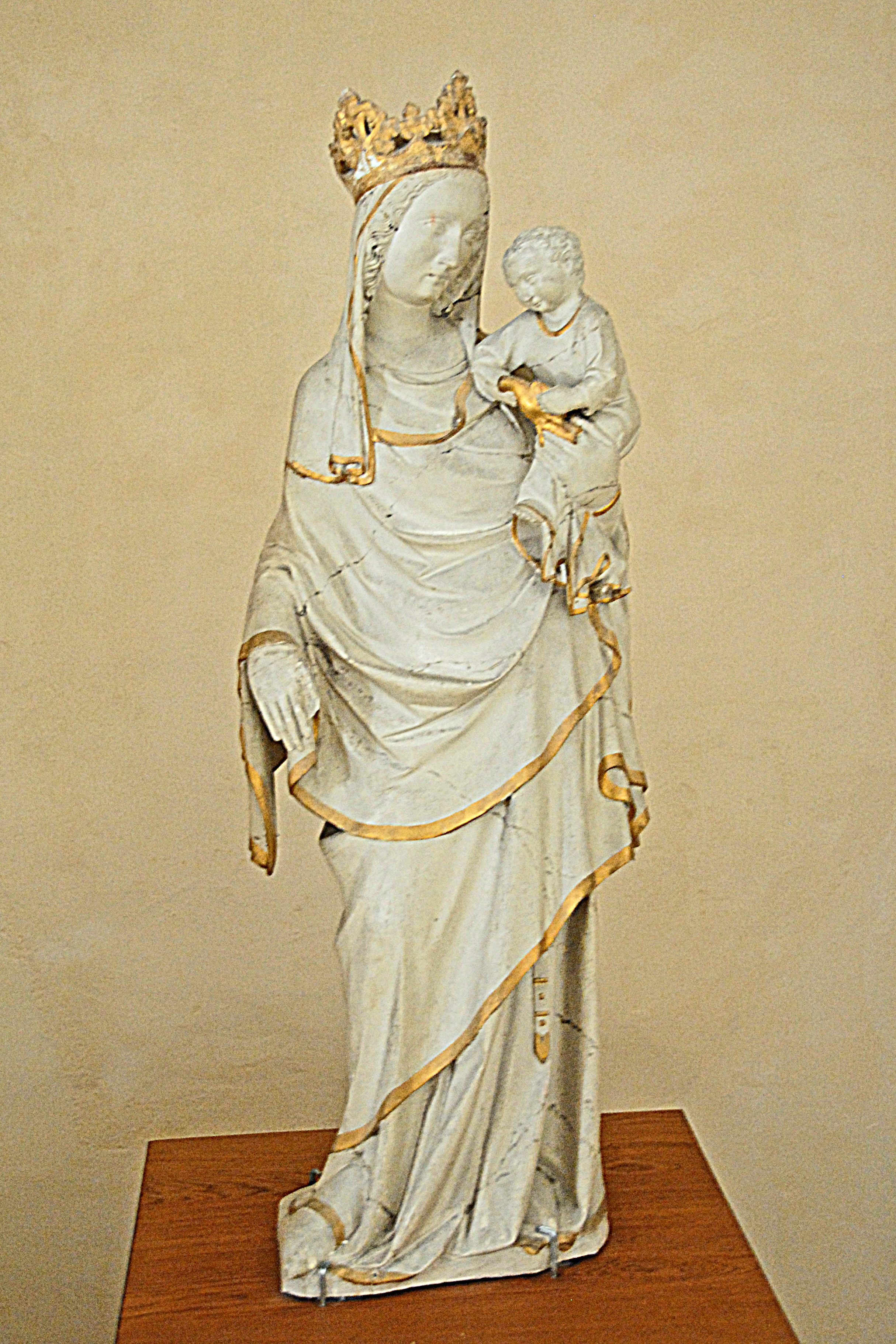
Marienstatue
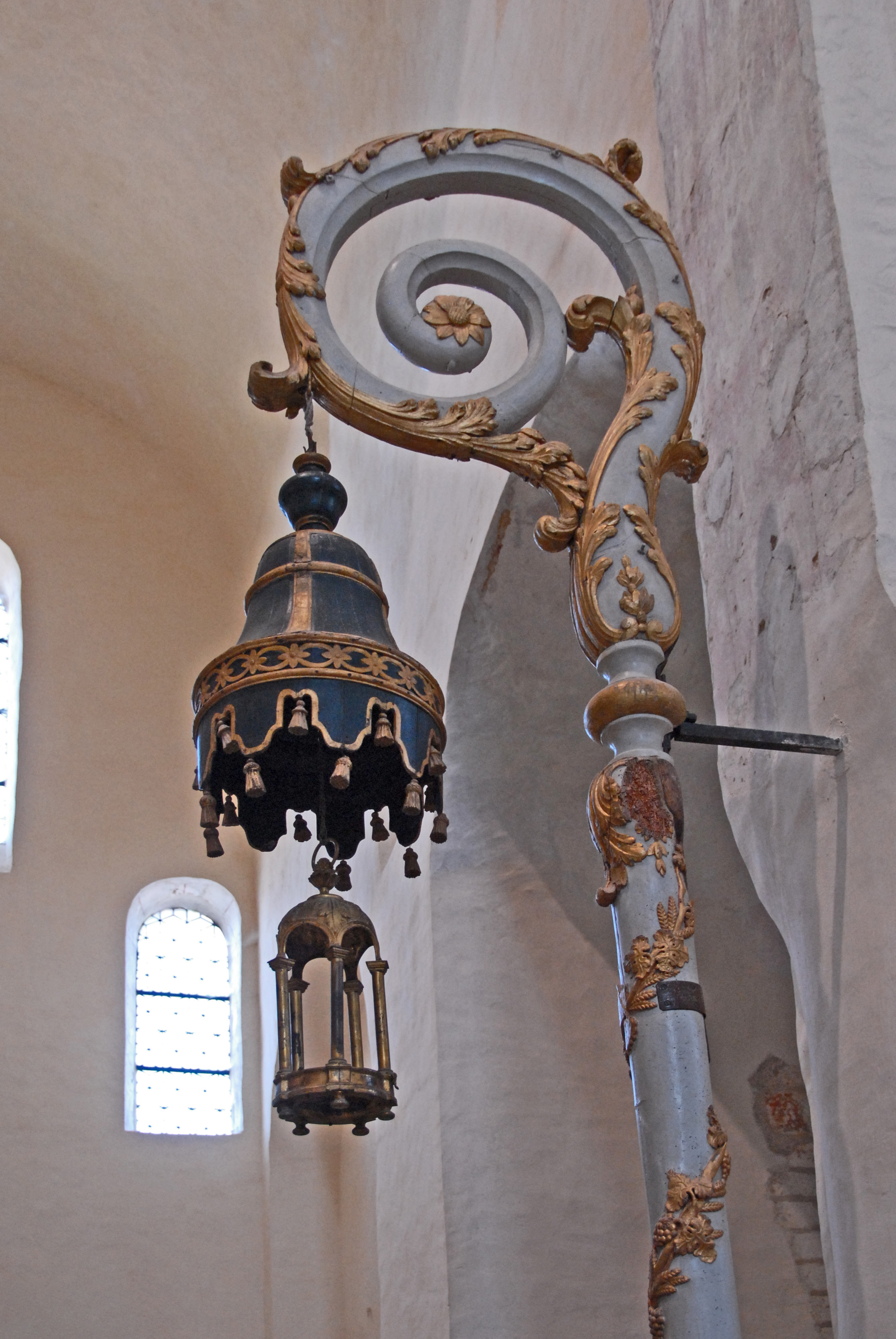
Krummstab
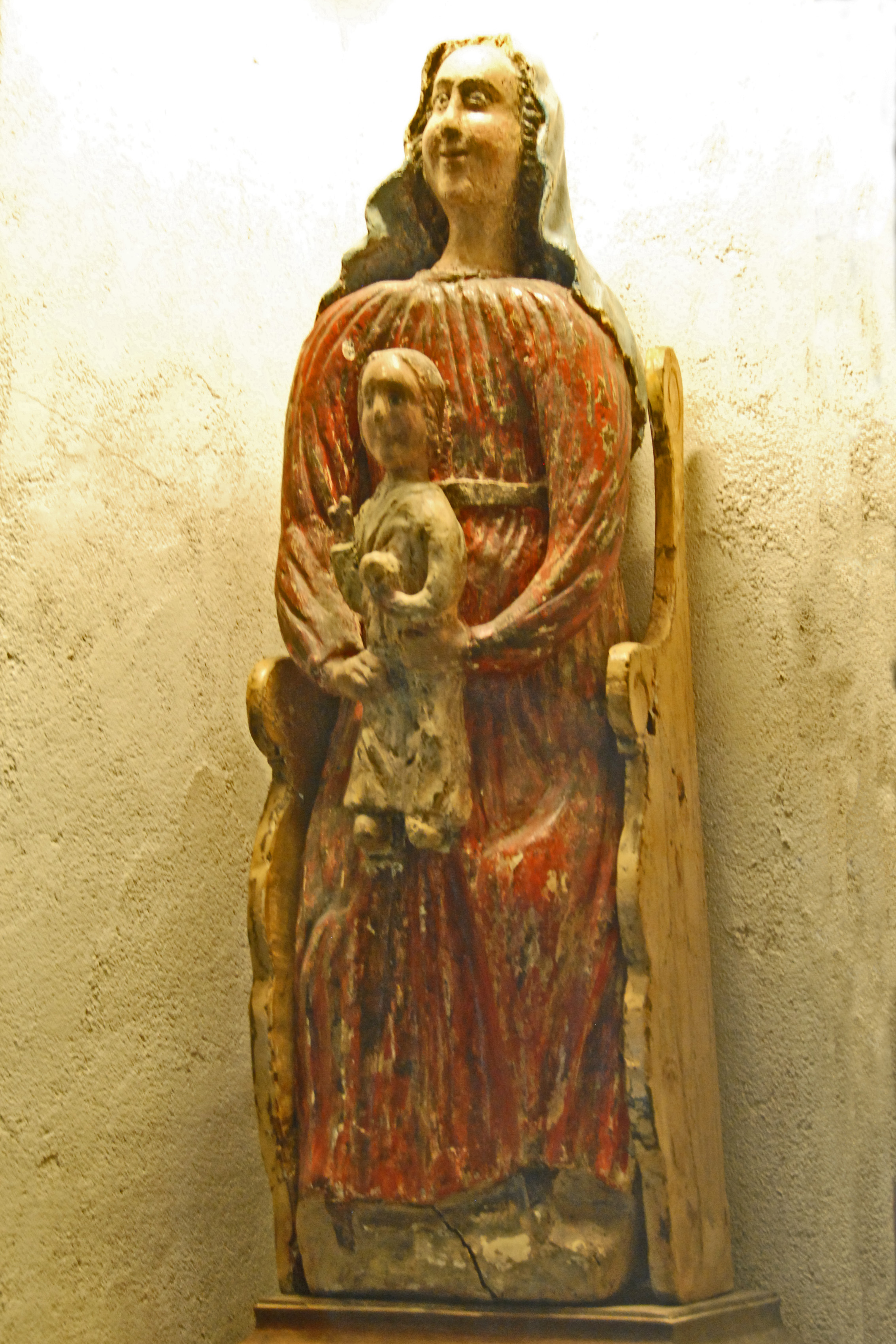
Thronende Maria mit dem Kind

## Source de la Douix

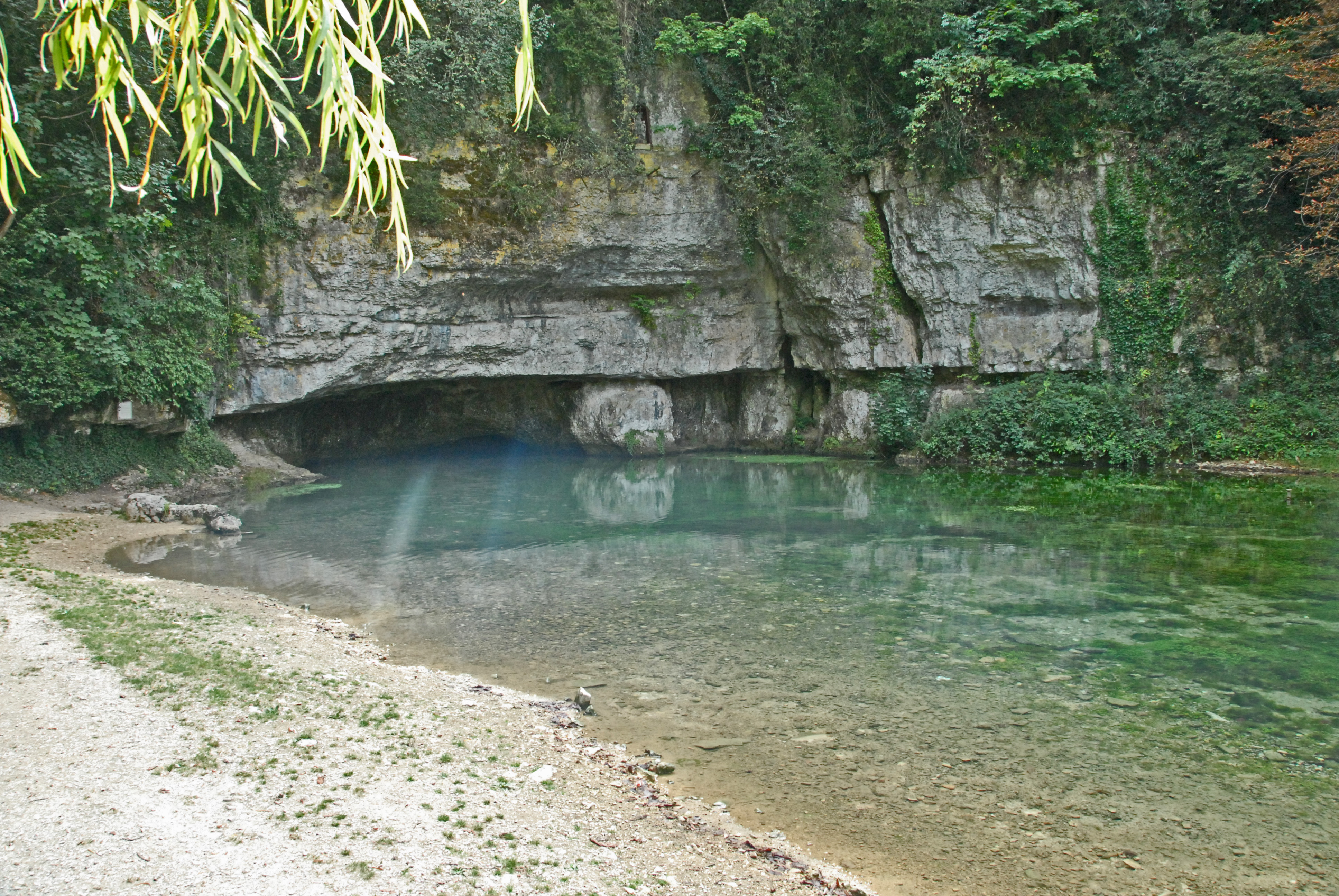
Source de la Douix

Unterhalb des Hügels, auf dem sich St-Vorles erhebt, entspringt die Quelle Source de la Douix, deren Wasser nach wenigen Metern in die Seine mündet. Die Karstquelle wird von einem verzweigten System unterirdischer Wasserläufe genährt. Im Normalfall entspringen dort 600 Liter pro Sekunde, nach heftigen Regenfällen kann die Menge bis auf 3000 Liter in der Sekunde ansteigen.
Die Quelle war schon immer ein Anziehungspunkt. Bereits zu Beginn unseres Zeitalters war sie als Heilquelle begehrt. Noch vor kurzem warf man an Lichtmess Brotstücke in die Quelle, um sie zu ehren. Trotz aller unterirdischer Nachforschungen in einem über 180 m langen Stollen im Kalkstein bewahrt die Karstquelle teilweise noch etliche Geheimnisse.